# 宇宙戦艦ヤマト2199の登場人物
- 宇宙戦艦ヤマトシリーズ > 宇宙戦艦ヤマトシリーズの登場人物一覧 > 宇宙戦艦ヤマト2199の登場人物
- 宇宙戦艦ヤマトシリーズ > 宇宙戦艦ヤマト2199 > 宇宙戦艦ヤマト2199の登場人物

宇宙戦艦ヤマト2199の登場人物（うちゅうせんかんやまと にいいちきゅうきゅうのとうじょうじんぶつ）は『宇宙戦艦ヤマト』（以下、旧作）のリメイク作品であるテレビアニメ『宇宙戦艦ヤマト2199』（以下、『2199』）、およびその総集編映画『宇宙戦艦ヤマト2199 追憶の航海』（以下、『追憶の航海』）、サイドストーリーであるアニメ映画『宇宙戦艦ヤマト2199 星巡る方舟』（以下、『星巡る方舟』）、続編の『宇宙戦艦ヤマト2202 愛の戦士たち』（以下、『2202』）およびその総集編映画『「宇宙戦艦ヤマト」という時代 西暦2202年の選択』（以下、『ヤマトという時代』）、『宇宙戦艦ヤマト2205 新たなる旅立ち』（以下、『2205』）、『ヤマトよ永遠に REBEL3199』（以下、『3199』）に登場する人物の一覧。

## 概要・凡例
設定の再構築に伴い、旧作では設定のみの存在だった者や続編から登場したために共演しなかった者などにも、本作では改めて設定が起こされ、本編へ登場している。また、旧作と異なり、異星人キャラクターの多くにフルネームが設定されている。また、表記されている年齢は地球人の年齢に換算したものである。
名前欄にリンクがあるキャラクターは個別項目が存在、あるいは別節に詳細な記述が存在。リメイク作品という性質に加えて個別の項目が多数存在していることを踏まえ、個別の項目が存在する者については簡単な説明や旧作との差異を記述するに留め、詳細はそれぞれの項目を参照するものとする。キャラクター名・役職・階級などの諸設定に関して、先行上映版やテレビ放送版、そのほか資料によっても異なるものがあるが、豪華本『宇宙戦艦ヤマト2199 COMPLETE WORKS-全記録集-』の記載版を最終稿として記載する。
本文中の「漫画版」はむらかわみちおによる『2199』のコミカライズを示す。同様に「小説版」は、豊田巧による『2199』および『星巡る方舟』のノベライズを示す。
年齢および生年月日の設定に関して、沖田・古代・雪・島の4名以外の生年月日は『2202』『2205』において公開されたもので、計算すると『2199』の年齢とはずれがある場合もある。また、『2199』『2202』ともに約1年の物語だが、どのタイミングでの年齢かは不明（『2205』に関しては2205年10月1日時点、『3199』に関しては2207年10月2日時点と明記されている）。本項では差し当たり作品開始時点（『2199』は2199年1月、『2202』は2202年12月）とし、生年月日がその年齢と合致しない場合は注釈でその旨を付記している。

## 主役級キャラクター
沖田十三（おきた じゅうぞう）
声 - 菅生隆之 / デザイン - 結城信輝 / 初登場 - 『2199』第1話
国連宇宙海軍・連合宇宙艦隊司令長官。宙将（提督）。福島県出身。2141年12月8日生、2199年12月8日没。57歳（『2199』）。
ガミラスとの戦争や遊星爆弾によって地球が荒廃し、自身の部下を含む多くの命も奪われたことから時にガミラス人を悪魔と呼ぶ一面を持つ。第二次火星沖海戦で息子が戦死している。数年前から遊星爆弾症候群を患っている。宇宙物理学博士号を持っており、外宇宙へは軍人としてではなく、科学者として訪れたいと思っていた。
『2199』最終話で死亡し、『2202』ではテレサがもたらす幻覚として登場する。
古代進（こだい すすむ）
声 - 小野大輔 / デザイン - 結城信輝 / 初登場 - 『2199』第1話
- 所属 - 戦術科士官 / 戦術長（〜『2202』）→艦長（『2205』）
- 階級 - 三等宙尉（〜『2199』第2話）→一等宙尉（『2199』第2話〜）→二等宙佐（『2202』第26話、戦死と認定され二階級特進、 『2205』にて正式任官）
- 生年月日 - 2178年7月7日
- 年齢 - 20歳（『2199』）→24歳（『2202』）→27歳（『2205』）→29歳（『3199』）
- 出身地 - 神奈川県三浦市

本作の主人公。戦闘部門を統括する人物で、砲雷撃のほか航空隊や甲板部も指揮下に置く。
本作では髪型や年齢のほか、ヤマト乗艦までの経緯が変更されており、戦術長候補であった兄・守が戦死したために戦時特進して戦術長に就任したとされている。真田が副長を兼ねているため、旧作とは異なり艦長代理に任命はされていない。熱血漢であった旧作とは対照的に、基本的には冷静かつ落ち着いた性格に変更されている。
家族・親族に兄の守のほかは、父・剛、母・紀子、叔父・芳雄、叔母・真希がいたが、14歳の時に遊星爆弾の攻撃で亡くし天涯孤独。
森雪（もり ゆき）
声 - 桑島法子 / デザイン - 結城信輝 / 初登場 - 『2199』第1話
- 所属 - 船務科士官 / 船務長（〜『2202』）→補給母艦「アスカ」艦長（『2205』）
- 階級 - 三等宙尉（〜『2199』第2話）→一等宙尉（『2199』第2話〜）→二等宙佐（『2202』第26話、戦死と認定され二階級特進、『2205』にて正式任官）
- 生年月日 - 2179年12月24日生
- 年齢 - 19歳（『2199』）→22歳（『2202』）→25歳（『2205』）→27歳（『3199』）

栗毛色のロングヘアを持つ女性。情報・電測・船体消磁・通信・暗号・航空管制・電子機器などを統括しており、第一艦橋で主任レーダー手も務める。1年前にユリーシャと共に事故ないしはテロにより重傷を負って記憶喪失となっている。家族に外務次官だった父・直之と母がいたが、1年前の件で亡くなっている。直之と土方が以前からの友人であったため、土方が雪を保護した。
本作では旧作での生活班長（本作での主計長）や、看護婦（本作での衛生士）を兼任しておらず、それらの役割は平田（主計長）や真琴（衛生士）などに割り振られている。
漫画版
森雪がユリーシャの体細胞クローンとして製造されたとしている。容姿が似ているのは遺伝子が同一であるクローンであるためであり、事故ないしはテロにより重傷を負って意識が戻らないユリーシャの予備として19歳相当の体にまで促成育成されたために、ユリーシャの事故以前の記憶がそもそも存在しないとされている。雪の名前の由来は、ユリーシャのクローンとして「YU-K1号」の製造管理番号がつけられており、そこから名づけられたとしている。名づけには森雪の後見人になっている土方竜の意思が反映されていると暗示させる描写がある。クローンとして製造されて赤子同様だった森雪の学習プログラムは、真田志郎が編成している。

アベルト・デスラー
声 - 山寺宏一 / デザイン - 結城信輝 / 初登場 - 『2199』第6話
総統（大ガミラス帝星永世総統）。地球暦で2166年3月19日生。32歳相当（『2199』）。
金髪の美男子で、ガミラス帝国の前身であるガミラス大公国を治めていた叔父・エーリク・ヴァム・デスラー大公亡き後、内戦状態の国を武力統一して総統に就任。帝国の版図を圧倒的な軍事力によって拡大する一方、ガミラスとイスカンダルの大統合を目指している。
旧シリーズでライバルだった古代と年齢を近くするため、旧作より若々しい容姿になっている。
スターシャ・イスカンダル
声 - 井上喜久子 / デザイン - 結城信輝 / 初登場 - 『2199』第2話
イスカンダル星女王。地球人基準で27歳相当の外見(年齢不詳)。
滅亡の危機に瀕した地球へ救いの手を差し伸べてくる。デスラーとは昔から面識があり、公的な会話以外では彼をファーストネームの「アベルト」で呼ぶ。『2205』には、幼少時のデスラーがイスカンダルへ外交使節団に随行した際に、既に『2199』での登場時と同じ容姿のスターシャと会っている場面がある。デザリアムからの襲撃に対してイスカンダル星を自爆させたために存在を維持できなくなったスターシャは、古代守と間にできた娘のサーシャを古代進に託し、アベルト・デスラーの腕に抱かれたまま消失した。

## ヤマト乗組員
階級で単に「宙曹」「宙士」という大雑把な表記や、士官クラスで「全記録集」「公式設定資料集」に階級の記載がない人物の表記は、設定画ないし劇中の肩章（地球防衛軍 (宇宙戦艦ヤマト)#軍人（リメイクアニメ）を参照）から読み取っている。また「宙曹」とは、ここでは「宙士長」以上「宙曹長」以下の肩章銀線1本の大雑把な表記である。

### 作品ごとの各クルーの乗艦状況
| ○ | 出航時から乗艦（出航直後＝出航と同じ話数内で合流した場合を含む）               |
| △ | 出航後に合流（僚艦からの移乗含む）                                             |
| × | 未乗艦                                                                         |
| - | 未登場（ただし戦死した後や、設定等で乗艦の有無が明示されている場合は○×で表記） |

| 名前         | 所属部署      | 役職                          | 『2199』 | 『2202』 | 『2205』 | 『3199』 |
| ------------ | ------------- | ----------------------------- | -------- | -------- | -------- | -------- |
| 沖田十三     |               | 艦長（初代）                  | ○        | ×        | ×        | ×        |
| 土方竜       |               | 艦長（2代目）                 | ×        | △        | ×        | ×        |
| 山南修       |               | 艦長（4代目）                 | ×        | ×        | ○        | ○        |
| 古代進       | 戦術科        | 戦術長（初代）→艦長（3代目）  | ○        | ○        | ○        | ○        |
| 南部康雄     | 戦術科        | 砲雷長（初代）                | ○        | ○        | ×        | ×        |
| 北野哲也     | 戦術科        | 戦術長（2代目）               | ○        | ○        | ○        | ×        |
| 土門竜介     | 主計科→戦術科 | 戦術長（3代目）               | ×        | ×        | ○        | △        |
| 仁科春夫     | 戦術科        | 砲雷長（2代目）               | ×        | ×        | ○        | ○        |
| 坂巻浪郎     | 戦術科        |                               | ○        | ×        | ×        | ○        |
| 加藤三郎     | 戦術科航空隊  | 航空隊長（初代）              | ○        | △        | ×        | ×        |
| 篠原弘樹     | 戦術科航空隊  | 航空隊副隊長（初代）          | ○        | △        | ×        | ×        |
| 山本玲       | 戦術科航空隊  | 航空隊長（2代目）             | ○        | △        | ○        | ○        |
| 沢村翔       | 戦術科航空隊  | 航空隊副隊長（2代目）         | ○        | △        | ○        | ○        |
| 鶴見二郎     | 戦術科航空隊  |                               | ×        | △        | ×        | ×        |
| 坂本茂       | 戦術科航空隊  |                               | ×        | ×        | ○        | ×        |
| 揚羽武       | 戦術科航空隊  |                               | ×        | ×        | ×        | ○        |
| 杉山宣彦     | 戦術科航空隊  |                               | ○        | ×        | ×        | ×        |
| 根本幹雄     | 戦術科航空隊  |                               | ○        | ×        | ×        | ×        |
| 小橋拓哉     | 戦術科航空隊  |                               | ○        | ×        | ×        | ×        |
| 大工原剛志   | 戦術科航空隊  |                               | ○        | ×        | ×        | ×        |
| 田熊猛       | 戦術科航空隊  |                               | ○        | △        | ×        | ×        |
| 西川淳       | 戦術科航空隊  |                               | ○        | △        | ×        | ×        |
| 袴田邦彦     | 戦術科航空隊  |                               | ○        | △        | ×        | ×        |
| 五十嵐徹     | 戦術科航空隊  |                               | ○        | △        | ×        | ×        |
| 榎本勇       | 戦術科甲板部  | 掌帆長                        | ○        | ○        | ○        | ○        |
| 岩田新平     | 戦術科甲板部  |                               | ○        | ×        | ×        | ×        |
| 遠山清       | 戦術科甲板部  |                               | ○        | ×        | ×        | ×        |
| 来島秀明     | 戦術科甲板部  |                               | ○        | ○        | -        | -        |
| 佐伯功二     | 戦術科甲板部  |                               | ○        | ○        | -        | -        |
| 土岐鮎斗     | 戦術科甲板部  |                               | ○        | ○        | -        | -        |
| 宮澤ちづる   | 戦術科甲板部  |                               | ○        | -        | -        | -        |
| 香田実       | 戦術科甲板部  |                               | ○        | ○        | -        | -        |
| 佐藤         | 戦術科甲板部  |                               | ○        | ○        | -        | -        |
| 島大介       | 航海科        | 航海長                        | ○        | ○        | ○        | ○        |
| 太田健二郎   | 航海科        | 気象長（初代）                | ○        | ○        | ×        | ×        |
| 林繁         | 航海科        | 気象長（2代目）               | ○        | ○        | ○        | ○        |
| 小浜禎       | 航海科        |                               | ○        | ○        | -        | -        |
| 大島夏樹     | 航海科        |                               | ○        | ○        | -        | ×        |
| 森雪         | 船務科        | 船務長（初代）                | ○        | ○        | ×        | ×        |
| 相原義一     | 船務科        | 通信長（初代）                | ○        | ○        | ×        | ×        |
| 岬百合亜     | 船務科        |                               | ○        | ×        | ×        | ×        |
| 西条未来     | 船務科        | 船務長（2代目）               | ○        | ○        | ○        | ○        |
| 市川純       | 船務科        | 通信長（2代目）               | ○        | ○        | ○        | △        |
| 柏木紗香     | 船務科        |                               | ○        | ○        | ×        | ×        |
| 真田志郎     | 技術科        | 技術長（初代・3代目）         | ○        | ○        | ×        | ○        |
| 新見薫       | 技術科        | 情報長→技術長（2代目）→情報長 | ○        | ×        | ○        | ○        |
| 桐生美影     | 技術科        |                               | ○        | ×        | ×        | ○        |
| 板東平次     | 技術科        |                               | ×        | ×        | ○        | △        |
| 佐野史彦     | 技術科        |                               | ○        | ○        | ○        | -        |
| 岸田優       | 技術科        |                               | ○        | ○        | ○        | -        |
| 松井里水     | 技術科        |                               | ○        | ○        | -        | ×        |
| 板野         | 技術科        |                               | ○        | ○        | -        | -        |
| 徳川彦左衛門 | 機関科        |                               | ○        | ○        | ×        | ×        |
| 山崎奨       | 機関科        |                               | ○        | ×        | ○        | ○        |
| 薮助治       | 機関科        |                               | ○        | ×        | ○        | -        |
| 徳川太助     | 機関科        |                               | ×        | ×        | ○        | ○        |
| 早乙女友治   | 機関科        |                               | ○        | -        | -        | -        |
| 崎山克典     | 機関科        |                               | ○        | -        | -        | -        |
| 吉田充       | 機関科        |                               | ○        | ○        | -        | -        |
| 嘉茂君彦     | 機関科        |                               | ○        | ○        | -        | -        |
| 栗哲夫       | 機関科        |                               | ○        | ○        | -        | -        |
| 若狭祥司     | 機関科        |                               | ×        | ×        | ○        | ○        |
| 平田一       | 主計科        |                               | ○        | ○        | ○        | ○        |
| 金城和夫     | 主計科        |                               | ○        | ○        | -        | -        |
| 木村英義     | 主計科        |                               | ○        | ○        | -        | -        |
| 篠田琴       | 主計科        |                               | ○        | ○        | -        | -        |
| 梅田         | 主計科        |                               | ○        | ○        | -        | -        |
| 峯岸         | 主計科        |                               | ○        | ○        | -        | -        |
| 岩佐         | 主計科        |                               | ○        | ○        | -        | -        |
| タナカ       | 主計科        |                               | ○        | -        | -        | -        |
| 佐渡酒造     | 衛生科        | 衛生長・艦医                  | ○        | ○        | ○        | ○        |
| 原田真琴     | 衛生科        |                               | ○        | ×        | ×        | ×        |
| 京塚みやこ   | 衛生科        |                               | ×        | ×        | ○        | ○        |
| 小宮聡       | 衛生科        |                               | ○        | ○        | -        | -        |
| 笠原真希     | 衛生科        |                               | ○        | ○        | -        | -        |
| 伊東真也     | 保安部        | 保安部長（初代）              | ○        | ×        | ×        | ×        |
| 星名透       | 保安部        | 保安部長（2代目）             | ○        | ×        | ○        | ×        |
| 内海政信     | 保安部        |                               | ○        | -        | -        | -        |
| 和田真紀子   | 保安部        |                               | ○        | ○        | -        | -        |
| 斉藤始       | 空間騎兵隊    | 隊長                          | ×        | △        | ×        | ×        |
| 永倉志織     | 空間騎兵隊    | 副隊長                        | ×        | △        | ×        | ×        |
| 倉田勝       | 空間騎兵隊    |                               | ×        | △        | ×        | ×        |
| 天城敏郎     | 空間騎兵隊    |                               | ×        | △        | ×        | ×        |

### 艦長
沖田十三（おきた じゅうぞう）
初代艦長。ガミラス戦役で地球への帰還途中で病死。

土方竜（ひじかた りゅう）
2代目艦長。『2199』では空間防衛総隊司令長官として地球に残留。
『2202』において、当初第十一番惑星に駐屯する外洋防衛師団司令官だったが、ガトランティス襲撃の際にヤマトに救助され、後に2代目艦長を拝命する。ガトランティス戦役で戦死。

古代進（こだい すすむ）
3代目艦長。二等宙佐に正式昇任し、艦長に就任（『2205』〜）。イスカンダル事変での命令違反の責を問われて解任。

山南修（やまなみ おさむ）
4代目艦長。『3199』において長官直轄特別任務隊司令としてヤマトを指揮するが、古代が精神状態的に艦長を務められないと判断し、彼を艦長から解任して自らが艦長を兼任する。

### 戦術科
艦内常装は白地に赤のライン。スーツ・タイプと、ボトムスイン・タイプ（旧作仕様、整備部門が着用）の2種がある。整備部門はキャップ着用あり。
古代進（こだい すすむ）
戦術科士官 / 戦術長（〜『2202』）。

南部康雄（なんぶ やすお）
声 - 赤羽根健治 / デザイン - 結城信輝 / 初登場 - 『2199』第1話
- 所属 - 戦術科士官 / 砲雷長（〜『2202』）→補給母艦「アスカ」副長兼戦術長（『2205』）
- 階級 - 三等宙尉（〜『2199』第2話）→二等宙尉（『2199』第2話〜『2202』）→一等宙尉（『2205』）
- 生年月日 - 2177年7月28日
- 年齢 - 21歳（『2199』）→25歳（『2202』）→28歳（『2205』）
- 出身地 - 東京都

眼鏡をかけた優男で、古代の下で砲雷撃管制を担当するほか、古代不在時は交代要員として戦闘指揮を行う。
本作では短髪へ変更され、ヤマト建造に携わった南部重工の御曹子という設定が明確化された。エリート意識が強い、雪へ仄かな思いを抱いているなどの設定も付加されている。
家族に父・康造、母・登紀子がいる。
北野哲也（きたの てつや）
声 - 木島隆一 / デザイン - 山岡信一 / 初登場 - 『2199』第7話
- 所属 - 戦術科員 / 宙雷士（〜『2202』）→戦術科士官 / 戦術長（『2205』）→戦闘空母ヒュウガ戦術長（『3199』）
- 階級 - 宙士長（〜『2202』）→特務一尉（『2205』）→一等宙尉（『3199』）
- 生年月日 - 2178年10月29日
- 年齢 - 20歳（『2199』）→24歳（『2202』）→26歳（『2205』）→28歳（『3199』）
- 出身地 - 宮城県

旧北野哲。古代の交代要員だが、艦橋に南部がいる場合は、基本的に南部が古代の交代要員として勤務し、自身は南部の席に着くため、南部の交代要員でもある。当初、航海科を希望していたが、戦術科に配属となったという経緯をもつ。南部を「先輩」と呼ぶ。
太陽系赤道祭で初登場後、対次元潜航艦戦で交代要員として再登場。ガミラス本星戦では、波動砲射手を務める南部に代わって、カウントダウンを担当している。
『星巡る方舟』では、古代の交代要員をしている南部の交代要員として、終始第一艦橋にいる。
土門竜介（どもん りゅうすけ）
声 - 畠中祐 / 初登場 - 『2205』第1話
- 所属 - 主計科 / 給養員（『2205』）→戦術科士官 / 戦術長（『3199』第5話〜）。
- 階級 - 准宙尉（『2205』）→三等宙尉（『3199』）。
- 生年月日 - 2186年10月10日。
- 年齢 - 18歳（『2205』）→20歳（『3199』）。

旧土門竜介。宇宙防衛大学第38期生。時間断層の消滅に伴って実家の会社が倒産し、父親が自殺の可能性もある事故死をしている。その経歴を隠蔽し、ヤマトに乗り込んだことから、古代への復讐が疑われた。当初は戦術科に配属されるものの、経歴改竄の罪によって下艦させられそうになるが、古代の許可を受けた平田が受け入れ、主計科に転属する形にヤマトに残留する。本音では古代のことを恨んではいるものの復讐心にまでは至っておらず、彼が父親の死に見合う人間かを見極めたいと思っていた。本編を通して古代の姿を見届け、終盤で自身の気持ちに決着をつける。
『3199』では当初補給母艦アスカに乗艦。第5話で山南によりヤマト戦術長に抜擢される。雪を失ったと思い精彩を欠く古代に複雑な想いを抱く。
仁科春夫（にしな はるお）
声 - 三宅健太 / 初登場 - 『2205』第1話
戦術科士官 / 砲雷長（『2205』〜）。二等宙尉。2172年9月13日生。33歳（『2205』）→35歳（『3199』）。
旧仁科春夫。同作での新乗組員かつ新砲雷長。本来はヤマトの初航海時に乗組員として選出されていたが、負傷により乗艦はできなかった。
坂巻浪郎（さかまき なみお）
声 - 近藤隆 / 初登場 - 『2205』第2話
戦闘空母ヒュウガ戦術長（『2205』）→ヤマト戦術科士官 / 第一主砲塔長（『3199』）。二等宙尉。2172年11月11日生。32歳（『2205』）→34歳（『3199』）。
旧坂巻浪夫。ヤマトの初航海時に第一主砲塔のキャップを務めた人物。『2202』『2205』の時はヤマトに乗艦せず、前者ではドレッドノート級、後者では戦闘空母ヒュウガに乗艦した。『3199』で7年ぶりにヤマトクルーとなる。
仁科春夫は長きに亘るライバルかつ戦友。

#### 航空隊
艦内常装は男女とも黒地に黄色いラインの軽装航空服にフライトジャケット。
加藤三郎（かとう さぶろう）
声 - 細谷佳正 / デザイン - 結城信輝 / 初登場 - 『2199』第1話
- 所属 - 戦術科士官 / 航空隊長（〜『2202』）
- 階級 - 二等宙尉→三等宙佐（『2202』第26話、戦死により二階級特進）
- 生年月日 - 2175年8月26日
- 年齢 - 23歳（『2199』）→27歳（『2202』）
- 出身地 - 北海道

空間防空総隊の本土防空隊に所属していたトップエースで、航空隊を束ねる兄貴肌。イスカンダルへの航海中に衛生科の原田真琴と親密になり、地球帰還の直前に艦内結婚式を挙げている。
本作では個性付けのために髪型が真田と被る角刈りから丸刈りへ変更されており、左眉上に傷がある。旧作よりも直情的な性格となっており、頭に血を上らせて相手の顔面やロッカーを殴りつけることもある。また、実家がお寺という設定も追加されており、しばしば般若心経を唱えては周囲を辟易させている。
家族には、父にして実家の寺の住職である一徹がいる。また、『2199』最終話で上記の通り真琴と結婚し、『2202』では息子の翼がいる。
篠原弘樹（しのはら ひろき）
声 - 平川大輔 / デザイン - 結城信輝 / 初登場 - 『2199』第2話
- 所属 - 戦術科士官 / 航空隊副隊長（〜『2202』）→戦闘空母「ヒュウガ」航空隊長（『2205』）→同・艦長（『3199』）
- 階級 - 三等宙尉（〜『2202』）→二等宙尉（『2205』）→三等宙佐（『3199』）
- 生年月日 - 2175年10月19日
- 年齢 - 24歳（『2199』）→28歳（『2202』）→30歳（『2205』）→31歳（『3199』）
- 出身地 - 栃木県

熱くなりがちな加藤のサポート兼ツッコミ役。軍人らしからぬロングヘアの外見や常に軽い言動から周囲には軽薄な印象を与えるが、自分の境遇を語ってまでして加藤に父との交信を促したり、戦闘機を喪失して落胆する玲を労わるなど、細やかな気配りもできる人格者。周囲からも慕われており、航空隊の若手からは「篠さん」と呼ばれている。
かつては空間防衛総隊の火星方面軍に所属しており、元々は偵察志望だった。父を遊星爆弾で亡くしている。バラン星域への偵察任務の際には、これまでにないプレッシャーに押しつぶされかけるも玲との会話を経て立ち直り、大軍に囲まれての撃墜を経て落命したかに見えたが、軽傷を負っただけで生還する。その際、意識不明に陥っていたものの休息すれば問題なしと診断され、生きてガミラスの情報をヤマトに持ち帰るという玲との約束を無事に果たした。
元々は山本明としてデザインされた人物であり、旧作のままでは古代などと立ち位置が被るため、熱血系の加藤との対比としてクールなイメージにされた。その後、山本が女性になることが決まったため、本デザインは篠原として流用されることとなった。
漫画版
アニメ版ではヤマト乗艦前は玲とあまり面識がなかった描写があるのに対し、漫画版ではヤマト乗艦前から彼女のことをよく知っていたという描写があり、山本明生の死の真相を知る人物でもある。
バラン星域への偵察任務で重傷を負い、ヤマトに回収された後に死亡している。
緋眼のエース
主要キャラクターとして登場し、人物描写がより深く掘り下げられている。漫画版同様、ヤマト乗艦前から玲のことをよく知っていたという描写がある。周囲の人物の心情をよく読み取り、言葉足らずな者を補助することもあれば、笑いながらも辛辣な言葉を投げかけることもある。バラン星域への偵察任務では、亜空間ゲート内まで追撃されたためにヤマトに通信で情報を伝えた後に死を覚悟するが、玲をはじめとする航空隊の面々に助けられる展開となっている。

山本玲（やまもと あきら）
声 - 田中理恵 / デザイン - 結城信輝 / 初登場 - 『2199』第2話
- 所属 - 主計科士官→戦術科士官 / 航空隊員（『2199』第5話〜『2202』）→同・航空隊長（『2205』〜）
- 階級 - 三等宙尉→一等宙尉（『2202』最終話、戦死と認定され二階級特進、『2205』にて正式任官)
- 生年月日 - 2179年6月13日
- 年齢 - 19歳（『2199』）→23歳（『2202』）→26歳（『2205』）
- 出身地 - 火星アルカディアシティー

旧山本明。銀髪ショートヘアにアホ毛が特徴の女性クルー。火星移民3世のマーズノイド（火星人）であり、火星生まれの身体的特徴である紅瞳を持つ。兄・明生の形見のペンダントを常に首から下げている。パイロットとして戦死した兄と同じ航空隊を志願していたが、兄に引きずられる危うさを感じた加藤の反対により、当初は主計科に配属された。しかし、エンケラドゥスでの戦闘に乗じて独断でコスモゼロを駆って出撃し、それを見た古代に技量を認められ、航空隊への転属を果たす。
兄を含め、家族全員をガミラスの攻撃で亡くした天涯孤独であり、ガミラスには強い敵愾心を抱いていたが、ヤマトに成り行きで乗艦することになったメルダと戦闘機同士による決闘を行ったことで、気持ちに区切りをつける。
古代には自分の腕を認めてくれた上官であることや自分と同じく天涯孤独という共感から特別な想いを抱くが、古代と雪の両想いが明らかになって以降は気持ちに整理をつけた模様。
『2202』では、月面航空隊で後輩を育てながら厳しい訓練を自身に課す日々を送っており、ヤマトの決起に際して他の航空隊員たちと共に合流する。本作ではパイロットスーツの色が赤になっているほか、「操縦が困難」「高性能すぎて失敗作」と設定されているコスモタイガーIを愛機として乗りこなしており、第16話ではテレザート星の海にツヴァルケごと沈む直前のキーマンのもとへ駆けつけ、キャノピーを開放しての背面飛行で彼の身体を掴んで救出することすら成功させている。第26話で戦死したと思われていたが、時間断層に突如出現したヤマトの艦内で生存が確認される。その後、古代と雪が時間断層のさらなる先である時間地平の彼方で生存していることを告げる。
デザインは、『復活篇』において結城が西﨑義展に依頼されて手掛けた佐々木美晴の没デザインのアレンジである。『2202』ではアンダーアーマーを日本で展開するドームが玲とアドバイザリー契約を締結したという設定のコラボレーションが行われており、本編中の玲の服などにアンダーアーマーのロゴが入っている。
漫画版
アニメ版より兄を慕う気持ちが強く、兄の死後は歪んだ愛情にも近いものを加藤に示している。玲のペンダントは形見ではなく、兄の血液と遺伝情報が封入されたものとされており、戦争が終わった後に再び誕生させようと考えている。アニメ版では第11話のメルダとの決闘でガミラスへの憎悪にある程度整理をつけたが、むらかわみちおはその時点でヒロインから降板してドラマがなくなると考えており、メルダの一件以降も思い悩み続けるように変更されている。
緋眼のエース
主人公を務める。アニメ版では描かれていない、本作独自の様々な点が描かれている。
かつて第二次内惑星戦争終結から間もない少女時代、地球出身者からマーズノイドであることを理由に差別を受け、その影響からマーズノイドの証である自分の緋眼にコンプレックスを持ち、それゆえに今でも他人と目を合わせて話すことができずにいたが、親しげに接してくれる他のクルーのおかげで克服する。

沢村翔（さわむら しょう）
声 - 近木裕哉 / デザイン - 山岡信一 / 初登場 - 『2199』第3話（ヘルメット無しでは第5話）
- 所属 - 戦術科士官 / 航空隊員（〜『2202』）→同・航空隊副隊長（『2205』）
- 階級 - 三等宙尉（〜『2202』）→二等宙尉（『2205』〜）
- 生年月日 - 2179年3月4日
- 年齢 - 19歳（『星巡る方舟』）→23歳（『2202』）→26歳（『2205』）→28歳（『3199』）。
- 出身地 - 愛媛県

小豆色の髪をオールバックにしてカチューシャをつけている。若者らしい明るい性格。七色星団海戦において、小橋が撃墜されたことに激昂し、小橋の攻撃で損傷した敵空母「バルグレイ」に猛攻をかけて止めを刺す。
『星巡る方舟』では主要キャラの1人として登場。キ8型試作宙艇のパイロットとして、謎の惑星への調査に参加する。物語冒頭で美影とは不仲な関係であったが、最終的にお互いを意識する関係になっている。
『2205』以降は他の航空隊員が戦闘空母ヒュウガに転属となり、副隊長に就いている。
初登場当初は「その他大勢の航空隊員」というモブキャラクターに過ぎず、デザインもゲスト担当の山岡信一によるものだった。しかし、テレビシリーズ後半から出番が多くなっていき、『星巡る方舟』で主要キャラクターにまで昇格する。モブキャラクターからの大抜擢だったため、声を担当した近木は収録の際に周囲から盛大な「沢村出世イジリ」を受けたと述べている。
鶴見二郎（つるみ じろう）
声 - 河本啓佑 / デザイン - 山岡信一 / 初登場 - 『2202』第2話（ヘルメット無しでは第7話）
旧鶴見二郎。航空隊員。三等宙尉。19歳（『2202』）。
月面基地航空隊に所属していた旧ヤマト航空隊の教え子で、他の教え子たちとともに旧ヤマト航空隊を追いかけてヤマトに乗艦する。テレザート上陸作戦時、ワープブースターを搭載したコスモタイガーIIにて空間騎兵隊を敵地へ急襲させる役目を担うが、その戦闘時に致命傷を負って戦死する。
坂本茂（さかもと しげる）
声 - 伊東健人 / 初登場 - 『2205』第2話
旧坂本茂。航空隊員。准宙尉（『2205』）→三等宙尉（『3199』）。2185年12月21日生。19歳（『2205』）→21歳（『3199』）。
宇宙防衛大学第38期生。高い操縦技能を持つが、ヤンキー気質でお調子者な性格をした問題児。訓練では技能にものを言わせてかなり無茶な飛び方をしており、雪からは「死に急ぐタイプ」と評されている。
防大同期で空間騎兵隊員のキャロライン雷電とは幼馴染で、防大38期生の中で彼女をキャロライン呼ばわりできるのは坂本だけである。
『3199』では戦闘空母ヒュウガに転属。デザリアム侵攻時にヒュウガが拿捕されたためヤマトへの合流に失敗するが、その後パルチザンとして地球上でのデザリアムへの抵抗活動に参加する。
揚羽武（あげは たけし）
声 - 上村祐翔 / 初登場 - 『3199』第4話（『2205』でも第2話などで映る土門達の集合写真にて登場）
旧揚羽武。航空隊員。三等宙尉。2187年1月11日生。20歳。
宇宙防衛大学第38期生。飛行科で防大史上最高のスコアを叩き出し、模擬戦闘で坂本相手に1ポイントも取らせなかった天才的操縦技能を持つ。「揚羽グループ」の御曹司であるが、ガミラス戦争時に母親が避難民を助けようと行動した結果、暴徒と化した人々に殺されてしまった過去があり、そのせいで人との付き合い方に難がある。
同期の土門竜介とは防大時代にある出来事をきっかけに交流するようになり、親友と呼べる間柄となる。しかし、土門の父親が死亡して間がない時にした不用意な発言で関係が悪化し、和解できないまま防大を中退してしまった。
『3199』においてヤマトに配属され、土門達と再会。土門とはわだかまりを抱えたままお互い棘のある態度となっていたが、第9話にて全天球レーダー室を通じた精神感応で本心が伝わり合い、続く第10話で和解する。
杉山宣彦（すぎやま のぶひこ）
声 - 菊本平 / デザイン - 山岡信一 / 初登場 - 『2199』第2話
旧杉山和彦。戦術科士官 / 航空隊員。三等宙尉。
小太りの茶髪男性。冥王星のガミラス基地攻略戦「メ2号作戦」のブリーフィングの際、山本玲が航空隊へ転属してきたことに「やる気が出てきたねぇ」と喜んでいたが、その後、加藤と共に作戦行動中にガミラスの対空射撃で機体を撃墜され、戦死する。
漫画版では第4巻の太陽系赤道祭の際において、戦死した杉山に代わって加藤が杉山の両親に彼の戦死を報告し、息子の代わりにと激励を受けている。また、死後も不可視の霊としてヤマトに留まっており、地球との交信時に存在していたことが百合亜の口から語られている。
根本幹雄（ねもと みきお）
声 - 板取政明 / デザイン - 山岡信一 / 初登場 - 『2199』第2話
旧根本明。戦術科士官 / 航空隊員。三等宙尉。小説版『星巡る方舟』によると25歳。
旧作同様に面長、長身の男性。女性クルーに詳しく、桐生のことを篠原たちに語っている。
山本の航空隊へ転属時には、「歓迎するぞ」と迎えていた。メ2号作戦中は篠原と共に行動し、加藤のピンチに駆け付ける。シリーズ後半から登場しなくなったが、第25話冒頭で遺影となる写真が登場して戦死が判明し、後に『星巡る方舟』で戦死シーンが描かれた。
小橋拓哉（こばし たくや）
声 - 吉開清人 / デザイン - 山岡信一 / 初登場 - 『2199』第3話（ヘルメット無しでは第5話）
戦術科士官 / 航空隊員。三等宙尉。19歳。
航空隊のルーキー。顔にそばかすがある。周りには、若干臆病な性格をからかわれている。
メ2号作戦のブリーフィングの際は、杉山に「やる気って何だよ」とツッコミを入れている。七色星団海戦では他の機体に助けられることが多く不甲斐なさを感じる中、敵空母「バルグレイ」を発見して単身突撃するが、対空砲火で撃墜されて戦死する。しかし、撃墜直前に対艦ミサイルを2発発射しており、バルグレイに損傷を与えた。七色星団海戦では、航空隊は小橋・大工原を含めた12名が未帰還となる。
小説版では航海中の航空隊の損耗により、航空機の運用経験があるということで他の科から転属してきたと設定されており、ルーキー呼ばわりもそれに由来している。そのため、メ2号作戦の時点では登場せず、杉山へのツッコミ役を沢村に代わられている。
大工原剛志（だいくはら つよし）
声 - 菊本平 / デザイン - 山岡信一 / 初登場 - 『2199』第5話
戦術科士官 / 航空隊員。三等宙尉。
茶髪の角刈りで色黒の筋肉質の男性で、小橋たちからは「大工原の旦那」と呼ばれている。甲板部の宮澤と一緒に撮った写真を機体のコックピット内に貼り付けている。
七色星団海戦直前、怯える小橋を励ましていたが、七色星団海戦において小橋を助けた直後にゲットーに機体を撃墜され、戦死する。
田熊猛（たくま たけし）
声 - 木島隆一 / デザイン - 山岡信一 / 初作品 - 『2199』第5話
戦術科士官 / 航空隊員（〜『2202』）→戦闘空母「ヒュウガ」航空隊副隊長（『2205』）。三等宙尉。2175年5月15日生。
もみあげと繋がった顎髭が特徴の温和そうな顔つきの人物。身長はおよそ190センチメートルあり、航空隊所属の登場人物の中で最も長身である。『2199』ではまともなセリフが無かったが、『2202』以降は増えており、『2205』では戦闘空母ヒュウガの航空隊副隊長となっている。
西川淳
声 - 寸石和弘、吉開清人（『2199』第3話） / デザイン - 山岡信一 / 初登場 - 『2199』第3話
戦術科士官 / 航空隊員（〜『2202』）→戦闘空母「ヒュウガ」航空隊員（『2205』〜）。三等宙尉。
左右に広がった栗毛の髪が特徴の男性。『2199』第3話での初ワープ時、ダーツをしながら般若心経を唱えている加藤に篠原と2人で小言を言っている。
『星巡る方舟』では、根本以外の航空隊サブキャラで唯一台詞がある。小説版『星巡る方舟』では最終決戦時に100式空偵を駆り、友軍の索敵範囲拡大や敵への電波妨害などの役目を担っている。『2205』では未登場だが、設定上は戦闘空母ヒュウガに転属している。
袴田邦彦
声 - 中西としはる / デザイン - 山岡信一 / 初登場 - 『2199』第3話（ヘルメットなしでは第5話）
戦術科士官 / 航空隊員（〜『2202』）→戦闘空母「ヒュウガ」航空隊員（『2205』〜）。三等宙尉。
細いタレ目が特徴の男性。『2199』第5話でのメ2号作戦のブリーフィングの際、口笛を吹いて山本を迎えている。『2205』以降は戦闘空母ヒュウガに転属している。
五十嵐徹
声 - 茂木たかまさ / デザイン - 山岡信一 / 初登場 - 『2199』第5話
戦術科士官 / 航空隊員（〜『2202』）→戦闘空母「ヒュウガ」航空隊員（『2205』〜）。三等宙尉。
右側に大きく流した前髪と割れ顎が特徴の男性。『2199』第18話ではバラン星偵察任務に志願した篠原を他の航空隊員らとともに激励する。『2205』以降は戦闘空母ヒュウガに転属している。

#### 甲板部（運用/掌帆）
艦内常装は男女とも濃いオレンジ地に黒のライン（男女とも矢印状）のツナギにベストにキャップ。
榎本勇（えのもと いさみ）
声 - 藤原啓治（〜『星巡る方舟』）→津田健次郎（『2202』） / デザイン - 結城信輝 / 初登場 - 『2199』第2話
- 所属 - 戦術科員 / 掌帆長、先任伍長
- 階級 - 宙曹長
- 生年月日 - 2163年9月19日生
- 年齢 - 36歳（『2199』）→40歳（『2202』）→42歳（『2205』）→44歳（『3199』）
- 出身地 - 青森県

甲板作業・船外作業全般を指揮する男性で、叩き上げのベテラン。古代と島の士官学校時代の訓練教官であり、現在でも彼らからは優秀な教官として慕われている。卒業後は古代や島と階級が逆転しており、特にヤマトで上官になった古代に対しては時々冗談交じりで敬語を使って話すが、一方で彼らの未熟な面をからかい混じりに揶揄することもある。対次元潜航艦戦における古代が指示する前にシーガルの発進準備を整える手回しの良さなど、技量面でも優れているほか、エンケラドゥスでの戦闘時には余裕の表情でヤジを飛ばし、肝の据わりぶりも見せている。
結城による第5稿では「榎本一」、デザイン的に古代たちと同年代のキャラとして描かれたが、「もう少し上にしたい」とのことで変更されている。
岩田新平（いわた しんぺい）
声 - はらさわ晃綺 / デザイン - 結城信輝（原案）、山岡信一（クリンナップ） / 初登場 - 『2199』第3話
戦術科員 / 運用員。三等宙曹。徳島県出身。27歳。
黄色いフレームの眼鏡が特徴の榎本の部下で、艦の甲板作業・艦載機機体運用を担当する。愚痴は多いが仕事はしっかりとこなす。遠山とコンビを組むことが多い。雪のファンだったことを後に暴露している。
オルタが原因の第三格納庫の事故のときは、機械に頼りがちで不測の事態に対処しきれていなかったことを榎本に叱責される。対次元潜航艦戦では、榎本によって古代が独断で行なう対潜哨戒に遠山とともに強引に連れ出されるものの、敵の索敵プローブを発見する活躍を見せる。復路の亜空間ゲート内での白兵戦にて銃撃に被弾し倒れる。その後は不明だった（佐渡の持つ情報端末の戦死者・負傷者リストに名を連ねている）が、『2202』第25話で、戦死した他のメンバーと共に霊体として登場しており、死亡していたことが判明した。
遠山清（とおやま きよし）
声 - 遊佐浩二 / デザイン - 結城信輝（原案）、山岡信一（クリンナップ） / 初登場 - 『2199』第3話
戦術科員 / 運用員。宙士長。埼玉県出身。26歳。
小太りで坊主頭が特徴の榎本の部下で、岩田と同じく艦の甲板作業・艦載機機体運用を担当する。「〜なんだな」という独特の話し方をするおっとりした性格の人物。登場するときは基本的に岩田と一緒にいる。
復路の亜空間ゲート内での白兵戦にて銃撃に被弾し倒れる。その後は不明だった（佐渡の持つ情報端末の戦死者・負傷者リストに名を連ねている）が、岩田と同じく『2202』第25話で、戦死した他のメンバーと共に霊体として登場しており、死亡していたことが判明した。
来島秀明
声 - 木島隆一 / デザイン - 山岡信一 / 初登場 - 『2199』第6話
戦術科員 / 運用員。階級は不明。
前髪がギザギザの山形をしている。佐伯とともに新婚の妻を地球に残している。メ2号作戦では水没する第三格納庫の100式空偵のうえに取り残されており、榎本に諦めぬよう叱咤される。太陽系赤道祭の折、甲板員は艦体補修が優先のために地球との交信はお預けだったが、古代と玲が交代してくれたため、佐伯とともに妻と交信できた。
佐伯功二
声 - 板取政明 / デザイン - 山岡信一 / 初登場 - 『2199』第6話
戦術科員 / 運用員。階級は不明。
坊主頭の甲板部員。
土岐鮎斗
声 - 河本啓佑 / デザイン - 山岡信一 / 初登場 - 『2199』第6話
戦術科員 / 運用員。階級は不明。
クルーキャップを後ろ向きにかぶった若手男性。七色星団海戦後、イスカンダル人への不信感を抱き、破壊された営倉内部を見ながら伊東の方が正しかったのかもしれないと考えてしまい、榎本に叱責される。また、メルダがツヴァルケを赤く塗装することを強く希望した際は、榎本とともに「女の子は分からない」と困り果てている。『2205』では未登場だが、脚本では補給母艦アスカに乗艦している。
準備稿での仮名は「D.J」。
宮澤ちづる
声 - 本多真梨子 / デザイン - 山岡信一 / 初登場 - 『2199』第7話
戦術科員 / 運用員。第三艦橋要員。宙士。
太陽系赤道際で、猫の着ぐるみを着て他の女性クルーたちと一緒にコスプレをしていた女性。七色星団海戦では真田や榎本とともに第三艦橋で作業しており、波動防壁展開に必要なコンバーターの修理に務めている。ドメルの自爆の際、間一髪で波動防壁の展開が間に合い、九死に一生を得た。最終話冒頭ではデスラーとの戦闘で負傷した主計科の金城を看護している。
香田実
声 - 藤沼建人 / デザイン - 山岡信一 / 初登場 - 『2199』第6話
戦術科員 / 運用員。階級は不明。
細い吊り目が特徴の男性。メ2号作戦では負傷して土岐に担がれていた。『2205』では未登場だが、脚本では補給母艦アスカに乗艦している。
佐藤
デザイン - 山岡信一 / 初登場 - 『2199』第7話
戦術科員 / 運用員。宙士。
太陽系赤道祭でチアガールのコスプレをしていたぽっちゃり体型の女性。加藤と真琴の結婚式ではベストを脱いで登場している。

### 航海科
艦内常装は男子は白地に緑のライン、女子は黄緑地に黒のライン。
島大介（しま だいすけ）
声 - 鈴村健一（少年期 - 本多真梨子） / デザイン - 結城信輝、結城信輝（少年期・原案）、山岡信一（少年期・クリンナップ） / 初登場 - 『2199』第1話
- 所属 - 航海科士官 / 航海長→副長兼任（『2205』）
- 階級 - 三等宙尉（〜『2199』第2話）→一等宙尉（『2199』第2話〜）→三等宙佐（『2205』）
- 生年月日 - 2178年8月15日生
- 年齢 - 20歳（『2199』）→24歳（『2202』）→27歳（『2205』）→29歳（『3199』）
- 出身地 - 沖縄県那覇市

ヤマトの航路計画の責任者で、操舵手も務める男性。父・大吾がガミラスとの初遭遇時に戦死したため、ガミラスに対して人一倍強い敵愾心を持っている。実家は母・沙織と弟・次郎との母子家庭となっている。
本作では眉毛が細く、モミアゲも短く、古代より少し浅黒い肌色へ変更されている（弟の次郎も同様）。また、古代同様ヤマト乗艦までの経緯も変更されており、航海長候補がガミラスの空爆で戦死したため戦時特進して航海長に就任した。旧作に比べて少し軽い性格となっている。
太田健二郎（おおた けんじろう）
声 - 千葉優輝 / デザイン - 結城信輝 / 初登場 - 『2199』第2話
- 所属 - 航海科士官 / 気象長（〜『2202』）→戦闘空母「ヒュウガ」航海長（『2205』）
- 階級 - 三等宙尉（〜『2202』）→一等宙尉（『2205』）
- 生年月日 - 2178年7月20日
- 年齢 - 21歳（『2199』）→25歳（『2202』）→27歳（『2205』）→29歳（『3199』）
- 出身地 - 大阪府

主に気象レーダーを担当し、天体及び自然現象を観測する。島の交代要員でもある。大食漢で、艦内の大食いチャンピオン。
本作では逆立った髪型へ変更されている。女性乗組員に鼻の下を伸ばしたり、真琴を騙してメイド服を着させるなど、旧作よりムードメーカーとしての描写が多くなっている。
林繁（はやし しげる）
声 - 松本忍 / デザイン - 山岡信一 / 初登場 - 『2199』第4話
- 所属 - 航海科員（〜『2202』）→航海科士官 / 気象長（『2205』〜）
- 階級 - 二等宙曹（〜『2202』）→三等宙尉（『2205』）→二等宙尉（『3199』）
- 生年月日 - 2179年11月29日
- 年齢 - 25歳（『2205』）→27歳（『3199』）

旧林。茶髪で顔にそばかすがある男性。島・太田の交代要員。
自動航法室の管理をしていた際、当人曰く「森さんにそっくり」な自動航法室の幽霊を目撃したが、佐渡からは過労と判断される。その際、真琴と漫才のような会話を演じていた。復路では航路作成室でのブリーフィング中、雪のコーヒーを飲んで苦しむ島を笑っていたが、自身は飲んだ途端に噴き出している。
『星巡る方舟』では序盤から中盤まで太田に代わる準主要キャラとして登場。初登場時は予備操縦席に着いており、島が職務についてからは太田の交代要員として航路監視席に着き、天体観測に務めている。
『2205』では戦闘空母ヒュウガに転属した太田の後任として気象長に就任する。
小浜禎
声 - 佐野康之 / デザイン - 山岡信一 / 初登場 - 『2199』第4話
航海科員。宙曹。
四角いフレームの眼鏡を掛けた小太りの男性。
大島夏樹
声 - たかはし智秋 / デザイン - 山岡信一 / 初登場 - 『2199』第11話
航海科員。宙曹。『3199』では戦闘空母ヒュウガ航海長。三等宙尉。
航路作成室のオペレーターを務めている女性で、第三艦橋に勤務していることもある。
『星巡る方舟』では、上映前に公開された新作場面カットには映っているシーンがあったが、実際の本編ではカットされた。

### 船務科
艦内常装は男女とも黄色地に黒のライン。
森雪（もり ゆき）
船務科士官 / 船務長（〜『2202』）。

相原義一（あいはら よしかず）
声 - 國分和人 / デザイン - 結城信輝 / 初登場 - 『2199』第2話
- 所属 - 船務科士官 / 通信長（〜『2202』）→戦闘空母「ヒュウガ」船務長（『2205』）
- 階級 - 三等宙尉（〜『2202』）→一等宙尉（『2205』〜）
- 生年月日 - 2178年5月17日
- 年齢 - 22歳（『2199』）→26歳（『2202』）→27歳（『2205』）→29歳（『3199』）
- 出身地 - 岩手県

通信管制を担う男性。心優しい性格の持ち主であり、部下の面倒見もよい。
本作では眉毛が細く、前髪が短く変更されている。なお、名前の読みは旧作の企画書や『宇宙戦艦ヤマトIII』での「ぎいち」を廃し、第一作での「よしかず」が用いられている。
旧作同様、両親が地球で待っていたが、帰路において地球との通信が回復した際に、父親の死が伝えられた。
岬百合亜（みさき ゆりあ）→星名百合亜（ほしな ゆりあ）
声 - 内田彩 / デザイン - 結城信輝 / 初登場 - 『2199』第2話
- 所属 - 船務科士官候補生（『2199』）→波動実験艦「銀河」乗員（『2202』第19話〜）→戦闘空母「ヒュウガ」船務科 主任レーダー手（『2205』）
- 階級 - 准宙尉（『2199』）→三等宙尉（『2205』）
- 生年月日 - 2182年1月10日
- 年齢 - 17歳（『2199』）→21歳（『2202』）→23歳（『2205』）→25歳（『3199』）
- 出身地 - 山口県

ツインテール、霊感体質が特徴（ツインテールについては『2205』以降は止めている）。雪の交代要員。旧作における雪の役割を分担する者の1人であり、第一艦橋で彼女の交代要員を務める。雪に憧れを抱いている。太陽系赤道祭の折からは艦内ラジオ番組『YRAラジオヤマト』を始める。
霊感体質を自覚しており、艦内で不可思議な体験をたびたびしている。リンケによるヤマト捕獲作戦の際にユリーシャに憑依され、以降彼女の意識が表面に出ているときは自身の記憶が抜け落ちるようになる。なお、普段の髪型はツインテールだが、ユリーシャの意識が表面に出てきているときは髪留めを外して、髪を下ろしセミロングとなる。
星名とはヤマト乗艦時に知り合って以来の友達だが、周囲から付き合っていると見られるのは嫌な模様で、彼が話しかけてくると軽くあしらっている。しかし、本心では星名が好きであることが、憑依していたユリーシャの口から彼に伝えられている。七色星団海戦の最中、星名が敵兵に撃たれ負傷したのを見て、自身の意識を取り戻し、海戦後に星名と相思相愛となる。
『2202』ではヤマトの決起に参加するが、ヤマトの発進を援護する際にドックにおける操作を行うべく艦を降りた星名についていく形で地球に残留。反乱分子として拘束されるもバレルの手回しにより無罪放免とされ、後に波動実験艦「銀河」のクルーの任務に就く。その間に星名と結婚しており、苗字が変わっている。『2205』では戦闘空母ヒュウガに主任レーダー手として乗艦。『3199』では当初司令部付きオペレーターを務めており、デザリアムの侵攻に際して夫とともに脱出するが、ヤマトには合流できず、地球で潜伏している。
音泉版『YRAラジオヤマト』ドラマパートでは主人公として登場する。
漫画版
第4巻において、生きている人間と見分けが付かないほどはっきり霊が見えることが本人の口から語られている。また、太陽系赤道祭の時点で星名への好意をはっきり示し、彼とキスをする関係になっている。
小説版
霊感体質については語られず、ユリーシャに憑依されるエピソードもオミットされている。

西条未来（さいじょう みき）
声 - 森谷里美 / デザイン - 山岡信一 / 初登場 - 『2199』第7話
- 所属 - 船務科員 / 船務士（電探士）→船務科士官 / 船務長（『2205』〜）
- 階級 - 一等宙曹（〜『2202』）→三等宙尉（『2205』）→二等宙尉（『3199』）
- 生年月日 - 2178年1月23日
- 年齢 - 20歳（『2199』）→24歳（『2202』）→27歳（『2205』）→29歳（『3199』）
- 出身地 - 島根県

雪の交代要員。黒いロングヘアで頭にカチューシャをつけた女性クルー。『3199』では髪をばっさりと切ってショートヘアになっている。同期の北野とは仲がいい。
太陽系赤道祭で初登場した後、古代と共に偵察機で出た雪の交代要員として再登場。作品後半では雪や百合亜が職務につけない状態となることが増えたため出番が多くなっており、七色星団海戦では一貫してレーダー手を務めている。『星巡る方舟』では、序盤から中盤にかけて雪の交代要員としてレーダー手を務めている。『2202』では百合亜が不在かつ雪が半分以上の話数で戦線離脱状態のため、事実上メインのレーダー手として活躍している。
『2205』では雪が補給母艦アスカ艦長に就任したため、後任の船務長に就任。続く『3199』でも船務長を務めるほか、第7話からは全天球レーダー室のオペレーターも担うようになる。
市川純（いちかわ じゅん）
声 - 藤田咲 / デザイン - 結城信輝 / 初登場 - 『星巡る方舟』
- 所属 - 船務科員 / 通信士（〜『2202』）→船務科士官 / 通信長（『2205』〜）。
- 階級 - 二等宙士（『星巡る方舟』）→三等宙尉（『2205』）→二等宙尉（『3199』）
- 生年月日 - 2179年4月22日
- 年齢 - 20歳（『星巡る方舟』）→26歳（『2205』）→28歳（『3199』）
- 出身地 - 兵庫県

相原の交代要員。赤毛の三つ編みおさげにそばかすが特徴の女性。袖を緩めたり裾をブーツから出したりと、艦内服を着崩して着用している。
『星巡る方舟』では序盤で相原と交代し、その後中盤にかけてまで通信席に着いている。『2205』では戦闘空母ヒュウガに転属した相原の後任として通信長に就任する。『3199』では当初補給母艦アスカに乗っていたが、第6話でヤマトに再配属される。
デザインは桐生美影の没稿の流用である。
柏木紗香（かしわぎ さやか）
声 - 杉浦奈保子 / デザイン - 山岡信一 / 初登場 - 『2199』第15話
- 所属 - 船務科員（〜『2202』）→補給母艦「アスカ」船務科 主任レーダー手（『2205』）→戦闘空母「ヒュウガ」船務科 船務長。
- 階級 - 宙曹（『星巡る方舟』）→三等宙尉（『2205』）
- 生年月日 - 2179年6月17日
- 年齢 - 26歳（『2205』）→28歳（『3199』）

レーダーや無線通信に長けた女性。軽いウェーブのかかった髪をハーフアップにし、リボンで結んでいる（『2199』では赤、『2202』以降は水色）。
『2199』では主に雑談する乗組員の一人として登場。初登場時はドメルが仕組んだ度重なる威力偵察で疲弊しており、イスカンダルの実在を疑問視し始めていた。レーダーや無線通信の扱いに長けるという設定を持つが、実際に従事しているところが描写されたのは『2205』が初である。『3199』では戦闘空母ヒュウガに乗艦。

### 技術科
艦内常装は男子は白地に青のライン、女子は青地に黒のライン。
真田志郎（さなだ しろう）
声 - 大塚芳忠 / デザイン - 結城信輝 / 初登場 - 『2199』第1話
- 所属 - 技術科士官 / 技術長兼副長（〜『2202』）→戦闘空母「ヒュウガ」艦長（『2205』）
- 階級 - 三等宙佐（〜『2202』）→二等宙佐（『2205』）
- 生年月日 - 2169年2月11日
- 年齢 - 29歳（『2199』）→33歳（『2202』）→36歳（『2205』）→38歳（『3199』）
- 出身地 - 長野県

技術部門を統括する男性。技術長としての職務のほか、副長として沖田を補佐し、沖田の不在時は臨時で艦の指揮も執る。性格は冷静沈着かつ無愛想で、古代からは「コンピューター人間」と評されたが、『中原中也詩集』や『帰郷者』などの詩人の書籍を愛読しているほか、「YRAラジオヤマト」のリスナーでもあり、ラジオネーム「シロシンタ」を使用してリクエストなどもしている。
旧作同様、古代守とは宇宙防衛大学時代からの友人であり、新見は後輩である。また、旧作では四肢が義肢であったが、本作では義肢かどうかの描写はない。
新見薫（にいみ かおる）
声 - 久川綾 / デザイン - 結城信輝 / 初登場 - 『2199』第2話
- 所属 - 技術科士官 / 情報長（〜『2202』）→波動実験艦「銀河」乗員（『2202』第19話〜）→技術科士官 / 技術長（『2205』）
- 階級 - 一等宙尉
- 年齢 - 27歳（『2199』）→31歳（『2202』）→33歳（『2205』）→35歳（『3199』）
- 生年月日 - 2171年11月3日
- 出身地 - 京都府

髪はミディアム、下ぶち眼鏡、お姉さま的な魅力が特徴の女性。真田のMIT時代からの後輩で彼からの信頼は篤い。真田のことを「先生」と呼ぶことがある。卒業後、軍務局と情報部を経てヤマトに乗る。ヤマトでは情報長としての役職のほか、真田の交代要員も担う。心理学の博士号を所持しており、太陽系を離脱する頃から艦内で乗組員の心理カウンセリングも行っている。
情報不足と時間的な制約の厳しさから、ヤマト計画は失敗すると考えており、イズモ計画に傾倒している。軍務局長の芹沢からイズモ計画に関する密命を受けており、カウンセリングを通して乗組員を少しずつ懐柔していくなど暗躍する。そして、不満を持つ乗組員と保安部を扇動し、惑星ビーメラ4において伊東と共に反乱を起こす。その動機はあくまでも当人なりに地球人類を救いたいという思いであり、犠牲を厭わない伊東とは反目気味だった。結局反乱は失敗に終わり、営倉に収監されたが、後に七色星団海戦中に波動砲口へ撃ち込まれた特殊削岩弾の除去作業のために暫時拘束を解かれ、戦闘終了後に沖田の配慮で任務に復帰する。
宇宙防衛大学時代からメ号作戦直前まで、古代守と恋人関係であった。弟の進についても面識があり、時々守と進を比較したり重ねたりしている。
『星巡る方舟』でも主要キャラクターの1人として登場しており、ヤマトが捕らわれた謎の惑星（惑星シャンブロウ）の調査隊に参加する。『2202』では、ガトランティス兵の自爆に巻き込まれて負傷し、ヤマトの無断発進には非参加となる。『2205』では戦闘空母ヒュウガに転属した真田の後任として技術長に就任する。『3199』では真田がヤマト技術長に復帰したため、『2199』以来の情報長となる。サーシャの育ての親も担っていたが、それが災いして第6話でアルフォンによってサーシャ諸共拉致されてしまう。
元々は女性クルーが若い人物ばかりなのはおかしいと考えた結城が、遊び半分で『アルプスの少女ハイジ』のロッテンマイヤー風にデザインしたものである。出渕がおばさんキャラを嫌がったため若くされ、その後新見として正式採用されることになった。また、当初は真田を恋い慕っているという設定であったが、シリーズ途中で守と恋人関係であったという設定に変更された。
漫画版
途中追加された守との恋人設定が反映され、第2巻におけるエンケラドゥスでの戦闘後、守の死に涙を流している描写がある。第6巻でのリンケの精神攻撃のエピソードでは、アニメ第17話の過去エピソードが前倒しで登場し、新見の心情についても描かれている。
小説版
アニメ版同様、イズモ計画派として暗躍しているが、反乱発生までは技術科所属の女性乗組員であること以外は明かされておらず、三人称も「女」としか書かれていないなど、正体は伏せられていた。そのため、伊東と密会しているシーン以外でのイズモ計画派としての描写はほとんど無い。

桐生美影（きりゅう みかげ）
声 - 中村繪里子 / デザイン - 結城信輝 / 初登場 - 『2199』第20話
- 所属 - 技術科員（『2199』）→波動実験艦「銀河」乗員（『2202』第19話〜）→補給母艦「アスカ」技術科士官（『2205』）→土星修復艦隊　監察官補佐官（『3199』）
- 階級 - 准宙尉（『2199』）→三等宙尉（『2205』）→二等宙尉（『3199』）
- 生年月日 - 2180年4月18日
- 年齢 - 18歳（『2199』）→22歳（『2202』）→25歳（『2205』）→27歳（『3199』）
- 出身地 - 新潟県

吊り目でポニーテールが特徴の女性。真田の交代要員。専門分野は言語学であり、ガミラス以外の異星種族との接触の可能性を考慮した新見にスカウトされてヤマトへ乗艦する。ヤマト艦内では新見直属の部下という立場だが、イズモ計画派の反乱には加担していない。旧世代洋上艦艇マニアで、また、北欧神話とアンリ・ルソーの絵画を嗜むなど多趣味。
『2199』では七色星団海戦において初登場し、真田の交代要員として第一艦橋に入る。
『星巡る方舟』ではキーキャラクターとして登場。ガミラスから寄与された翻訳機から異星言語の解析作業を行う日々を送っていたが、ヤマトが謎の惑星（惑星シャンブロウ）に降り立った際に、惑星の調査隊に参加する。沢村とは、物語冒頭で急いでいる時に暇そうな彼とぶつかったのがきっかけで不仲な関係であったが、最終的にお互いに恋する関係になっている。
『2202』ではヤマトの決起に参加するが、ヤマト発進の援護のため山崎、星名の3人でドック操作を行うべくヤマトから降り、地球に残留する。反乱分子として拘束されるもバレルの手回しにより無罪放免とされ、後に波動実験艦「銀河」のクルーの任務に就く。
家族には父・悟郎のほか、文化人類学者の母親がおり、美影もフィールドワークに連れて行ってもらったことがある。また、父親の部下で、家族ぐるみで私的な付き合いがあった斉藤始とは兄妹のように親しい。ネレディアの妹にして、バーガーの恋人だったメリアと容姿が似ている。
新作映画（後の『星巡る方舟』）における語り部として用意されたキャラであり、出渕が映画で唐突に登場することを嫌ったため、『2199』で先行して登場させられた。『2199』登場の時点では、映画の内容すらほとんど決まっていなかったこともあり、美影も設定らしい設定はなく、設定画も結城によるラフ画しかなかった。その後、制作が進むに伴い様々な設定が付加されていき、設定画も正式な決定稿が描かれた。なお、主要キャラクターとして登場することが前提だったことから中村がキャスティングされたが、『2199』の時点では準レギュラー以下の出番しかなかったため、事情を知らない視聴者の間で若干の話題を呼んだ。初期設定名は「桐生・グレース」。
板東平次（ばんどう へいじ）
声 - 羽多野渉 / 初登場 - 『2205』第1話
旧板東平次。技術科員。准宙尉→三等宙尉（『3199』）。2186年11月1日生。18歳（『2205』）→20歳（『3199』）
宇宙防衛大学第38期生。額のホクロが特徴。
『3199』では当初土門とともに補給母艦アスカに乗艦していたが、第6話でヤマトに転属する。
佐野史彦（さの ふみひこ）
声 - 吉開清人 / デザイン - 山岡信一 / 初登場 - 『2199』第7話
技術科員。宙士長（〜『2202』）。
短髪に小さな眼鏡を掛けた男性。
太陽系を目前にして、美影とともに波動砲制御室でコスモリバースシステムの調整に務めていたが、コスモリバースシステムが勝手に起動したことに動揺する。
『星巡る方舟』では、相原と協力して超空間ネットワークの構築を試みるというシーンが脚本段階において存在したが、本編ではカットされ、設定として残るのみとなっている。
俳優の佐野史郎をモデルにデザインされている。キャストに吉開清人が起用されたところ、吉開自身が佐野史郎に似ていると言われていることを告白し、間接的に佐野史彦が吉開にも似ていることとなった。また、『2199』第22話に登場した際の容貌から、「某家庭教師に似ている」という指摘を視聴者から受けた。
岸田優
声 - 烏田裕志 / デザイン - 山岡信一 / 初登場 - 『2199』第24話
技術科員。宙曹。
七三分けとしゃくれ顎が特徴の男性。科学解析や情報分析を担う。下の名前は『2202』でつけられた。
松井里水（まつい さとみ）
デザイン - 山岡信一 / 初登場 - 『2199』第24話
技術科員。宙士。『3199』では戦闘空母ヒュウガ技術長。三等宙尉。2179年4月16日生。28歳（『3199』）。
長い前髪を左右に分け、後ろ髪をポニーテールにした女性。『2202』第16話では、真田の交代要員として技術長の席に座っている。『3199』では戦闘空母ヒュウガに乗艦。下の名前は『3199』でつけられた。
板野
デザイン - 山岡信一 / 初登場 - 『2199』第24話（第22話でも沖田の演説シーンにおいて技術科の面々の中に彼女と同じ髪型の人物が極小さく登場）
技術科員。宙士。
長い前髪を七三分けにした女性。

### 機関科
艦内常装は白地にオレンジのライン。スーツ・タイプと、ボトムスイン・タイプ（旧作仕様）の2種がある。
徳川彦左衛門（とくがわ ひこざえもん）
声 - 麦人 / デザイン - 結城信輝 / 初登場 - 『2199』第1話
- 所属 - 機関科士官 / 機関長（〜『2202』）
- 階級 - 三等宙佐 →一等宙佐（『2202』第26話、戦死により二階級特進）
- 生年月日 - 2136年2月29日
- 年齢 - 62歳（『2199』）→66歳（『2202』）
- 出身地 - 愛知県

機関部門を仕切るベテラン機関士。沖田とは旧知の仲であり、メ号作戦では沖田の座乗するキリシマの機関長として参加した。2か月後に退役を控えている身だったが、信頼する沖田の依頼を請けて長男夫婦の反対を振り切り、ヤマトへ乗艦する。
本作では地球に残っている家族が、長男の彦七、次男の太助、彦七の嫁の菊子、孫のアイ子と設定されており、『宇宙戦艦ヤマト 新たなる旅立ち』で生じた矛盾は解消されている。
山崎奨（やまざき すすむ）
声 - 土田大 / デザイン - 結城信輝 / 初登場 - 『2199』第2話
- 所属 - 機関科士官 / 応急長（『2199』）→波動実験艦「銀河」乗員（『2202』第19話〜）→機関科士官 / 機関長（『2205』）
- 階級 - 二等宙尉（〜『2202』）→一等宙尉（『2205』）
- 生年月日 - 2153年9月9日
- 年齢 - 45歳（『2199』）→49歳（『2202』）→52歳（『2205』）→54歳（『3199』）
- 出身地 - 熊本県

徳川の交代要員。徳川の片腕である古参の機関士で、艦の損傷時にはダメージコントロールも指揮している。沖田のことを信頼しており、「沖田のオヤジ」と呼んでいる。実は島の父親である島大吾の元部下で、大吾が指揮していた巡洋艦ムラサメの唯一の生存者。ガミラスとのファーストコンタクトの真相を知っており、後に島に打ち明けた。『2202』ではヤマトの決起に参加するが、ヤマトの発進を援護しようと地球に残留し、後に波動実験艦「銀河」のクルーの任務に就く。
名前の読みは『新たなる旅立ち』から『宇宙戦艦ヤマト 完結編』までに混在していた「やまざき しょう」を廃し、「やまざき すすむ」が用いられている。
薮助治（やぶ すけじ）
声 -  チョー / デザイン - 結城信輝 / 初登場 - 『2199』第1話
- 所属 - 機関科員 / 機関士（〜『2199』第21話）→ガミラス軍次元潜航艦UX-01機関士（『2199』第25話〜）→ガミラス軍技術交流官（『2205』）→ガルマン・ガミラス軍次元潜航艦ゼランダル機関科副長（『3199』）
- 階級 - 一等宙曹（『2199』）→ガミラス軍一等機関兵曹（『2205』）→ガルマン・ガミラス軍機関兵曹長（『3199』）
- 生年月日 - 2165年2月22日
- 年齢 - 33歳（『2199』）→36歳（『2202』）→40歳（『2205』）→42歳（『3199』）
- 出身地 - 三重県

徳川の愛弟子の機関士。家族はおらず天涯孤独。優秀な機関士だが小心者であり、その能力はヤマト艦内ではなく、後述のUX-01で発揮される。
旧作同様ヤマトの航海には懐疑的で、後に反乱に加担するが、旧作と異なり首謀者ではなくなっている。また、旧作ではイスカンダルで反乱を起こして死亡するが、本作では生き残る。
名前の読みは旧作での「やぶ すけはる」から、「やぶ すけじ」へ変更されている。
ヤーブ・スケルジ
フラーケンに拾われ、次元潜航艦UX-01の新入り乗組員となった機関士。他のUX-01乗組員からはザルツ人と思われているが、その正体は反乱失敗後に成り行きで惑星レプタボーダに残留した薮である。ヤマトに乗艦していた当時より表情が明るく、精悍な雰囲気になっている。
『2202』では物語終盤に登場。『2205』では3人の子持ちのザルツ人女性と結婚しており、ガミラス本星に家族を残した状態で、ガミラス軍技術交流官（ガミラス軍一等機関兵曹）としてヤマトへ派遣される。

徳川太助（とくがわ たすけ）
声 - 岡本信彦 / デザイン - 山岡信一（『2199』） / 初登場 - 『2199』第2話
機関科員（『2205』）。准宙尉（『2205』）→三等宙尉（『3199』）。2187年2月22日生。18歳（『2205』）→20歳（『3199』）。
徳川彦左衛門の次男。
『2199』では民間人として登場。姪のアイ子と仲がよく、よく抱いている。太陽系赤道祭の折にも、アイ子と一緒に彦左衛門と交信した。彦左衛門によると父と同じ船乗り（軍人）を目指している模様。
『2205』では軍人となり、宇宙防衛大学第38期生の一人としてヤマトに乗艦する。『3199』では当初島大介らとともに空軍に出向しており、無人艦隊コマンド艦グラディエーターに乗艦していたが、デザリアム侵攻時に乗艦が損傷して脱出。その後、古代達と合流し、地球を脱出して再びヤマトに乗艦する。
早乙女友治（さおとめ ゆうじ）
声 - 菊本平 / デザイン - 山岡信一 / 初登場 - 『2199』第2話
機関科員。宙曹。
肥満体型にちょび髭が特徴。『2199』第16話において、崎山や薮と共にイズモ計画派に同調し、ビーメラに立ち寄った際の反乱に加担する。その後の描写は無く、不明。
崎山克典（きやま かつのり）
声 - 茂木たかまさ / デザイン - 山岡信一 / 初登場 - 『2199』第15話
機関科員。宙曹。
肥満体型に茶髪で、顎が割れている。早乙女や薮と共にイズモ計画派に同調し、反乱に加担する。早乙女同様その後の描写は無く、不明。
吉田充
声 - 河西健吾 / デザイン - 山岡信一 / 初登場 - 『2199』第6話
機関科員。宙曹。
前髪の一部が跳ねた青い髪が特徴。メ2号作戦中、薮がイスカンダルまで行けるかどうか疑問視した際には早乙女と目を合わせている。
嘉茂君彦
声 - 寸石和弘 / デザイン - 山岡信一 / 初登場 - 『2199』第2話
機関科員。宙曹。
四角い眼鏡を掛けており、2本のアホ毛がある。序盤から登場しつつも当初モブ以上の出番はなかったが、薮・早乙女・崎山がMIAとなった関係で後半から出番が多くなっている。
栗哲夫（くり てつお）
声 - 前田弘喜 / 初登場 - 『2205』第2話
機関科員。准宙尉→三等宙尉（『3199』）。2187年2月8日生。18歳（『2205』）→20歳（『3199』）。
宇宙防衛大学第38期生。『2205』では新人として太助とともにヤマト機関科に配属。出航時に現在の船速を度忘れし、太助に確認したが彼も間違えていたため、エンストを起こしてしまう。
『3199』では小惑星イカルスでヤマト改装に携わっており、出航後は再び機関科として務める。
若狭祥司（わかさ しょうじ）
声 - 手塚ヒロミチ / 初登場 - 『2205』第2話
機関科員。宙曹長。2167年9月5日生。38歳（『2205』）→40歳（『3199』）。
ガトランティス戦役で初戦を戦ったエンケラドゥス守備隊の生存者で、『2205』でヤマトの新乗組員となる。太助や栗を指導している。
『3199』では小惑星イカルスでヤマト改装に携わっており、出航後は再び機関科として務める。

### 主計科
艦内常装は男女ともオレンジ地に黒のライン。
平田一（ひらた はじめ）
声 - 伊勢文秀 / デザイン - 結城信輝 / 初登場 - 『2199』第1話
- 所属 - 主計科士官 / 主計長
- 階級 - 一等宙尉
- 生年月日 - 2176年1月29日
- 年齢 - 23歳（『2199』）→27歳（『2202』）→29歳（『2205』）→31歳（『3199』）
- 出身地 - 長崎県

食糧を始めとする物資管理を統括する男性。
本作では『宇宙戦艦ヤマトIII』での設定が反映されており、『III』同様に古代や島の同期である。部下の玲が航空科に転属するにあたり、「嫌になったら帰ってこい」などと気遣うなど、『III』同様の懐の広さを持つ。また、極度の虫嫌いやメカフェチという設定も付加されている。
土門竜介（どもん りゅうすけ）
『2205』において戦術科から主計科に転属。

金城和夫
声 - 菊本平 / デザイン - 山岡信一 / 初登場 - 『2199』第16話
主計科員。宙士。
ビーメラ4調査隊に同行した無精髭の男性。準備稿での仮名は「ボビー」。
復路でのガミロイド兵との白兵戦で右肩を負傷した。
木村英義
声 - 茂木たかまさ / デザイン - 山岡信一 / 初登場 - 『2199』第16話
主計科員。宙士。
ビーメラ4調査隊に同行した茶髪で小柄な男性。
七色星団海戦後の宇宙葬では、平田とともに納棺を行った。
篠田琴
声 - 原由実 / デザイン - 山岡信一 / 初登場 - 『2199』第7話
主計科員。宙曹。
太陽系赤道祭でチャイナドレスのコスプレをしていた女性。左目に泣きボクロがあるのが特徴。下の名前は『2202』でつけられた。
梅田
デザイン - 山岡信一 / 初登場 - 『2199』第7話
主計科員。宙曹。
太陽系赤道祭で妖精のコスプレをしていた女性。
峯岸
デザイン - 山岡信一 / 初登場 - 『2199』第7話
主計科員。宙士。
太陽系赤道祭で婦警のコスプレをしていた女性。補給や食料の管理を担当。
岩佐
デザイン - 山岡信一 / 初登場 - 『2199』第24話
主計科員。宙士。
タナカ
声 - 吉開清人 / 初登場 - 『2199』第7話
主計科員。宙曹。
YRAラジオヤマトのミキサーを担当している男性。面長で真ん中分けの髪型が特徴。
YRA初期からミキサーを務めており、復路でも継続して務めている。
第8話EDクレジットでの表記は「YRAラジオヤマトミキサー」。「タナカ」という名前は準備稿に書かれていたものをそのまま使用したものである（タナカの他には「ショタオ」や「テツコ」と書かれた人物のものも存在する）。

### 衛生科
艦内常装は男性は水色地に黒のライン（矢印ではなく、服そのものの形状も他の科とは大きく異なっている）、女性はベージュピンク地に黒のライン（他の科と同じ服の上にワンピース状の上着を着用している。真琴のユニフォームも他の女性クルーと同じ仕様であるが、ジッパーを外してセパレートにすることでオリジナリティーを出している）、共に胸にMEDICマーク。
佐渡酒造（さど さけぞう）
声 - 千葉繁 / デザイン - 結城信輝 / 初登場 - 『2199』第1話
- 所属 - 衛生長・医官
- 階級 - 二佐相当官（軍属）
- 生年月日 - 2144年10月1日
- 年齢 - 54歳（『2199』）→58歳（『2202』）→61歳（『2205』）→63歳（『3199』）
- 出身地 - 新潟県

艦内の衛生管理やクルーの体調管理を担う医者で、内科的処方から外科的処置までこなすオールラウンダーの名医。大酒飲みで、特別純米清酒「美伊」という酒を愛飲している。
本作では目の瞳や鼻の穴を明確に描かれた顔立ちへ変更されている。旧作では本職が獣医であり召集されてヤマトに乗り込む設定だったが、本作では最初から沖田の主治医を務めており、土方の依頼を受諾してヤマトへ乗艦する。冒頭に愛猫のミーくんも登場するが、旧作と同様に地球に残され、佐渡のアパートの大家に預けられている。
原田真琴（はらだ まこと）→加藤真琴（かとう まこと）
声 - 佐藤利奈 / デザイン - 結城信輝 / 初登場 - 『2199』第1話
- 所属 - 衛生士（『2199』）→民間人（『2202』〜）
- 階級 - 宙曹（二等宙曹）相当士（軍属）（『2199』）
- 生年月日 - 2177年6月30日
- 年齢 - 21歳（『2199』）→25歳（『2202』）→28歳（『2205』）→30歳（『3199』）
- 出身地 - 秋田県

ボブカット、アホ毛、巨乳、おっちょこちょいが特徴。旧作における雪の役割を分担する者の1人であり、佐渡と共にヤマトへ乗艦する。衛生士としての使命感が強く、エンケラドゥスでの戦闘時は敵の治療も行おうとしていたり、イスカンダル寄港時には乗組員のガス抜きのため、イスカンダルの海での遊泳を進言したりしている。
当初は自分の手を自分で負傷させて医務室を訪れる加藤を呆れながら治療していたが、エンケラドゥスでの戦闘において航空隊に救われたことをきっかけに、慕うようになる。当初は敬語で話していたが、徐々に親しくなって口調もフランクになっていき、惑星レプタポーダを出発した頃には「サブちゃん」と呼ぶ仲になっており、イスカンダルからの帰路に妊娠を機にヤマト艦内で加藤と結婚式を挙げる。
艦内服は股の部分でセパレートされており、太股が露出しているが、こうなっている理由は不明。
『2202』では、1人息子の翼が遊星爆弾症候群に侵され、看護のために月のサナトリウムにいる。ヤマト決起に際し、自身は残留するが、悩む夫の背中を押し、ヤマトへ向かわせる。その後、夫はガトランティスとの最終決戦で戦死し、未亡人となる。『2205』では出航するヤマトを息子と共に見送っている。
京塚みやこ（きょうづか みやこ）
声 - 村中知 / 初登場 - 『2205』第1話
旧京塚ミヤコ。衛生士。准宙尉→三等宙尉（『3199』）。2187年3月3日生。18歳（『2205』）→20歳（『3199』）。
宇宙防衛大学第38期生。同期のかすがい役。
小宮聡
声 - 松本忍 / デザイン - 山岡信一 / 初登場 - 『2199』第6話
衛生士。宙曹相当士（軍属）。
後述の笠原と共に佐渡の補佐を担当する男性。
笠原真希
声 - 本多真梨子 / デザイン - 山岡信一 / 初登場 - 『2199』第6話
衛生士。宙曹相当士（軍属）。
癖っ毛の頭にカチューシャをつけている女性。
最終話では真琴のウエディングドレスの試着の着付けを手伝っている。

### 保安部
艦内常装は男女ともライトグレー地に黒のライン。
伊東真也（いとう しんや）
声 - 関俊彦 / デザイン - 結城信輝 / 初登場 - 『2199』第2話
- 所属 - 保安部士官 / 保安部長（『2199』）
- 階級 - 二等宙尉
- 生年月日 - 2170年6月6日
- 年齢 - 28歳（『2199』）
- 出身地 - 滋賀県

ヤマトの警備・警務・保安面を統括する。ほぼ糸目で笑みを浮かべ、一見飄々とした態度で立ち回っているが、常にどこかしら人を見下す態度が見える。情報部からヤマトに乗りこみ、イズモ計画派の謀略に暗躍している。異星人に対して強い不信感を抱いており、イスカンダル人のことも信用していない。また、雪の不自然な経歴と不審な行動から、彼女の正体がユリーシャであると考えており、後述の反乱の際には激しく罵倒した。
惑星ビーメラ4停泊時に新見と共に、島を首謀者に反乱を企てるが、星名と彼に密かに通じていた島の機転で失敗に終わり、拘束され営倉に収監される。七色星団海戦中に営倉が大破して死亡扱いとされたが、実際には薮と共に生き延びて身を潜めており、古代とユリーシャが収容所惑星レプタポーダの偵察に出発した際に起こした騒動によってガミラスの捕虜となるが、偶然同時に起きた囚人の暴動に乗じて逃走する。その後、ユリーシャと行動をともにし、死者を弔う彼女に地球人と同じメンタリティを感じて、撃たれそうになったところを助けるが、その直後にガミラス兵に撃たれて死亡する。最期まで雪とユリーシャが同一人物だと思っており、死の直前に「雪」にヤマトのイスカンダルへの到着と地球の未来を望み、「雪」もそれに応えた。
出渕が好みそうな飄々としたイメージのキャラクターとしてデザインされたもので、その後は保安部の反乱エピソードに組み込まれていった。結城による第5稿では「伊東甲児」、決定稿より背は低く出渕好みの（出渕の友人のゆうきまさみ的な）飄々として掴み所のないキャラクターとして描かれている。
漫画版
星名と立場が入れ替わっており、戦略作戦部6課所属の内偵者となっている。
第6巻で過去エピソードが語られている。幼少時に父子家庭で育っていたが、父は信頼した相手が原因で死亡している。また、カ2号作戦時には陽電子砲を担当する巡洋艦に乗艦していたが、艦長が臆して指示待ちをしたため離脱タイミングを逃し、両軍の砲撃戦に巻き込まれ艦が中破。その際に両手首を負傷してサイボーグ化手術を受けている。これらの経験から異星人のみならず、信頼という理由をつけて自身の責任を放棄する地球人にも絶望している。
このほか、テニスンの詩をよく引用する描写も追加されている。
小説版
芹沢から直接密命を与えられていたことが描写されている。ヤマトに乗艦してからの動向についても書かれており、特に心情面については細かく描写されている。
本人はヤマト計画にもイズモ計画にも興味がなく、自分が生き残ることだけを考えているが、欲自体は深い方ではなく、他人にとやかく言われない程度の権力しか望んでいない。異星人嫌いはアニメ版と同様であり、コスモリバースシステム自体、ユリーシャがイスカンダルに帰る方便として地球人を利用するためにでっち上げたものだと考えている。
レプタポーダで伊東の最期を看取る役割はユリーシャから薮に替わり、死に際に伊東が薮にザルツ人として生きることを奨めている。

星名透（ほしな とおる）
声 - 高城元気 / デザイン - 結城信輝 / 初登場 - 『2199』第2話
- 所属 - 保安部員（『2199』）→波動実験艦「銀河」乗員（『2202』第19話〜）→保安部士官 / 保安部長（『2205』）→防衛司令本部保安部長（『3199』）
- 階級 - 准宙尉（〜『2202』）→二等宙尉（『2205』）
- 生年月日 - 2181年9月23日
- 年齢 - 18歳（『2199』）→22歳（『2202』）→24歳（『2202』）
- 出身地 - 東京都

人当たりが良く、伊東の信頼も厚い若き保安部員。百合亜に好意を抱いており、近くにいることが多い。普段は伊東の脇に控えており、「伊東の腰巾着」などと揶揄されることもあるが、実は国連宇宙局・極東管区幕僚監部・作戦部6課に所属する藤堂直属の部下で、イズモ計画派・反ヤマト計画派を内偵・監視していた。
イズモ計画派による反乱では伊東に従うふりをしつつ、首謀者に祭り上げられた島大介と通じ、ともに反乱を鎮圧する。以後は、拘束された伊東、内海に代わり保安部の業務を引き継いでいる。ユリーシャに憑依された百合亜を複雑な思いで見ながら警護していたが、七色星団海戦中にヤマトに潜入したガミラス特務小隊に撃たれ、一命を取り留めた後、意識を取り戻した百合亜と相思相愛となる。
『2202』ではヤマトの決起に参加するが、ヤマト発進の援護のため山崎、美影の3人でドック操作を行うべくヤマトから降り、後に星名を気遣ってついてきた百合亜と共に地球に残留する。反乱分子として拘束されるもバレルの手回しにより無罪放免とされ、後に波動実験艦「銀河」のクルーの任務に就く。その間に百合亜とは結婚している。
『2205』ではヤマト保安部長に就任し、艦内風紀を一手に担う。『3199』では司令部の保安部長を務めており、デザリアムの侵攻に際して妻とともに脱出するが、ヤマトには合流できず、地球で潜伏してデザリアムへの抵抗活動を続けている。
百合亜と絡ませるために用意されたキャラクターである。
漫画版
伊東と立場が逆転し、イズモ計画派の反乱首謀者となっている。保科家の家紋である「丸の内一文字」を自分の記号にしている。
小説版
アニメ版同様、イズモ計画派の内偵を行っている。玲の変装を瞬時に見破った上に、彼女の不意打ちを軽く受け流して逆に取り押さえるほどの実力を持つ。反乱鎮圧後はメンバーが刷新された保安部を取り仕切る保安部長の職務に正式に任命されるが、百合亜へのユリーシャ憑依のエピソードがなくなったため、反乱後の出番はごくわずかとなっている。

内海政信（うつみ まさのぶ）
声 - 板取政明 / デザイン - 山岡信一 / 初登場 - 『2199』第9話
保安部士官。三等宙尉。
伊東の情報部時代からの子飼いで、イズモ計画派。
ビーメラでの反乱に加担し、航空隊控え室など艦内の制圧現場を指揮する。伊東が沖田と真田の謀殺を考えていることに関しては特に反応を示さなかったが、伊東が味方であるはずの島に銃を向けた際には驚いている。反乱鎮圧後は拘束された模様で、その後は不明。
和田真紀子
声 - 杉浦奈保子 / デザイン - 山岡信一 / 初登場 - 『2199』第14話
保安部員。宙士。
刈り上げた髪形が特徴で長身の女性。リンケの精神攻撃後に、医務室前に並んでいる姿で初登場。ビーメラ4での騒動後も通常通り勤務しているため、反乱には加担していなかった模様。セレステラのヤマト乗艦時に、雪が接待した士官室の前で星名と共に警備しており、部屋の中を興味深そうに覗き込んでいる。
保安部員B
声 - 吉開清人 / デザイン - 山岡信一 / 初登場 - 『2199』第9話
保安部員C
声 - 不明 / デザイン - 山岡信一 / 初登場 - 『2199』第9話
以上2名、名前・階級ともに不明。Bは髭を生やし、髪を後ろで短く束ねており、Cは目が小さく、パーマのかかった髪が特徴。
登場する保安部員AからIの中では最も出番が多い。第9話では解析室から逃走したオルタを最初に発見した。第10話では古代とメルダが交渉している際、部屋の外で警備をしている。第16話ではビーメラにおける反乱に加担し、第一艦橋を制圧する。その後、第一艦橋クルーを保安管理事務室へ監禁したが、直後に通風孔から乱入してきた山本によって倒される。反乱鎮圧後は拘束された模様で、その後は不明。

### 空間騎兵隊（ヤマト）
『2202』で新たに加わった部隊。第十一番惑星に駐屯していた第7連隊の生き残り。
斉藤始（さいとう はじめ）

永倉志織（ながくら しおり）

倉田勝（くらた まさる）

天城敏郎（あまぎ としお）

### その他
AU09（エーユー・オーナイン） / アナライザー
声 - チョー / デザイン - 出渕裕 / 初登場 - 『2199』第2話
ヤマトの自立型サブフレームで、解析担当ロボット。
外形は旧作とほぼ同様であるが、旧作で上腕部などに存在したパイプ状の部品は、本作では存在しない。また、本作では正式名称「ロ-9型自律式艦載分析ユニット」や、その略称型番「AU09」も設定されたが、自身は正式名称や略称型番で呼ばれるのを嫌い「アナライザー」を自称し、相手にもそう呼ぶよう要求する。なお、艦外活動用のパワードスーツも設定されている。
ヤマト乗艦までの経緯が変更されており、旧作のように外部（中央病院）から異動してきたのではなく、元からヤマトの自律型サブコンピューターであると設定が変更されている。また、旧作で雪へ行っていたスカートめくりも放送コードの都合で行わない。ガミラスのアンドロイド兵・オルタとの交流によって、人間らしい感情を持つことが描写されている。
『2202』で大破した。『2205』ではAU09に相当する機体はヤマトに搭載されていない。『3199』ではアナライザーのメモリ（記憶）を移植した「AU19R 新アナライザー」が登場する。
後継機種としては、『2202』では波動実験艦「銀河」の「指揮AI」として「AU13」が、『2205』ではヒュウガの自立型サブフレーム部隊として40機の「AU19」が登場している。
クラウス・キーマン
声 - 神谷浩史 / デザイン - 結城信輝 / 初登場 - 『2202』第2話
ガミラス地球駐在武官。バレルの部下。中尉。
身体能力に秀で、パイロットとしての腕も優秀。普段は無口だが、一度口を開くと毒舌家の面を見せる。
古代と密かに接触し、バレルと共に彼がテレザート星への航海を決意するように誘導する。そして、ヤマトが発進した後に航空隊と共に合流し、古代を説き伏せてヤマトに乗艦する。ヤマトではアドバイザーとして助言する一方、自らツヴァルケを駆って出撃することもある。地球側に協力する裏で、ヤマトの機関に波動エンジンを制御下に置ける「反波動格子」を仕掛けるなど暗躍する姿も見せる。
その正体は、アベルト・デスラーの甥、ランハルト・デスラーであり、ガミラスの旧体制派が次代の総統として祭り上げていた。テレサの力を手に入れるためにヤマトを利用し、テレザートに到達した後は、反波動格子でヤマトを沈黙させる。しかし、真の正体は、現政権の保安情報部に所属する捜査官であり、自らの出自を利用して旧体制派の指導者の正体を掴む任務を負った二重スパイである。第16話にてその任務は達成するものの、再会したデスラーと共に歩むか、ヤマトに戻るか、その後の自分の進む道に悩む。そして、テレサから「考えるのではなく感じたことに従え」という啓示を受け、デスラーにも同意を受けヤマト側に付くことを決める。
『永遠に』の登場人物であるアルフォンの初期設定名「キーマン」と同じ名前であり、仮名としてつけていたものがそのまま決定稿になった。
桂木透子（かつらぎ とうこ）
声 - 甲斐田裕子 / デザイン - 結城信輝 / 初登場 - 『2202』第3話
レドラウズの助手。第十一番惑星戦でヤマトに救助され、航海に同行する。その正体は、サーベラーのコピーである。

## 地球

### 政府・軍首脳部
『2199』では行政組織の「国連宇宙局」、軍事組織の「国連統合軍」が国際連合の傘下に存在する。統合軍の傘下に「国連宇宙軍」のほか、「軍務局」や「情報部」などが存在する。『2202』では国連が解体されて「地球連邦」となり、統合軍も「地球連邦防衛軍」として再編されている。
藤堂平九郎（とうどう へいくろう）
声 - 小川真司（〜『星巡る方舟』）→小島敏彦（『2202』） / デザイン - 結城信輝 / 初登場 - 『2199』第1話
国連宇宙局・極東管区行政長官（『2199』）→地球連邦防衛軍統括司令長官（『2202』）。ヤマト計画本部長（『2199』）。高知県出身。 2139年9月25日生。59歳（『2199』）→63歳（『2202』）→66歳（『2205』）→68歳（『3199』）。
温厚かつ冷静な人格者で、ヤマト計画に強い期待を寄せている。イズモ計画派の妨害を予期しており、星名に密命を与えていた。『2202』では軍のトップになっており、政府方針に対して従ってはいるものの不信を抱いている。古代の提言するテレザート探索を却下するが、ヤマトクルーの「反逆」にいきり立つ芹沢を抑えて対話による説得を試みるなど、ヤマトクルー自体に対しては好意的。
『2199』では軍人ではなく、文官と設定されている。
芹沢虎鉄（せりざわ こてつ）
声 - 玄田哲章 / デザイン - 結城信輝 / 初登場 - 『2199』第1話
国連統合軍・極東管区軍務局長（『2199』）→地球連邦防衛軍統括司令副長（『2202』）。宙将。茨城県出身。2144年6月5日生。55歳（『2199』）→59歳（『2202』）→61歳（『2205』）→63歳（『3199』）。
独善的な性格で、派閥としては、保守派の中の過激派の代表格ともいえる。地球脱出計画（イズモ計画）推進派という立場からヤマト計画を良く思っておらず、新見に密命を与えている。一方で政治的野心も強く、英雄として人々の尊敬を受ける沖田を疎ましく思っている。
2191年のガミラスとの遭遇時には、地球側の呼びかけに応答しなかったガミラス艦隊に対し、中央司令部の決定を受けて先制攻撃を指示したうえ、それを拒否した沖田を解任し、ムラサメの島大吾艦長に先制攻撃を命令している。
『2202』では、軍の副司令として「波動砲艦隊計画」を推進する立場にある。独断で動くヤマトクルーを苦々しく思い、ヤマト発進を阻止すべく実働部隊を差し向ける。ヤマトを危機に陥れた加藤三郎の行為を知り「戦って死ね」と命じた。ただし、最終回で時間断層と引き換えに古代と雪を救出するか否かの国民投票の際の演説で立ち去り際に真田に対し「君たちが羨ましい」と言い残したり、古代と雪を乗せてヤマトが帰還した際に涙ぐむなど、決して非情な人物ではなく、情の深い側面を垣間見せた。
『2205』では平和使節団の地球全権大使としてヤマトに乗艦する。ガミラス星崩壊時には、難民たちの救助に向かおうとする古代たちの意見を尊重しつつも、「地球に危機を呼び込みかねない判断を下すことはできない」と却下する。反乱を起こした土門たちの意を汲んだ古代の判断により、山南・バレルと共に強制的に退艦させられてしまうも、救助に向かうヤマトを穏やかな表情で見送る。
『3199』では将来的なデザリアムの地球侵攻を予期し、藤堂とともに対デザリアム作戦「オペレーションDAD」の準備を密かに進めていた。
大統領
声 - 幹本雄之 / デザイン - 山岡信一 / 初登場 - 『2202』第2話
地球連邦大統領。60歳（『2202』）。
理想を持ちつつも現実との妥協点を最優先する優秀な政治家とされる。『2202』ではガミラス大使であるローレン・バレルからの交渉におり、テレザート星への航海に無断で発進したヤマトを追認する。
『3199』でも現職だが、地球の置かれた状況が芳しくないため、あまり支持されていない。地球を侵略したデザリアムに対しては、バレル大使とも連携しながら、面従腹背の姿勢を取っている。
藤堂信乃（とうどう しの）
声 - 塩田朋子 / 初登場 - 『3199』第2話
地球連邦防衛軍 情報局 情報局長。宙将。2148年12月28日生。58歳。
藤堂平九郎の実妹で、防衛軍情報部のトップ。地球人類を生き延びさせることに最大の価値を見出している。地球へ「帰還」しようとするデザリアムに与し、南部康造を始めとする政財界の要人と連携してクーデターを起こす。
藤堂家は軍人家系であり、彼女も一族の期待に応えるかのように「軍務ひとすじ」を貫き、家庭も持たなかった。場合によっては彼女が防衛軍長官の地位についていたかもしれないと言われている。平九郎は自分が軍人の道を進まなかったことで信乃から人生の選択肢を奪ってしまったと考えており、彼女に対して思うところがある。

### 軍人
古代守（こだい まもる）
声 - 宮本充 / デザイン - 結城信輝 / 初登場 - 『2199』第1話
宇宙海軍・連合宇宙艦隊・第一艦隊所属駆逐艦「ユキカゼ」艦長。三等宙佐。古代進の兄。神奈川県三浦市出身。28歳。
メ号作戦で先遣艦を務めていたためガミラス艦隊との直接戦闘を一時回避する。艦隊に合流後、旗艦キリシマの撤退援護のため敵艦隊に突撃。消息を絶って戦死扱いとなる。部下からは慕われている。
旧作と異なり、ヤマトのイスカンダル到着時点ですでに死亡しているが、イスカンダルの科学力によってその記憶は保存され、コスモリバースを起動させる核となる。
土方竜（ひじかた りゅう）
声 - 石塚運昇（〜『2202』第19話）、楠見尚己（『2202』第21話〜） / デザイン - 結城信輝 / 初登場 - 『2199』第1話
空間防衛総隊司令長官（『2199』）→外洋防衛師団司令官（『2202』）。宙将。東京都出身。2142年5月5日生。56歳（『2199』）→60歳（『2202』）。
『さらば宇宙戦艦ヤマト 愛の戦士たち』や『宇宙戦艦ヤマト2』が反映され、古代や島の恩師となっている。また、沖田の同期かつ親友と明確に設定され、旧シリーズではなかった共演シーンが存在する。その他、雪の保護者という設定も追加されている。
山南修（やまなみ おさむ）
声 - 江原正士 / デザイン - 結城信輝 / 初登場 - 『2199』第1話
- 所属 - 宇宙海軍・連合宇宙艦隊・第一艦隊旗艦「キリシマ」艦長（『2199』）→地球連邦航宙艦隊総旗艦「アンドロメダ」艦長（『2202』）→第65護衛隊隊司令（『2205』）→長官直轄特別任務隊司令（『3199』）
- 階級 - 一等宙佐（『2199』-『2205』）→宙将（『3199』）
- 生年月日 - 2150年4月4日
- 年齢 - 48歳（『2199』）→52歳（『2202』）→55歳（『2205』）→57歳（『3199』）。
- 出身地 - 兵庫県。

楽観主義者だが実力は確かな人物で、沖田の信頼は厚い。
目の形や肌の色、頬髯や顎鬚など、『ヤマトよ永遠に』とは大きく異なる顔立ちへ変更された。また、『ヤマトよ永遠に』では姓のみ設定されていたが、本シリーズではフルネームが設定された。
島大吾（しま だいご）
声 - 宝亀克寿 / デザイン - 結城信輝（原案）、山岡信一（クリンナップ） / 初登場 - 『2199』第4話
宇宙海軍・巡洋艦「ムラサメ」艦長。一等宙佐。大介・次郎の父。沖縄県出身。故人、2191年没、享年52。
2191年のガミラスとの初遭遇時の戦闘で戦死している。ガミラスとの戦闘はガミラス側の先制攻撃と報道されたが、実際は芹沢の命令を受けた大吾のムラサメが先制攻撃を仕掛けた。どのような命令でも粛々と遂行する生真面目な軍人だが、本来は異星人とも友好関係を築けると考える温和な人格者であり、ガミラスと戦端を開いてしまったことを悔やんでいた。死の間際、大介に異星人とも共存できるという希望を持つよう願った。
軍人であると同時に船乗りとしての信念を抱いており、かつて大介に「どんな時も仲間を見捨てないのが本当の船乗り」と語っている。その信念は、成長した大介にも受け継がれている。
石津英二
声 - 原田晃 / デザイン - 山岡信一 / 初登場 - 『2199』第1話
宇宙海軍・連合宇宙艦隊・第一艦隊所属駆逐艦「ユキカゼ」副長。宙雷士。一等宙尉。
メ号作戦で、殿（しんがり）を務める意志を持った古代守に対して軽口を叩き、他の乗組員とともに「銀河航路」を歌い始め、最期まで守と共にする覚悟を示した。その後、ガミラスの捕虜となるが、捕虜護送船がイスカンダルへ墜落し、その際に死亡する。守や他の乗組員とともにイスカンダルに墓標が立っている。
山本明生（やまもと あきお）
声 - 小上裕通 / デザイン - 山岡信一 / 初登場 - 『2199』第2話（遺影）
空間防衛総隊・火星方面軍・第343航空団第4偵察飛行隊所属の偵察要員、コールサインは「ソードスリー」。三等宙尉。山本玲の兄。火星アルカディアシティー出身のマーズノイド。故人、2193年没。
玲の兄で、加藤三郎の親友。篠原とも同じ部隊ゆえに知り合いだった。玲と同様の紅瞳で、髪は玲より若干濃い銀髪。「偵察は戻ってくるのが任務」といつも玲に言っていたが、カ2号作戦における偵察任務中にガミラスの襲撃に遭い戦死した。明生の死は玲と加藤の心に深い傷を残しており、玲が航空隊に志願した理由かつ加藤がそれに反対した理由でもある。
漫画版
コスモゼロ（アニメ第1話、単行本第1巻で古代と島が壊した試験機）のテストパイロットという設定になっている。また、アニメ版と異なり、暴動にまきこまれた幼児をかばって暴徒に襲われて死亡し、市民との対立に発展することを恐れた行政府と軍の判断により戦死扱いにされているという設定に変更されている。死亡時期もアニメ版と異なり、玲の飛行課入学後と2199年から近年のこととなっている。
緋眼のエース
第二次内惑星戦争終結から間もない少年時代、戦争で敵対していたマーズノイドを差別する地球出身者から玲を守る良き兄としての姿が描かれている。また、加藤はパイロットとしての技量を大いに認めていた明生が戦死したゆえに「どんなに腕が良くても、宇宙で戦闘機に乗ることは常に死と隣り合わせ」という思いを抱き、それが玲を航空隊に入れない考えの根源となっている。

沖田の息子
デザイン - 結城信輝（ラフ） / 初登場 - 『2199』第2話（写真）
名前は不明。カ2号作戦時に戦死している。漫画版では駆逐艦艦長で、三等宙佐。
旧作と違い着用しているのは艦長服で、身長も父より高い。旧作同様に写真は沖田と息子と女性の3人で、やはり女性の素性は不明である。
安田俊太郎（やすだ しゅんたろう）
声 - ささきいさお / 初登場 - 『2202』第18話
アンドロメダ級3番艦「アポロノーム」艦長。一等宙佐。52歳。
山南の宇宙防衛大学時代の同期で親友。アンドロメダが対都市帝国戦で航行不能に陥った際、同様に被弾状態ながらまだ航行できるアポロノームで安全域まで押し出した後、さらなる被弾によって爆沈していく乗艦内で敬礼し、運命を共にする。
登場シーンはわずかだが、声を担当しているのは主題歌「宇宙戦艦ヤマト」を含むヤマトシリーズの多くの歌を担当し、『さらば』『ヤマト2』では斉藤の声も務めたささきいさおである。これはささきが第四章上映会の折に監督の羽原信義から声優としての参加を提案され、「年齢的に艦長をやりたい」と答えたためであるという。
尾崎徹太郎（おざき てつたろう）
声 - 上城龍也 / デザイン - 山岡信一 / 初登場 - 『2202』第17話
土星の第2衛星「エンケラドゥス」に拠点を置く守備艦隊の司令官。一等宙佐。52歳。
山南や安田とは宇宙防衛大学の同期生であり、腹蔵なく語り合える戦友。山南の持つ写真に沖田や土方と共に写っている。
第17話で太陽系に侵攻するバルゼー率いるガトランティスの大勢力を最初に迎え撃つ。第25話では金剛改型宇宙戦艦「わだつみ」に座乗し、「KERMADEC」ら救命艦仕様の村雨改型数隻とともに退艦するヤマトの乗組員の収容にあたった。
第17話のエンディングクレジットでは「エンケラドゥス守備隊司令」となっていた。
谷鋼三（たに こうぞう）
声 - 池田勝 / 初登場 - 『2202』第21話
アンドロメダ級2番艦「アルデバラン」艦長。一等宙佐。56歳。
口髭を生やした壮年男性。徹底した合理主義で、地球連邦航宙艦隊の自動化促進と波動砲を搭載した艦隊の効果的な運用を研究・提唱した。火星宙域でガトランティス艦隊を相手に奮戦する。
名前とデザインは、本編への初登場より1年以上前にアルデバランのプラモデルの組立説明書で明かされていた。

#### 空間騎兵隊
桐生悟郎（きりゅう ごろう）
声 - 森功至 / デザイン - 結城信輝 / 初登場 - 『星巡る方舟』
空間騎兵隊第7連隊連隊長。一等宙佐。桐生美影の父。新潟県出身。46歳。
月面駐屯地に駐留していたところを、ガミラスの空母艦載機の空襲により連隊が壊滅し、自身も致命傷を負う。かろうじて生きながらえて救援を待ちながら、あきらめかけた隊員を叱咤するなどして希望をつなげていたが、救援が来る直前に息を引き取る。『2202』では本編には未登場だが、第15話〜第18話（テレビ放送では未使用）のED映像にて、美影や斉藤達と共に撮った写真が登場。
斉藤始（さいとう はじめ）
声 - 東地宏樹 / デザイン - 結城信輝 / 初登場 - 『星巡る方舟』
- 所属 - 第7連隊隊員（『星巡る方舟』）→同・隊長（〜『2202』第7話）
- 階級 - 宙曹長（『星巡る方舟』）→三等宙尉（『2202』） →一等宙尉（『2202』第26話、戦死により二階級特進）
- 年齢 - 27歳（『星巡る方舟』）→31歳（『2202』）
- 出身地 - 鹿児島県

左頬に傷を持つ体格のいい男性。上官の桐生悟郎を慕い、家族ぐるみで付き合いをしている。桐生美影にとっては兄のような存在。
永倉志織（ながくら しおり）
声 - 雨谷和砂 / デザイン - 結城信輝 / 初登場 - 『星巡る方舟』
- 所属 - 第7連隊隊員（〜『2202』第7話）→ヤマトの空間騎兵隊副隊長（『2202』第13話〜）→第65特別任務隊小隊長（『2205』）→統括司令長官直轄部隊第二小隊隊長（『3199』）
- 階級 - 一等宙曹→宙曹長（『2202』）→三等宙尉（『2205』）→一等宙尉（『3199』）
- 生年月日 - 2173年5月23日
- 年齢 - 25歳（『星巡る方舟』）→29歳（『2202』）→32歳（『2205』）→34歳（『3199』）
- 出身地 - 静岡県

月面駐屯地で生き残って救援を待ち、キリシマに収容された1人。
『2202』では、第十一番惑星に駐屯していたが、ガトランティスの襲撃を受け、ヤマトに救助される。第13話でのテレザート上陸作戦において、副隊長に任命される。
『2205』では、第65特別任務隊小隊長として、31名の部下を率いてアスカに乗艦する。
名前のモチーフは新選組隊士の永倉新八。
倉田勝（くらた まさる）
声 - 吉開清人 / デザイン - 結城信輝 / 初登場 - 『星巡る方舟』
第7連隊隊員（〜『2202』第7話）→統括司令長官直轄部隊第二小隊隊員（『3199』）。2173年4月1日生→統括司令長官直轄部隊第二小隊副隊長（『3199』）。29歳（『2202』）→34歳（『3199』）。
- 階級 - 不明→二等宙尉（『3199』）

救援は来ないとあきらめていたが、桐生悟郎に叱咤される。『2202』では、第十一番惑星に駐屯していたが、ガトランティスの襲撃を受け、ヤマトに救助される。『2205』では未登場だが、脚本では補給母艦アスカで空間騎兵隊の副長を務めている。
名前のモチーフは『ウルトラセブン』に登場する宇宙ステーションV3のクラタ隊長。
天城敏郎（あまぎ としお）
声 - 斉藤次郎 / デザイン - 結城信輝 / 初登場 - 『星巡る方舟』
第7連隊隊員（〜『2202』第7話）。2173年8月6日生。28歳（『2202』）→34歳（『3199』）。
- 階級 - 不明→二等宙尉（『3199』）

地球へ救援要請の通信を送り続けていた。『2202』では、第十一番惑星に駐屯していたが、ガトランティスの襲撃を受け、ヤマトに救助される。『2205』では未登場だが、脚本では補給母艦アスカに配属されている。
名前のモチーフは『ウルトラセブン』に登場するウルトラ警備隊のアマギ隊員。
古橋弦（ふるはし げん）
声 - 髙階俊嗣 / デザイン - 結城信輝 / 初登場 - 『星巡る方舟』
空間騎兵隊第7連隊隊員（『星巡る方舟』）→同・斉藤直轄部隊副隊長（『2202』）。二等宙曹（『2202』） →宙曹長（『2202』第26話、戦死により二階級特進）。32歳（『2202』）。
救援の艦隊を双眼鏡で探していたところ、地球から発進したヤマトを見つける。『2202』では、第十一番惑星に駐屯していたが、ガトランティス兵との戦闘中に、敵兵の自爆に巻き込まれて戦死する。
名前のモチーフは『ウルトラセブン』に登場するウルトラ警備隊のフルハシ・シゲル隊員。
キャロライン雷電
声 - 森永千才 / 初登場 - 『2205』第2話
- 所属 -第65特別任務隊永倉分隊隊員（『2205』）→統括司令長官直轄部隊第二小隊隊員（『3199』）
- 階級 - 准宙尉（『2205』）
- 生年月日 - 2185年12月31日
- 年齢 - 19歳（『2205』）→21歳（『3199』）
- 出身地 - アメリカ西海岸

宇宙防衛大学第38期生。日本人外交官の父五郎とアメリカ人の母の間に生まれたアメリカ系日本人。両親の離婚に際して、父とともに日本へ移住し、日本人として成長した。坂本茂とはこの時期からの幼馴染。
厳格な父のもとを離れるため、ガトランティス戦役後に宇宙防衛大学校へ進学した。
山本玲同様、オリジナルのキャラクターから性別が変更されたキャラクターであり、旧作の『ヤマトIII』から登場する航海班員、雷電五郎に相当する。『ヤマトIII』から登場させるキャラクターを取捨選択している際、巨漢であった雷電は「デブ枠は太助と薮でもう埋まっている」という理由により、そのままの形で登場させることが断念された。その後、岡秀樹から女性化が提案され、キャロライン雷電が誕生した。ただし彼女の場合は、キャラクターの基礎は元々雷電とは関係なく考えられており、そこに雷電という存在を統合した格好。また、『2199』で山本が同名の女性に置き換わったのに対し、雷電五郎自体はキャロラインの父に変更されて、存在しているという点は異なっている。

#### 波動実験艦「銀河」
藤堂早紀（とうどう さき）
声 - 高垣彩陽 / デザイン - 結城信輝 / 初登場 - 『2202』第17話
波動実験艦「銀河」艦長。三等宙佐。藤堂平九郎の娘。2176年11月14日生。27歳（『2202』）→29歳（『2205』）→30歳（『3199』）。
ガミラス戦争初期に母・千晶（声 - 杉山佳寿子）が自殺したことから、優しさや思いやりといった感情を弱さと結び付け、切り捨てようとしている。
AIの判断を地球人類を生き延びさせるための最善策として実行していたが、心の奥底では逡巡し続けており、山南からヤマト救出の支援を打診された際には、地球を捨てて人類の遺伝子を他の惑星へ持っていく「G計画」との間で逡巡し、最終的に指揮AIを破壊してヤマト救出を決断する。
第19話・第21話には家族写真が登場するが、ここに描かれる少女時代の早紀は『ヤマトIII』に登場する藤堂平九郎の孫娘・晶子のイメージを設定書で指示されている。
神崎恵（かんざき めぐみ）
声 - 林原めぐみ / デザイン - 山岡信一 / 初登場 - 『2202』第18話
波動実験艦「銀河」副長。一等宙尉。2166年12月4日生。36歳（『2202』）→38歳（『2205』）→40歳(『3199』)。
早紀の理解者であり、彼女を公私にわたって支えている。時期は不明であるが、結婚歴があり夫と娘が亡くなっている。
市瀬美奈（いちのせ みな）
声 - 黒沢ともよ / デザイン - 山岡信一 / 初登場 - 『2202』第18話
波動実験艦「銀河」航海長。三等宙尉。2182年9月8日生。20歳（『2202』）→23歳（『2205』）。
右目の隠れがちなショートボブの女性。
他の銀河クルーと同様、人類存続のためには自らを道具とすることも是とする性格で、反応速度の鈍い生身の身体を機械に置き換えることすら望んでいる。ガトランティスが人間的と分析する。
日下部うらら（くさかべ うらら）
声 - 小宮有紗 / デザイン - 山岡信一 / 初登場 - 『2202』第19話
波動実験艦「銀河」戦術長。三等宙尉。2181年4月9日生。21歳（『2202』）→24歳（『2205』）。
科学者兼軍人である茶髪の女性。
指揮AI / ブラックアナライザー
声 - チョー / 初登場 - 『2202』第19話
波動実験艦「銀河」指揮AI。
アナライザーの発展形である型番「AU13」のロボット。時間断層内のAIとリンクすることで常にAIを最新状態にアップデートされている。銀河の戦術プランを策定するが、その内容は合理的ながらも非情。
ホワイト・アナライザー
声 - チョー / 初登場 - 『2202』最終話
ブラックアナライザーの後任。型番は同じだが、権限は大きく制限されている。

#### 補給母艦「アスカ」
森雪（もり ゆき）
艦長（『2205』）。元ヤマト船務長。

南部康雄（なんぶ やすお）
副長兼戦術長（『2205』）。元ヤマト砲雷長。

桐生美影（きりゅう みかげ）
技術科士官（『2205』）。元ヤマト技術科員。

自見壮介（じみ そうすけ）
初登場 - 『2205』第2話
航海長。一等宙尉。2177年5月21日生。28歳（『2205』）→30歳（『3199』）。
南部の航宙軍士官候補生学校の同期であり、南部の肝いりでアスカへの乗艦することになった。娘が2人いる。また、『3199』でアスカ艦長となった北野誠也とは旧知の間柄であり、ガミラス戦争時には彼が副長を務める村雨型宇宙巡洋艦に乗艦していた。
職人気質の仕事の鬼で、艦橋では一切私語を発さないとされ、実際に『3199』第10話現在までセリフどころか声を出したシーンも一切ない。一方でプライベートでは2児の父として娘たちを溺愛している。
柏木紗香（かしわぎ さやか）
主任レーダー手（『2205』）。元ヤマト船務科員。

永倉志織（ながくら しおり）
空間騎兵隊第65任務部隊小隊長。

キャロライン雷電（きゃろらいん らいでん）
空間騎兵隊第65任務部隊員。宇宙防衛大学第38期生。

北野誠也（きたの せいや）
声 - 鳥海浩輔 / 初登場 - 『3199』第1話（『2205』でも第2話などで映る土門達の集合写真にて登場）
第二代艦長。二等宙佐。2171年8月8日生。36歳。
北野哲也の兄。ガミラス戦争時代、ヤマト計画の選抜メンバーの一人だったが、火星沖海戦で深手を負ったためヤマトには乗艦しなかった。後遺症のため身体の半分近くが機械化されている。
ガミラス戦後は宇宙防衛大学で教官を務めており、土門竜介らも彼の指導を受けている。藤堂の要請を受け、防大38期を最後に教職を退き、オペレーションDADの要として現場復帰し、アスカ艦長に就任する。

#### 戦闘空母「ヒュウガ」
真田志郎（さなだ しろう）
艦長（『2205』）。元ヤマト副長兼技術長。

篠原弘樹（しのはら ひろき）
航空隊隊長（『2205』）→艦長（『3199』）。元ヤマト航空隊副隊長。

太田健二郎（おおた けんじろう）
航海長（『2205』）。元ヤマト気象長。

相原義一（あいはら よしかず）
船務長（『2205』）。元ヤマト通信長。

星名百合亜（ほしな ゆりあ）
船務科・主任レーダー手（『2205』）。元ヤマト船務科員。

坂巻浪郎（さかまき なみお）
戦術長（『2205』）。

田熊猛（たくま たけし）
航空隊副隊長。元ヤマト航空隊員。

袴田邦彦
航空隊員。元ヤマト航空隊員。

五十嵐徹
航空隊員。元ヤマト航空隊員。

大島夏樹（おおしま なつき）
航海長（『3199』）。元ヤマト航海科員。

松井里水（まつい さとみ）
技術長兼通信長（『3199』）。元ヤマト技術科員。

柏木紗香（かしわぎ さやか）
船務長（『3199』）。元ヤマト船務科員。

### 民間人
古代剛 / 古代紀子
声 - 森田順平、津田匠子 / デザイン - 山岡信一 / 初登場 - 『2199』第14話
旧古代武夫・古代あき子。古代守・進の両親。
古代芳雄 / 古代真希
声 - 板取政明、三浦綾乃 / デザイン - 山岡信一 / 初登場 - 『2199』第14話
古代守・進の叔父夫婦。
上記4名はいずれも『2199』第14話の幻覚の中に登場。遊星爆弾の攻撃で亡くなっている。
島沙織
声 - 三浦綾乃 / デザイン - 結城信輝（原案）、山岡信一（クリンナップ） / 初登場 - 『2199』第7話
島大介・次郎の母。
太陽系赤道祭での交信の際は、親戚の見舞いに行っていたためタイミングが合わず、次郎に呼ばれて慌てて駆け付けたものの姿が画面に映って名前を呼んだだけで交信が終了してしまった。
漫画版第4巻では「糸数の小母さん」の見舞いから帰ってきたが、声だけで姿は画面に映らなかった。
『2202』では本編には未登場だが、第15話〜第18話（テレビ放送では未使用）のED映像にて、若い頃の姿が幼き日の大介とともに描かれている。また、小説版『2202』では本編内に登場している。
島次郎（しま じろう）
声 - 小松未可子 / デザイン - 山岡信一 / 初登場 - 『2199』第1話
旧島次郎。島大介の弟。8歳（『2199』）→17歳（『3199』）。
森雪による子供達へ地球の現状の説明を聞くシーンで初登場。その後、出発前の大介に、母から預かった「航宙安全お守り」を届けた。太陽系赤道祭での交信の際は家で留守番をしていたため、大介と話せた。
漫画版では、第4巻での太陽系赤道祭の交信のシーンで旧作同様にヤマトの模型を作っている。
『3199』では高校生に成長して登場。加藤家とは同じマンションの住人で、翼の面倒をよく見ている。
徳川太助（とくがわ たすけ）
徳川彦左衛門の次男。

徳川アイ子（とくがわ あいこ）
声 - 小松未可子 / デザイン - 山岡信一 / 初登場 - 『2199』第2話
旧徳川アイ子。彦七と菊子の娘で、彦左衛門の孫。会話ができる程度の年齢の幼児。
ヤマトの出航前、家を出発する彦左衛門を家族とともに見送る。太陽系赤道祭の折、叔父の太助と一緒に彦左衛門と交信する。『2205』では太助が持つ写真内に登場。『2202』では本編には未登場だが、第15話〜第18話（テレビ放送では未使用）のED映像にて、むらかわみちおによりやや成長した姿が描かれている。むらかわによると、小学校に上がった程度の年齢を想定して描いたとのこと。
漫画版では彦七・菊子は登場しないが、太助とアイ子はアニメ版同様に第4巻の太陽系赤道祭での地球との交信の場面に登場している。
徳川彦七（とくがわ ひこしち） / 徳川菊子（とくがわ きくこ）
声 - 吉開清人、三浦綾乃 / デザイン - 山岡信一 / 初登場 - 『2199』第2話
旧徳川彦七・菊子。徳川彦左衛門の長男夫婦で、アイ子の両親。
父を心配し、ヤマトへの乗艦に反対していた。食糧配給が滞り気味のため、闇物資に手を出している。
漫画版では徳川を家族で見送る場面は登場せず、家から出てくる徳川を薮が家の前で待っていた。
南部康造（なんぶ こうぞう）
声 - 松本忍 / デザイン - 結城信輝（原案）、山岡信一（クリンナップ） / 初登場 - 『2199』第7話
南部康雄の父で、登紀子の夫。南部重工大公社の社長。
息子がヤマトに乗艦することを快く思っておらず、太陽系赤道祭での交信の際は「会社を継ぐ気はない」と言った康雄に対し、「お前は私の言うことだけを聞いていればいいんだ！」と言い放つ。『2202』では第2話のアンドロメダ級進宙式に参列者として1カット映っているほか、同話のキーマンの見ている写真にも小さく写っている。
『3199』では主要人物として登場。藤堂信乃とともにデザリアムに与する。
南部登紀子
声 - 榊原奈緒子 / デザイン - 結城信輝（原案）、山岡信一（クリンナップ） / 初登場 - 『2199』第7話
南部康造の妻で、康雄の母。
太陽系赤道祭での交信の際にの見合い写真を見せるなど、若干親馬鹿な面があるが、夫が暴言を放った際は咎めてもいる。交信終了間際に康雄に必ず帰るよう懇願する。『2202』では第2話でキーマンの見ている写真に小さく写っている。
夫婦共々、康雄と同じく眼鏡をかけている（デザインは3人それぞれで違う）。
漫画版では髪形が異なっているほか、服装が和服から洋服に変わっている。夫を制止しつつも、息子を行かせたくなかったという思いを涙ながらに吐露している。
加藤一徹
声 - 千葉繁 / デザイン - 結城信輝（原案）、山岡信一（クリンナップ） / 登場 - 『2199』第7話
加藤三郎の父。
髪型や容姿は息子と良く似ている。寺の住職をしており、息子に後を継いでほしいと思っている。口数の少ない厳格者で、太陽系赤道祭での交信の際は、終了間際にただ一言「生きて帰って来い」とだけ言っている。
加藤真琴
加藤三郎の妻。

加藤翼（かとう つばさ）
声 - 高森奈津美 / デザイン - 山岡信一 / 初登場 - 『2202』第2話
加藤三郎・真琴の息子。2200年8月23日生。2歳半（『2202』）→5歳（『2205』）→7歳（『3199』）。
満1歳の時に「遊星爆弾症候群」を発症し、月面の医療施設で治療を受けている。ガトランティス戦争中、三郎がガトランティスとの取引で治療薬のデータを手に入れたため、完治する。『2205』では真琴と共に出航ヤマトを見送っている。『3199』ではいちぎょう小学校に通っており、転入してきたデザリアム人のフルールと交流する。
相原の両親
相原義一の両親。旧作と異なり、相原のセリフのみで劇中には登場しない。『2199』最終話で地球との通信が回復した際に父親が亡くなったことが伝えられた。旧作では両親ともに老年だったが、本作では母親が老母とのみ表現がされていて父親は不明。
漫画版第6巻ではリンケの幻惑による相原義一の記憶の中に登場し、父親がヤマト抜錨以前に闇物資の摘発で重体となっている。
ロバート・レドラウズ
声 - 土師孝也 / デザイン - 山岡信一 / 初登場 - 『2202』第3話
『2202』第3話から第9話まで登場。古代アケーリアス文明の遺跡の調査を行っている大学教授。
第十一番惑星で遺跡調査許可の申請を土方に提出するが却下される。その後、ガトランティスの襲撃に際してヤマトに救助されるが、実はすでに一度死亡しており、ガトランティスによって蘇生体となっていた。第8話・第9話において無断でシュトラバーゼのアケーリアス遺跡へ赴き、ズォーダーの依り代となって古代と会話した後、自爆する。
桂木透子（かつらぎ とうこ）
レドラウズの助手。

イリィ・ポジェット
声 - 青木志貴 / デザイン - 山岡信一 / 初登場 - 『2202』第3話
第十一番惑星に住む緑色の髪をしたガミラス人の少女。地球暦換算で2196年8月28日生。
ガトランティスの襲撃で兄を含む家族を失う。他の住民とともにヤマトに救助され、その後ガミラス艦に移乗して地球へ向かうが、ガトランティスの蘇生体の潜伏を軍が危惧したため、他の避難民ともども月で隔離されている。
滅びの方舟の攻撃で月が半壊したためその後の生死は不明であったが、ガトランティス戦役から3年が経った『2205』の第2話にて再登場し、生存していることが明かされた。ガトランティス戦役後に地球在住の資格を得たとされている。『3199』でも地球に在住しているが、デザリアムの謀略によって起こったガミラス排斥運動の煽りを受けてしまう。
初期案では兄ともども地球人の設定だった。また、苗字は『2205』にて明らかにされた。
香坂芳郎（こうさかよしろう）
声 - 岩田光央 / 初登場 - 『3199』第1話
新都郊外にある「いちぎょう小学校」の教師で、加藤翼の担任。
揚羽幹雄（あげは みきお）
声 - 里卓哉 / 初登場 - 『3199』第5話
揚羽武の父親。大企業「揚羽グループ」の会長。地球に浸透していくデザリアムとは距離を置いて、藤堂らに同調し、パルチザンを密かに支援している。

## イスカンダル
大マゼラン銀河サレザー恒星系第4惑星に存在する王国。かつては大マゼラン銀河を支配するほどの強大な軍事力を持っていたが、現在では宇宙の星々に救済をもたらすことを使命としている。
本作ではガミラス人にとっての崇拝対象となっており、第三皇女であるユリーシャ（に仕立てられた森雪）に対してデスラーが公の場では敬称を付けるほど、権威を持っている。一方、セレステラのように「自分では動かず他人を試すだけ」と忌み嫌っている者もいる。
スターシャ・イスカンダル
イスカンダル星女王。

サーシャ・イスカンダル
デザイン - 結城信輝 / 初登場 - 『2199』第1話
スターシャの長妹でユリーシャの姉。イスカンダル第二皇女。2199年1月17日没。
地球へ波動エンジンの核「波動コア」を届けに来たが、火星に不時着して死亡。発見した古代と島によって埋葬され、墓碑銘には「遠き星よりの使者、ここに眠る」と刻まれた。
本作では衣装が変更されたほか、地球への2人目の使者という設定へ変更された。旧作での地球人類へのメッセージカプセルも、「波動コア」にメッセージが同封されているという設定になっている。
『2205』で、コスモリバースシステムの応用により、スターシャと古代守の因子を組み込んで娘として再生される。この因子によりイスカンダル星の自爆後も生き残ることになったサーシャを、スターシャは家族だと主張する義弟の古代進に託した。
ユリーシャ・イスカンダル
声 - 桑島法子 / デザイン - 結城信輝 / 初登場 - 『2199』第20話（第14話でも幻影の中で登場し、それ以前にも第11話で正体不明の幽霊として登場）
スターシャの末妹。イスカンダル第三皇女。地球人基準で19歳相当の外見(年齢不詳)。もっとも、サーシャとともに地球に派遣するために受肉した幼い子とされているので、2198年段階でエレメントの状態から受肉して2-3年しか経っていない可能性が高い。
容貌は雪に瓜二つだが、髪の分け方が左右反対であり、色も若干薄い。また、瞳が薄紫色である。
物語開始の1年前、スターシャから1人目の使者として次元波動エンジンの設計図や地球人類へのメッセージを託されて地球を訪れ、その後死亡したとされていた。しかし、実際にはヤマトの道案内をする予定だったところ、事故かテロ（真相は不明）によって意識不明状態となってしまい、急遽肉体をヤマトの自動航法装置内に中枢として収め、その記憶情報から航路情報を抜き出し、それをユリーシャからもらった航路図と偽ってヤマトは航海していた。これらの事実はすべて中央司令部の命令により隠蔽されたが、後に沖田の独断でヤマト乗組員へ公表された。
リンケによるヤマト捕獲作戦時、意識のみが百合亜に憑依する。その後、七色星団海戦中に敵兵に銃撃される星名の姿を見た百合亜が意識を取り戻すと同時にユリーシャの意識は本体へ戻り、完全に目覚める。
波動エネルギーを武器へ転用した地球人に懸念を示し、沖田との会談では物静かで思慮深い面を見せる一方で、普段の生活における性格や言動は無邪気で、玲やメルダを振り回している。物事について「はてな？」と問う口癖や、右手で髪を弄る癖があり、百合亜への憑依中もその癖を見せている。
自分の役割はヤマトについて見聞きした事柄をスターシャに伝えることのみであると自覚していたが、スターシャがヤマトへのコスモリバースシステム譲渡に難色を示した時、波動砲はヤマトがその身を守るためのものと主張して譲渡を願い出る。その後、デスラー政権崩壊後のガミラスとイスカンダルの橋渡しとなるためメルダを従者としてガミラスへ移住する。このシーンは『追憶の航海』のエンディングで見られる。
デザリアムからの襲撃に対してイスカンダル星を自爆させたために存在を維持できなくなったユリーシャは、姪のサーシャを古代進に託し、アベルト・デスラーの腕の中で消失していくスターシャを見守りつつ、消失した。
サーシャ・イスカンダル・古代 / 真田澪（さなだ みお）
声 - 潘めぐみ（『3199』） / 初登場 - 『2205』最終話
スターシャと古代守の間に生まれた娘。

## 大ガミラス帝星
大マゼラン銀河サレザー恒星系を拠点とする軍事星間国家。大小マゼランの統一を成し遂げ、天の川銀河まで版図を拡大しつつある。
旧作の物語序盤と同様に、一部の人物に肌が青くない者が存在するのは、「ガミラスが植民地化した惑星の人々を帝国へ取り込んでおり、肌が青くないシュルツなどは植民地出身の二級市民」という設定が追加されたためである。

### 国家元首
アベルト・デスラー
総統。

レドフ・ヒス
デスラー政権崩壊後に臨時首班となる。その後、内務省長官（『2202』）を経て、『2205』では民主政府の首相となる。

### デスラー親衛隊
元はアベルト・デスラーの私設警護団だったが、現在では独自の警察機構と軍隊を持つ準軍事組織まで成長している。『2199』終盤では、ゼーリックのクーデター未遂によって戦力配置がズタズタになったのを奇貨として本星の残存艦隊を牛耳り、国軍に成り代わる存在になっている。親衛隊独自の航宙艦隊＜航宙親衛艦隊＞を編制しており、その乗組員はすべてランクごとに分けたクローン兵である。
ハイドム・ギムレー
声 - 森田順平 / デザイン - 結城信輝 / 初登場 - 『2199』第8話
親衛隊長官。39歳相当。座乗艦は航宙親衛艦隊旗艦であるハイゼラード級航宙戦艦「キルメナイム」。
オールバックの前髪を一部垂らした髪型と細目が特徴。親衛隊が国軍の地位を奪う機会を狙っている。また、麾下に秘密警察を有し、デスラーからは国内の反乱分子の摘発において全権を任されている。しかし、嫌疑がかかった者を問答無用で拘束する強引なやり方や、属州惑星の一つである惑星オルタリアでの反乱発生時に先住民を逃げ遅れた移民団ごと殲滅する冷酷さなどから、ディッツやタラン兄弟などの穏健派からは反感を買っている。ギムレー自身は国家の本質は秩序だと考えており、「疑わしきは罰せよ」を鉄則としている。言葉遣いは嫌味かつ慇懃無礼な敬語で、時々言葉尻がオネエ言葉になることがある。
デスラー暗殺（未遂）事件の際は無実の罪を着せられたドメルを告発し、冤罪判明後も、七色星団海戦に際してドメルに親衛隊から戦力を割くこともなく、どこまでも非協力的な姿勢を示す。ヤマトのガミラス突入の際には国軍に代わって防衛を担当し、航宙親衛艦隊を指揮してヤマト迎撃に当たるが、艦隊を本星ではなく第二バレラス手前に展開させるなどその防衛行動は形だけのもので、ヤマトの帝都侵入を見逃す。その後、雪とノランの工作による第二バレラスの誘爆によって発生した爆炎に艦隊が巻き込まれて全滅していく中、冷静に死を悟りながら座乗艦である「キルメナイム」ともども巻き込まれた。
しかし『2202』で生きていたことが判明し、右目に大きな傷を負った状態で再登場する。母星の寿命で滅びが近づくガミラス民族を救うには強権による民の統制が不可欠であると信じており、デスラー体制派の正体不明の指導者として、デスラーの甥であるランハルト（クラウス・キーマン）を御輿にして独裁体制復活を目指していた。その途中でデスラーの生存が判明したことで、再びガミラスの指導者に迎え入れることをデスラー本人に提案し、合わせてクーデターの用意を進めていたが、御輿にしようとしていた当のキーマンが現政権派に属するスパイだったため、自身の存在が露見して逮捕される。その際にはデスラーによる独裁体制こそに未来があると主張し、このままではガミラスは滅ぶと嘆いていた。
なお『2202』ではデスラー体制派の指導者は当初ギムレーではなくヒスの予定だったが、「これではあまりにもヒスが悪人過ぎる」と判断されたために没となり、ギムレーに白羽の矢が当てられて再登場する運びとなった。
パレン・ネルゲ
声 - 小野塚貴志 / デザイン - 出渕裕（原案）、山岡信一（クリンナップ） / 登場 - 『2199』第10話
親衛隊士官 / 情報将校。大尉。
士官用クローン体の1人。思想指導将校として巡洋戦艦EX178に乗り込んでいたところ、次元断層の事故に巻き込まれる。二等ガミラス人である艦長のラングに対して露骨に見下す態度を取っており、彼がヤマトと共に次元断層からの脱出を提案した際にも反発する。独断でメルダを見捨ててヤマトの脱出を妨害し味方を呼び寄せ、ラングを「反逆者」と呼んで銃を向けるが、直後に彼の部下により射殺される。
『追憶の航海』の同エピソードでは、彼の存在は省略され、登場カットすべてから除去されている。
ドーラ・ネルゲ
声 - 寸石和弘 / デザイン - 出渕裕（原案）、山岡信一（クリンナップ） / 初登場 - 『2199』第15話
親衛隊士官 / 航宙親衛艦隊旗艦「キルメナイム」艦長。大佐。
パレン・ネルゲと同タイプの士官用クローン体。ヤマトがサレザー星系に到達した際には、ギムレーの下、前衛空母艦隊に指示を出していたが、その後第二バレラスの爆発によって発生した爆炎に乗艦が巻き込まれ戦死する。爆炎に呑み込まれる直前には、死を悟ったギムレーとは対照的に退避を命じるなど最期まで焦った様子を見せている。
ハルツ・レクター
声 - 増田隆之 / デザイン - 山岡信一 / 初登場 - 『2199』第23話
親衛隊士官 / 総統座乗艦「デウスーラII世」艦長。大佐。
親衛隊幹部ではあるが、クローン体ではない。
第二バレラス崩壊時にデスラーやヴェルテとともに間一髪脱出し、亜空間回廊内でヤマトに攻撃を仕掛ける。
女衛士
声 - 三浦綾乃、杉浦奈保子 / デザイン - 草彅琢仁（原案）、山岡信一（クリンナップ） / 初登場 - 『2199』第6話
デスラーの傍に仕える2人の女衛士。髪型は片方はストレートで、片方はウェーブがかかっている。
親衛隊の女性隊員から容姿、知性、身体能力の優れた者が選抜される。ヒスを見下しており、彼がセレステラに話題を振られうろたえた際は嘲笑していた。また、セレステラのことも、表面上は敬語で接しているが、裏では「成り上がりのジレルの女」と見下している。『2199』第23話ではデスラーと共にデウスーラII世で総統府から脱出。亜空間回廊内での白兵戦では他の女衛士2名とともにデスラーの護衛を担い、セレステラや雪を銃撃する。

### 政府（ガミラス）
レドフ・ヒス
声 - 秋元羊介 / デザイン - 結城信輝 / 初登場 - 『2199』第6話
副総統。54歳相当。
禿げ頭と充血した目が特徴の男性。軍事面以外を統括する閣僚で、表向きは帝国No.2の人物だが、実権はほとんどゼーリックやギムレーに掌握されている上、総統への卑屈な態度ゆえに部下からは蔑まれており、「お飾りの副総統」と貶されている。ただし政治的手腕、特に内政面の手腕は本物で、拡大政策を続ける帝国の国家運営を行政面から支えている人物と設定されている。
旧作では軍人だったが、本作では内務省出身の文官へ変更されている。また、旧作ではヤマトとの和平をデスラーに進言して射殺されたが、本作では薮同様に最後まで死亡しなかったキャラクターの一人となっている。
『2205』では2話と3話に登場、一人でも多くのガミラス臣民を救うべく、崩壊するガミラス星に踏みとどまって退避の指揮を執り続けた結果脱出の機会を失い、旧総統府諸共マグマに飲み込まれ死亡した。
ヴェルテ・タラン
声 - 青山穣 / デザイン - 結城信輝 / 初登場 - 『2199』第8話
軍需国防相。ガデル・タランの兄。42歳相当。
軍需省と国防総省のふたつの組織の長官を兼任している優秀なテクノクラートであり、デスラーの信任も厚く、思慮深い哲学的な文官肌の人物。ディッツと並び現実的な思考の持ち主で、親衛隊による恐怖政治が日常茶飯事となっている帝都の現状を嘆いている。
旧シリーズにおけるタランは『さらば』以前と『ヤマト2』以降でデザインが変更されているが、本作ではその両方が兄弟として登場する。ヴェルテは変更前のデザインをベースにしており、旧シリーズのタランの役目を引き継ぎ、最後までデスラーに付き従う。
ミーゼラ・セレステラ
声 - 茅原実里 / デザイン - 結城信輝 / 初登場 - 『2199』第6話
宣伝情報相。ジレル人。
淡青灰色の肌、尖った耳、切れ長の目、そしてオールバックのショートヘアの女性。ガミラスではたった2人しかいないジレルの生き残りの1人で、脆弱ではあるがジレル人特有の精神感応波を放つ能力を持つ。非ガミラス人でありながらデスラーの側近を務めており、情報機関を統轄し、各方面軍の戦況をデスラーへ報告するほか、政府の政策を国民に宣伝し、世論統一に辣腕をふるっている。
幼少期に非ガミラス人という理由だけで同郷のリンケとともに収容所に収監されていたところをデスラー自らの手で救われたことから、彼を自らの生きる証とし、絶対の忠誠心を誓っている。その出自から、「ジレルの魔女」と渾名され、ガミラス人の多くからあまり快く思われていないが、当のセレステラも、忠誠心はあくまでもデスラー個人に対するものであり、他の閣僚はおろかガミラスそのものにも全く執着を見せていない。また、「自ら手を汚して共栄圏を築く」デスラーへの忠誠心はあるが、「動かずに試すだけ」なイスカンダル人のことはむしろ嫌っており、特にスターシャに対しては嫉妬にも似た感情を抱いている。
ガミラス本星戦でデスラーに捨てられてしまい、デスラー政権崩壊後、ガミラスに居場所を失って出奔し、ヤマトに救助されるが、デスラーの死を信じられずに項垂れる。しかし、デウスーラII世との白兵戦中、デスラーの生存を知り、狂喜して彼の下へ駆けつけるが、突然の精神感応波を受けたデスラーから咄嗟に銃撃される。失意のままに彼への想いを述べながら自殺を図るが、直前に女衛士に銃殺される。
漫画版ではリンケと同性愛的な関係にあり、私的には「ミーゼ姉様」、「ネル」と呼び合っている。
小説版では大きな変更はないが、亜空間ゲート内での戦闘ではデスラーに撃たれた際に絶命しており、雪がかばう対象がセレステラから古代に替わっている。
マルド・ヴォッテル
声 - 石上裕一 / デザイン - 結城信輝（原案）、山岡信一（クリンナップ） / 初登場 - 『2199』第8話
総統府官房長。大将。
紺色の髪の男性。制服は薄い緑色地に黒の対点線。デスラー政権の政治的メッセンジャーを務める。立場上、閣議やドメルの叙勲式・追悼式にも参加しているため、閣僚の中では比較的出番が多い。第22話の閣議では、サレザー星系外縁まで到達したヤマトが、「惑星を破壊しうる兵器」（波動砲）を有していることに懸念を示している。
『2202』では、第15話における回想シーンで登場。
バノム・ベッシュ
デザイン - 結城信輝（原案）、山岡信一（クリンナップ） / 初登場 - 『2199』第8話
内務相。第8話にてギムレーの後ろに立っているカールした特徴的なモミアゲを持つ男性。制服はオレンジ地に黒の対点線。
『2202』では、第15話における回想シーンで登場。
ローグ・モラム
声 - 矢野正明 / デザイン - 出渕裕（原案）、山岡信一（クリンナップ） / 初登場 - 『2199』第8話
法務相。細い目と刈り上げた髪が特徴の男性。制服はオリーブ色地に黒の対点線。
『2202』では、デスラー体制派に属している。
ゲラン・モーレン
デザイン - 結城信輝（原案）、山岡信一（クリンナップ） / 初登場 - 『2199』第8話
国民管理相。第8話にてゼーリックの真後ろに立っている垂れ目で非常に細面の男性。制服は明るいクリーム色地に黒の対点線。
ヒドレ・ザルメ
デザイン - 出渕裕（原案）、山岡信一（クリンナップ） / 初登場 - 『2199』第8話
支配統治相。第8話にてギムレーの後ろに立っている顎鬚を生やした強面の男性。小マゼラン大管区を始めとする各大管区を管理する立場である。制服は黄色地に黒の対点線。
『2202』では、デスラー体制派に属している。
トール・トード
声 - 藤沼建人 / デザイン - 結城信輝（原案）、山岡信一（クリンナップ） / 初登場 - 『2199』第8話
労働相。小さい目が特徴の男性。制服は黄色地に黒の対点線。
『2202』では、デスラー体制派に属している。
メドム・ナーキン
デザイン - 結城信輝（原案）、山岡信一（クリンナップ） / 初登場 - 『2199』第8話
財務相。細い顎が特徴の男性。制服はオレンジ地に黒の対点線。
『2202』では、デスラー体制派に属している。
ドラム・ボシュレム
声 - 吉開清人 / デザイン - 結城信輝（原案）、山岡信一（クリンナップ） / 初登場 - 『2199』第8話
国防次官。ヴェルテ・タランの国防総省における部下。第8話にてガル・ディッツの後ろに立っている肥満体型の男性。制服は灰緑色地に黒の対点線。
『2199』第22話の閣議では、第二バレラスにいるヴェルテ・タランに代わって出席している。
『2202』では、第15話における回想シーンで登場。
ドーテム・ゲルヒン
声 - 中村浩太郎 / デザイン - 山岡信一 / 登場 - 『2199』第8話
旧下品なガミラス武将。食料資源省・食料生産管理局長。
肥えた体躯で禿頭とちょび髭が特徴。制服は茶色地に黒の対点線。ガミラス帝国建国祭の総統パーティーへの出席を初めて許されたが、生来の酒癖の悪さが仇となり、ヤマトを自ら罠にはめておきながら「健闘を祈る」とするデスラーのジョークに対し、酔ってつまらない駄洒落でツッコミを入れたため、デスラーにより床下へ落とされて処刑される。
なお、「ドーテム・ゲルヒン」という名前は、デザイナーの山岡信一がお遊びで入れた「ゲヒン将軍」から発展したものである。
ゼニス・ダッハ
デザイン - 出渕裕（原案）、山岡信一（クリンナップ） / 初登場 - 『2199』第8話
帝国銀行総裁。第8話にてセレステラの後ろに立っている男性。制服はクリーム色地に黒の対点線。

#### 植民惑星
ガリス・ノロップ
デザイン - 出渕裕（原案）、山岡信一（クリンナップ） / 初登場 - 『2199』第8話
小マゼラン大管区総督。恰幅の良い初老男性。
リベル・ドロッペ
声 - 原田晃 / デザイン - 出渕裕（原案）、山岡信一（クリンナップ） / 登場 - 『2199』第15話
ノルド大管区・惑星オルタリア総督。
オルタリアにて原住民のオルタリア人の民族主義者に反乱を起こされ、首都を制圧されながらも辛くも脱出する。その後は航宙親衛艦隊旗艦「キルメナイム」に乗り込み、艦橋でギムレーに逃げ遅れた移民団の避難と保護を懇願するが、「この星（オルタリア）は焼き尽くしましょう」と告げられて愕然とする。最後は「帝国と総統に反旗を翻す存在は、大ガミラスの版図に存在してはならない」とオルタリア殲滅の理由を述べるギムレーに「総統への忠誠を欠いたあなたもですよ、総督」と突き離された挙句、彼の部下に射殺された。

#### 駐地球大使館
地球とガミラスとの間で和平条約が締結されたのに伴い、『2202』時点において存在する新部署。
ローレン・バレル
声 - てらそままさき / デザイン - 結城信輝 / 初登場 - 『2202』第2話
地球大使（在地球ガミラス大使）。
文官肌の思慮深い人物ながら、優れた外交能力を有し、地球の動向の把握に努めている。
テレザート星の謎を探るため、部下のキーマンをヤマトに送り込み助力させる。また自らも地球連邦政府に働きかけ、ヤマトを陰ながら支援する。キーマンと同じく立場・目的がはっきりしない人物として描かれていたが、第16話で現政権に属する保安情報局に所属している人物であり、キーマンにデスラー体制派の首謀者を突き止める任務を与えていたことが明かされる。本星のデスラー体制派が一掃された後も、地球大使として地球圏に残留している。
第20話ではゼルグート級に搭乗し、バーガー指揮下の空母打撃群や多くのガミラス艦艇と共に出撃し、第21話で火星の防衛戦線に参戦する。第22話では、ヤマトと共に帰還したキーマンからデスラーの真意を聞かされ、ガミラス人の移住先を見つけるという難事業を前に有能な人材を失いたくないと言いつつ、キーマンのヤマト残留を認める。同時に彼の態度や反応を見て「可愛げが出てきた」と言ってからかっていた。第23話では、ガミラス艦隊を率いてガトランティスとの最終決戦に臨んだ。
Amazon限定版BD第2巻の特典CDドラマでは、無類の猫好きであることや、変装して地球の猫カフェを訪れるなどの私生活が明かされている。
クラウス・キーマン
地球駐在武官。バレルの部下。

### 帝星国防軍
ガミラスの国軍。最高司令官は総統が兼任している。

#### 軍首脳部
ヘルム・ゼーリック
声 - 若本規夫 / デザイン - 結城信輝 / 初登場 - 『2199』第8話
中央軍総監。国家元帥。47歳相当。
眉無しでエラの張った顔立ちに顎まで伸びたモミアゲが特徴で、スカーフ付という独自の軍服を着用した大柄の男性。一人称は「我輩」で、仰々しい物言いをし、語尾によく「である」と付ける。軍政面においてはデスラーに次いで実質No.2の地位にある人物で、自身の腰巾着であるゲールを銀河方面作戦司令長官に据えるだけの権勢を持つ。一方で、軍事面に関しては大艦巨砲主義を好み、「数こそ力」「歴史とは犠牲の上に築かれるもの」という思想を持つ。ガミラス軍の強大さに慢心とも言えるほどの自信を持っており、それをディッツからたしなめられることもある。
ガミラス大公国時代から続く貴族の家柄で、本人も生粋の純血主義者である。そのため、貴族制度が撤廃されて二等ガミラス人制度が導入されている現体制には、不満を持っている。ディッツとは折り合いが悪く、彼の部下で国民的人気を持つドメルのことも疎んでいる。また、異民族でありながらデスラーの信頼を得ているセレステラのことも嫌っている。
旧貴族社会復権のために帝国の実権の掌握を目論み、総統座乗艦を爆破してデスラーを暗殺し、その罪をディッツとドメルに被せて更迭する。その後、観艦式開催という名目で各方面からバラン星に集結させた1万隻以上の艦隊の前でデスラーの死を公表し、それを秘匿する中央政府の打倒を呼びかけるが、暗殺したはずのデスラー本人から通信が入り、自身こそが暗殺の真の首謀者である事実を暴露され、ゲールに射殺される。
ガル・ディッツ
声 - 堀勝之祐 / デザイン - 結城信輝 / 初登場 - 『2199』第8話
航宙艦隊総司令官。提督。メルダ・ディッツの父。55歳相当。
ガミラス軍の艦隊運営の最高責任者で、ゼーリック麾下の内惑星守備艦隊、キーリング麾下の警務艦隊、ギムレー麾下の航宙親衛艦隊を除く全艦隊を指揮下に置く。眉無しでモミアゲと口髭が繋がった顔立ちに、右眼を縦に一閃した傷痕が特徴。版図拡大に邁進するゼーリックや、傍若無人な振る舞いを見せる親衛隊とその長官であるギムレーに反感を抱いている。
ドメルと共にデスラー総統暗殺（未遂）事件の首謀者であるとの嫌疑をかけられ、身柄を拘束されて収容所惑星レプタポーダに送られる。ドメルとは異なり真相解明後もレプタポーダに拘束されていたが、メルダたち反体制派に救出されて収容所の暴動を指揮する。その後、ヤマト艦内で沖田たちとの会談に臨んだが、共闘までには至らず連絡将校としてメルダを置くにとどまり、ヤマトと別れて他の収容所惑星の解放に向かう。ガミラス本星における戦いでデスラーの敗北後に帰還。ガミラス残存艦隊に召還命令を出し、それに従わなかったゲール艦隊にUX-01を差し向ける。
『2205』では、茶色塗装のゼルグート級に乗艦し、艦隊を率いてガルマン星の防衛をデスラーから引き継ぐ。
ガデル・タラン
声 - 中村浩太郎 / デザイン - 出渕裕（原案）、山岡信一（クリンナップ） / 初登場 - 『2199』第8話
参謀次長。中将。ヴェルテ・タランの弟。40歳相当。
昔ながらの軍人気質な人物で、忠義に厚い。
デザインは、変更前のベースとするヴェルテに対し、変更後をベースにしている。
『2205』では、デスラー艦隊司令としてデスラーを支える。
ネルン・キーリング
声 - 櫛田泰道 / デザイン - 出渕裕（原案）、山岡信一（クリンナップ） / 初登場 - 『2199』第8話
旧キーリング。参謀総長。上級大将。
第8話にてガデル・タランの右隣に立っている男性。ガデル・タランの直属上官で、国防軍参謀本部を仕切り、各方面軍や警務艦隊を指揮下に置いている。
『2202』では、デスラー体制派に属している。
『III』とは容貌が大きく変更されており、オールバックで目つきがやや悪い中年となっている。
ダール・ヒステンバーガー
声 - 一ノ渡宏昭 / デザイン - 出渕裕（原案）、山岡信一（クリンナップ） / 初登場 - 『2199』第8話
旧ヒステンバーガー。作戦部長。大将。
第8話にてゼーリックの後ろに立っている茶髪の男性。第22話の閣議では、ヤマトがガミラスの絶対国防圏に侵入し、サレザー恒星系の玄関口まで迫っていることを報告する。
『2202』では、第15話における回想シーンで登場。
やや目つきが細くなっている以外に『III』との容姿の差異はあまりない。

#### 銀河方面軍
エルク・ドメル
声 - 大塚明夫 / デザイン - 結城信輝 / 初登場 - 『2199』第11話
小マゼラン方面軍防衛司令官（〜『2199』第12話）→銀河方面作戦司令長官（『2199』第12話〜）。中将（〜『2199』第12話）→上級大将（『2199』第12話〜）。38歳相当。
「宇宙の狼」と呼ばれるガミラスの名将で、ガミラス国民からは絶大な人気を誇る一方、その人気ゆえにデスラーの側近達の一部からは煙たがられている。他者からは政争に巻き込まれることを心配されているが、本人は「政治に興味はない」と明言する生粋の軍人である。
小マゼラン方面で大きな戦果を挙げていたが本国に召還され、銀河方面作戦司令長官に任命のうえヤマト討伐に当たることになる。
本作では割れ顎がやや目立ちにくくなり、モミアゲが頬止まりの短さへ変更されている。家族に妻・エリーサがおり、2人の間の息子ヨハンを過去に幼くして亡くしている。ペットとしてロクロック鳥を飼っている。
グレムト・ゲール
声 - 広瀬正志、稲葉実（『スパロボV』） / デザイン - 結城信輝 / 初登場 - 『2199』第4話
銀河方面作戦司令長官（〜『2199』第13話）→同・副司令官（『2199』第13話〜）。少将。47歳相当。
旧作よりも無能かつ卑劣に描かれており、シュルツからは「日和見主義者」と疎まれている。品がなく卑屈な言動をとるためにデスラーからは嫌われているが、ゲールの側はむしろデスラーに対する忠誠は極めて厚い。ドメルが銀河方面作戦司令長官に着任したことにより副司令に降格されたため、彼を快く思っていない。
バラン星に集結した艦隊を率いヤマトを追ってガミラス本星に向かうもゲシュタムの門を破壊されたことにより通常航行を余儀なくさる、ディッツ提督により召喚命令およびヤマトへの攻撃中止命令を無視し直属のわずかな艦艇と共に放浪していたところにデスラーと合流しバラン星で地球帰投中のヤマトを襲撃するも次元潜航艦の雷撃により乗艦ゲルガメッシュが撃沈され戦死する。
旧作ではドメルとともに七色星団の戦いに参加し、ドメルの自爆の巻き添えで死亡したが、本作では終盤まで生き残り、故国を見捨てたデスラーに最後まで忠誠を誓っている。
イデル・モンク
声 - 櫛田泰道 / デザイン - 結城信輝（原案）、山岡信一（クリンナップ） / 初登場 - 『2199』第10話
バラン鎮守府付き士官で、ゲールの副官。銀河方面作戦副司令官（〜『2199』第13話）。中佐。
生真面目な性格のため、ゲールの身勝手な行動にたびたび苦い顔をしている。
ドメル着任後も引き続き銀河方面軍に所属し、作戦会議にも参加しているが、ドメル幕僚団の一糸乱れぬ行動にゲール共々ついて行けずにいる。ゲール艦隊が離反した後もゲールの副官を務めている模様で、バラン星におけるヤマトを亜空間ゲートに追い込む作戦時に、ゲルガメッシュの艦橋にいることが確認できる。
ヴァルス・ラング
声 - 大川透 / デザイン - 結城信輝（原案）、山岡信一（クリンナップ） / 初登場 - 『2199』第10話
メルトリア級航宙巡洋戦艦「EX178」艦長。中佐。ザルツ人。
冷静な指揮官で、ヤマトと同じく次元断層へ落ち込んでいたが、脱出方法をヤマトへ提案するためにメルダを送る。乗艦していた親衛隊のネルゲの専横を黙認していたが媚びることはせず、メルダごとヤマトを見捨てて次元断層内に置き去ろうという彼の提案を階級と指揮系統を盾に退ける。ヤマトを「賞賛すべき敵」と評して対等に向き合っていたが、次元断層脱出直後に現れたゲール艦隊からヤマトもろとも攻撃をうけて乗艦と運命を共にする。

##### 第6空間機甲師団
エルク・ドメル麾下の航宙艦隊で、通称「ドメル軍団」。敵からは神出鬼没の「幽霊師団」として恐れられる。ガミラス軍随一の結束力を持つと言われる。ドメルとともに小マゼラン方面軍から銀河方面軍へ編入される。小説版での戦力はバラン鎮守府の艦艇を併せて500隻。
ヴェム・ハイデルン
声 - 辻親八 / デザイン - 結城信輝 / 初登場 - 『2199』第11話
先任参謀兼「ドメラーズIII世」艦長。ドメル幕僚団の一員。大佐。58歳相当。
隻眼の古参士官で、ドメル幕僚団の親爺的存在。
本作ではドメラーズ艦長職に徹するために、旧作における彼の役割はヴァンス・バーレンとドーラ・バレクが担っている。
フォムト・バーガー
声 - 諏訪部順一 / デザイン - 結城信輝 / 初登場 - 『2199』第11話
第7駆逐戦隊長。ドメル幕僚団の一員。少佐。27歳相当。
ドメル幕僚団の中では最年少で、血気盛んだがやや軽率な士官。七色星団での戦いでドメル幕僚団において唯一生き残り、『星巡る方舟』ではヤマトと共闘しガトランティスの遠征軍を撃破する。『2202』では空母打撃群の指揮官に就任している。『2205』では中佐に昇進し、強化改修を受けた、ランベアの艦長として正式に着任した。
七三分けの髪型や左頬の傷痕という特徴は旧作と同様であるが、眉毛は細く変更されている。旧作における空母艦長としての役割はルタン・ベスターが担っている。
カリス・クライツェ
声 - 里卓哉 / デザイン - 結城信輝 / 初登場 - 『2199』第13話
第3宙雷戦隊長。ドメル幕僚団の一員。少佐。41歳相当。
ドメルを凌ぐ巨漢で、空間宙雷戦を得意とする。寡黙な人物と設定されているが、劇中では他の将校と普通に会話している。
旧作では「クロイツ」という名前だった。旧作における空母艦長としての役割はボラン・リッターが担っている。
ライル・ゲットー
声 - 吉開清人 / デザイン - 結城信輝 / 初登場 - 『2199』第13話
第4航空戦隊長。ドメル幕僚団の一員。少佐。30歳相当。
常に冷静さを失なわず、戦闘機乗りとしても一流の撃墜王。
旧作における空母艦長としての役割はモルド・ヴォックが担っている。

##### 第707航空団
メルダ・ディッツ
声 - 伊藤静 / デザイン - 結城信輝 / 初登場 - 『2199』第10話
旧ガミラス戦闘機パイロット。第707航空団所属の女性パイロット。少尉。ガル・ディッツの娘。19歳相当。
真ん中分けの赤いセミショートヘアの前髪からアホ毛が逆立った髪型が特徴。軍人の家系に生まれたことを誇りに思う、堂々とした性格。髪の色と同じ紅い色をパーソナルカラーとしており、乗機や軍服も紅い。戦闘機パイロットとしての矜持を持っており、玲と格闘した際には彼女の銃を奪い合った末に手にするが、「私たちにこんなものは必要ない」と返している。
乗艦していた巡洋戦艦EX178が次元断層へ迷い込み、同じく迷い込んできたヤマトに連絡要員兼人質として乗り込んだことにより、地球人と最初に直接接触したガミラス人となる。その容姿が地球人と瓜二つであることが、ヤマト乗組員に衝撃を与えた。次元断層脱出後、EX178がゲール艦隊によって撃沈されて帰還する手段を失ったため、しばらくヤマトに同乗する。その後は後述の乗機ごと解放されてガミラスに帰還する。
デスラー総統暗殺未遂事件に際して父が身柄を拘束される一方、メルダは拘束を免れ、後に反体制派と結託して惑星レプタポーダを解放する。その後、連絡将校として再びヤマトに乗艦するが、崇拝の対象であるユリーシャに振り回されたり、初めて口にした地球のスイーツに夢中になったり、ヤマトに鹵獲されていたツヴァルケを自分の乗機とするに際して紅く塗り替えるように依頼するなど、年齢相応の描写もあった。ヤマトがサレザー恒星系に進入してガミラス本星の総統府へ突撃するに際して突入経路を手引きし、雪を救出するためにコスモゼロで出撃する古代を、ヤマト航空隊と協力して乗機で援護する。ヤマトが目的を果たしてイスカンダルを出発した後、ガミラスとイスカンダルの橋渡しとなるためにガミラスへ移住するユリーシャに、従者として付き従うこととなる。
『2205』では、イスカンダル星王室付き近侍武官として、スターシャとユリ―シャに仕えている。イスカンダルの海に退避していたガミラス移民船団がデザリアム軍に攻撃された際は、ツヴァルケで単機、これに立ち向かった。
カウルス・ヘルダー
声 - 寸石和弘 / デザイン - 出渕裕（原案）、山岡信一（クリンナップ） / 登場 - 『2199』第19話
参謀。中佐。
メルダの上官に当たる実直な軍人。虚偽の罪状により、親衛隊に連行される。ヘルダーの連行に対してメルダは抗議に行こうとするが、彼女の身を案じたドルメンたちに制止される。

##### 冥王星前線基地
地球攻略を担任する基地で、ガミラス呼称は「ゾル星系プラート基地」。ザルツ星義勇兵による航宙旅団が配備されている。ヤマトとの戦闘で壊滅する。メ号作戦時の戦力は100隻前後。
ヴァルケ・シュルツ
声 - 島香裕 / デザイン - 結城信輝 / 初登場 - 『2199』第2話
司令官。二等ガミラス空間機甲旅団・旅団長。大佐。ガミラスの植民惑星ザルツ出身。乗艦はガイデロール級航宙戦艦「シュバリエル」(フランス語で「忠誠」の意)、
地球攻略を指揮する禿頭の軍人。部下からの信頼は厚いが、上官であるゲールからの理不尽な扱いに苦しんでいる。
本作では、惑星ザルツ出身でありガミラス本国に妻のライザと娘のヒルデがいる、という設定が追加された。また、元はガンツやヤレトラーらと共に、ドメルの部下であったという設定が追加されている。
ゲルフ・ガンツ
声 - チョー / デザイン - 結城信輝 / 初登場 - 『2199』第2話
副司令。少佐。ザルツ人。
シュルツを補佐する肥満体型の男性。
本作では、シュルツと同じく惑星ザルツ出身であり、冥王星駐留以前から彼の副官を務めている、という設定が追加された。
ヴォル・ヤレトラー
声 - 江川大輔 / デザイン - 出渕裕（原案）、山岡信一（クリンナップ） / 初登場 - 『2199』第4話
旧ヤレタラ。作戦参謀。少佐。ザルツ人。
浅黒い肌で、顎鬚を生やしたスキンヘッドの男性。遊星爆弾による地球攻撃を立案し、その発射システムである反射衛星砲の指揮を担当する。
冥王星基地を脱出する際、シュルツたちを逃がすためにヤマトの前に立ちはだかるが、乗艦を撃沈されて戦死する。
漫画版
ガリツィ戦線でシュルツに命を救われて以来、彼を父のように慕っていることが描写されており、同じくシュルツを父と慕うガンツとは「ヒルデ嬢には随分と老けた兄がいたものだ」などと笑いながら会話する仲である。無能で日和見な上官とザルツ民族の威信を負った板ばさみに悩むシュルツを心配しており、ヤマト沈没を確認した後にゲールへの報告を躊躇した人物はシュルツからヤレトラーに変更されている。
基地が壊滅して脱出した後はシュルツの反対を押し切り、アニメ版同様ヤマトを足止めするために反転して突撃する。破壊されていく艦でヤマトへの攻撃を止めず最終的には撃沈されるが、この行動がガミラスへの憎しみに満ちていた古代に、「ガミラス人も『人』である」ということを認識させる。

サレルヤ・ラーレタ
声 - 優希比呂 / デザイン - 結城信輝（原案）、山岡信一（クリンナップ） / 登場 - 『2199』第3話
旧美男司令。木星浮遊大陸補給基地司令官。少佐。ザルツ人。36歳相当。
冥王星前線基地傘下の補給基地を預かる男性。技術士官であり、実験施設でもある浮遊大陸で来るべき地球のガミラスフォーミングに備えているとされる。ネコ型生物「クラル」を可愛がり、常に抱いているオネェキャラ。
シュルツの命令で戦闘艦4隻をヤマトへ差し向ける。ヤマトのことを侮っていたが、差し向けた艦艇をヤマトの反撃で失った後、自らも状況を把握できないまま波動砲で浮遊大陸ごと消滅する。

#### 次元潜航艦UX-01
航宙艦隊総司令部傘下の亜空間戦闘実験団に所属する特務艦。運用上は総統の直轄となっている。ドメルからの要請に応じたガル・ディッツによって銀河方面軍に派遣され、その後デスラーの指揮下に戻り、政権崩壊後は再びディッツの指揮下に入る。
ヴォルフ・フラーケン
声 - 中田譲治 （～『ヤマトという時代』）→高瀬右光（『2205』）/ デザイン - 結城信輝 / 初登場 - 『2199』第13話
艦長。中佐。34歳相当。
ディッツ子飼いの部下。亜空間戦闘のベテランで、その戦術から「猟犬」と渾名されている。言動や口調はかなり粗野だが、荒くれ者ぞろいの潜航艦乗りの中で冷静沈着さと威厳を保つ人物。あぶれ者を拾って部下にする癖がある。
旧シリーズ登場作品の『III』ではガルマン人という設定だったが、本作ではガミラス人に変更されて登場する。
ゴル・ハイニ
声 - 佐藤せつじ / デザイン - 結城信輝 / 初登場 - 『2199』第13話
旧フラーケンの副官。副長・先任将校。大尉。31歳相当。
フラーケンの片腕で根っからの戦争屋。チンピラのような幼く砕けた言葉づかいと、喜怒哀楽の激しい性格が特徴。前線で上官相手に問題を起こし、軍法会議にかけられそうになっていた所を、フラーケンに救われた過去を持つ。フラーケン同様、二等ガミラス人への偏見はなく、オシェットに暴力をふるうボーゼンに反感を持つ描写がある。
『III』では小太りの人物として描かれていた（名前は付いていない）。
『2205』第6話にてガミラス避難民救出にあたりUX-02に派遣されるも、作戦中に自動惑星ゴルバの放ったキャプチャー・フィールドによって乗艦が捕獲・撃沈され、戦死する。
ボルト・グラン
声 - 菊本平 / デザイン - 山岡信一 / 初登場 - 『2199』第13話
航海長。白髪の初老男性。気密戦闘服のインナーの袖をまくっている。発令所内左側前の席に着いている。
バンス・ボーヘン
デザイン - 山岡信一 / デザイン - 山岡信一 / 初登場 - 『2199』第13話
宙雷長。髭をたっぷりと蓄えた、すきっ歯の男性。発令所内左側後ろの席に着いている。『2205』では直接の登場は無いが、第6話にてUX-02の艦長として名前が出てくる。
ヤルン・ベルン
声 - 中西としはる / デザイン - 山岡信一 / 初登場 - 『2199』第19話
機関長。肩パッドのみ付いた袖なしの気密戦闘服を着用している。他の4名と異なり発令所ではなく機関室にいるため、第13話では登場していない。『2205』ではボーヘンと入れ替わりで発令所にいる。
ヨルト・メッツェ
声 - 寸石和弘 / デザイン - 山岡信一 / 初登場 - 『2199』第13話
一等通信兵曹。5名の中で唯一気密戦闘服をまともに着用している。発令所内右側後ろの席に着きレーダー等を担当する。
ラウス・キール
声 - 松本忍 / デザイン - 山岡信一 / 初登場 - 『2199』第13話
二等通信兵曹。金髪顎鬚で猫背の男性。インナーの袖が破れた気密戦闘服を着ている。発令所内右側前の席に着いている。
ヨーヘン・ガイスト
デザイン - 山岡信一 / 登場 - 『2199』第25話
機関兵曹長。非常に痩せ形の男性。
ヤーブ・スケルジ

#### ドメル機動部隊
ゼーリックによるクーデター未遂後、ヤマト迎撃のために寄せ集めの艦艇と人員で編成された機動部隊。その名の通りエルク・ドメル上級大将を指揮官とする部隊で、ドメルの座乗艦であるゼルグート級一等航宙戦闘艦「ドメラーズIII世」を旗艦に、整備のためにドック入りしていたガイペロン級多層式航宙母艦「バルグレイ」「ランベア」「シュデルグ」、同じくドック入りしていたゲルバデス級航宙戦闘母艦「ダロルド」の5隻とそれらの艦載機部隊で構成される。
七色星団海戦においてヤマトと激戦を繰り広げた末最終的に壊滅し、ランベア1隻のみが辛うじて生き延びる。
エルク・ドメル
機動部隊指揮官。

ヴェム・ハイデルン
旗艦「ドメラーズIII世」艦長。

フォムト・バーガー
「ランベア」航空隊長→同艦艦長代理（『星巡る方舟』）。

カリス・クライツェ
「シュデルグ」航空隊長。

ライル・ゲットー
「バルグレイ」航空隊長。

ドーラ・バレク
声 - 平川大輔 / デザイン - 出渕裕（原案）、山岡信一（クリンナップ） / 初登場 - 『2199』第19話
戦闘空母「ダロルド」艦長。大佐。
バーレンとともに旧作でのハイデルンの役割を担う人物。七色星団海戦終盤、ドメル機動部隊の先陣を切ってヤマトに猛攻を加えるが、ヤマトから放出された特殊削岩弾の爆発に巻き込まれ、自艦、シュデルグもろとも戦死する。
モルド・ヴォック
声 - 細谷佳正 / デザイン - 出渕裕（原案）、山岡信一（クリンナップ） / 初登場 - 『2199』第19話
第一空母「バルグレイ」艦長。大佐。
旧作でのゲットーの役割を一部担う人物。本隊に先行してヤマト航空隊の陽動を担当する。ゲットーの出撃時に彼の武運を祈る。海戦中盤、小橋と沢村に発見され、小橋機は撃墜するも、乗艦を撃沈され戦死する。
ルタン・ベスター
声 - 木島隆一 / デザイン - 出渕裕（原案）、山岡信一（クリンナップ） / 初登場 - 『2199』第20話
第二空母「ランベア」艦長。大佐。
旧作でのバーガーの役割を一部担う人物。海戦終盤、ダロルド爆沈への巻き添えを免れるも、直後にヤマトの砲撃を被弾して操艦不能となり、艦やバーガーと共にイオン乱流の中に消えた。
『星巡る方舟』では、その際に戦死していたことがバーレンのセリフで明かされる。
ボラン・リッター
第三空母「シュデルグ」艦長。大佐。
旧作でのクロイツ（クライツェ）の役割を一部担う人物。海戦終盤、ダロルドが爆沈した直後、回避が遅れて乗艦が爆炎の中に突っ込み、爆沈する艦と運命を共にする。
名前と役職・階級のみの設定のため容姿は不明で、セリフも無い。
ヴァンス・バーレン
声 - ふくまつ進紗 / デザイン - 山岡信一 / 初登場 - 『2199』第19話
ダロルト艦載の重爆撃機「ガルント」爆撃指揮官。臣民突撃兵団所属。大尉。64歳相当（『2199』）→70歳相当（『2205』）。
旧作でのハイデルンの役割を担う人物。ハイデルンと旧知の老兵で、かつてドメルの部下としてゴルニ戦役などで戦った。バーガーの過去も熟知している。
物質転送機を用いてヤマト正面至近にワープし、搭載された特殊削岩弾をヤマトの波動砲口に命中させるが、直後に玲に撃墜され、七色星団の雲海へ墜落する。しかし辛くもランベアに救出され生き延びており、『星巡る方舟』で再登場する。バーガーやネレディア、メルヒとともに謎の惑星シャンブロウに囚われ、そこで救援信号を聞きつけた古代進らと邂逅。共同生活を送る中で、古代達にバーガーの過去を語る。その後、ランベアで無事ガミラス星へ帰還した。
帰還後は退役して悠々自適の老後を過ごしていたが、ガルマン星への移民船に乗り込み出発待ちをしていたタイミングで、デザリアムの攻撃によりガミラス星が消滅してしまう。
クリム・メルヒ
声 - 立花慎之介 / デザイン - 結城信輝 / 登場 - 『星巡る方舟』
ランベアのスヌーカ隊隊員。少尉。23歳相当。
バーガーの部下であり、彼のことを尊敬しているが、二等ガミラス人に対しては差別意識を持っている。
バーガー、ネレディア、バーレンとともに謎の惑星シャンブロウに囚われ、そこで古代進らヤマトクルーと出会い共同生活を送ることになるが、非ガミラス人の彼らに対し不信感を拭えず、焦燥のあまり美影に銃を向ける。最終的にはバーガーに諭され、ともにガトランティス艦隊にツヴァルケで立ち向かい、奮戦の果てに撃墜され、戦死する。
詳細設定がついたのは『星巡る方舟』においてだが、『2199』でも第20話におけるバーガーの台詞の中にラストネームのみ登場している。
小説版
『2199』の小説版では階級が大尉とされ、七色星団海戦で玲に撃墜されている。しかし、小説版『星巡る方舟』でも登場しており、設定や回想での描写が同じ小説版に準拠している同小説内では唯一アニメ版に準拠した設定で登場する。

ミルト・エヴァンス
声 - 広橋涼 / デザイン - 結城信輝 / 登場 - 『星巡る方舟』
ランベアの少年兵。艦内通信が不調状態のランベア内で伝令係を務める。少年兵の中でも一際幼く、ネレディアからは「坊や」と呼ばれ、少年兵の代表格として挙げられている。
小説版では名前がエヴァンになっている。

#### ザルツ星義勇兵
ヴァルケ・シュルツ

ゲルフ・ガンツ

ヴォル・ヤレトラー
サレルヤ・ラーレタ

ヴァルス・ラング

##### B特殊戦群第442特務小隊
七色星団海戦に際してユリーシャ拉致の任務を負った小隊。UX-01によってヤマトまで接近して潜入する。艦内を捜索中、星名に誰何された際に彼を撃ち、潜入がばれるものの、ユリーシャ（実際にはユリーシャと瓜二つの容姿の雪）を発見し、身柄を確保する。しかし、その後の銃撃戦でオシェットを除く全員が戦死する。
ノラン・オシェット
声 - 柿原徹也 / デザイン - 結城信輝 / 初登場 - 『2199』第19話
特務小隊隊員。伍長。21歳相当。
純粋で女性への免疫がなく、ユリーシャの立体映像に見とれた際にライチェに冷やかされている。
ユリーシャ救出作戦に従事すべく集合した時の閲兵の場で、二等ガミラス人を信用できないバーガーと特務小隊が一触即発の状態になりかけた際、ガミラス国歌を歌いだして忠誠を示し、その場を収めた。
小隊で唯一生き残り、ユリーシャ（雪）の奪取に成功。作戦後、彼女をガミラス本国に移送する任務に就き、ガミラス到着後は身辺警護をするが、彼女がユリーシャではないことに気づく。しかし、惑星レプタポーダでのボーゼンからの暴行から自分をかばってくれたことから特別な感情を持ったようで、別人であることを確信した後も黙して語らず、雪（が成りすましているユリーシャ）を守ることが自分の任務であると明言する。
その後、雪とともに第二バレラスに連れて行かれ、最期は自身を犠牲にして第二バレラスを破壊しようとする雪を脱出させ、代わりに自分の手で第二バレラスを爆破。ザルツでもガミラスでもなく恋した雪に忠誠を捧げ、本名さえ知らぬまま殉じる。
ゲルト・ベルガー
声 - 松本忍 / デザイン - 結城信輝 / 初登場 - 『2199』第19話
特務小隊指揮官。少尉。
顎鬚を生やした男性。七色星団海戦出撃前の顔合わせの際、「信用できるか怪しい」と言い放ったバーガーと不穏な雰囲気になるが、ガミラス国歌をオシェットの歌い出しで歌い、ガミラス軍人であることを誇る。作戦中、ヤマト保安部員と銃撃戦で負傷。オシェットを1人で行かせた後、自爆してエアロックを破壊し、保安部の追撃を妨害する。
バルシュ・メック
声 - 上城龍也 / デザイン - 結城信輝 / 初登場 - 『2199』第19話
特務小隊隊員。曹長。
老け顔の隊員。ヤマト保安部との銃撃戦を繰り広げ、小隊で最初に戦死する。
ベリス・ライチェ
声 - 岡田栄美 / デザイン - 結城信輝 / 初登場 - 『2199』第19話
特務小隊隊員。軍曹。
小隊で唯一の女性。ユリーシャの画像に見とれたオシェットを「惚れるなよ」とからかう。ヤマト保安部の銃撃戦の中で篠原の銃撃を受け戦死する。その遺体は、七色星団の戦闘で死んだヤマト乗組員らの宇宙葬の際に、一緒に葬られ、礼節をもって扱われている。

#### その他の軍人（ガミラス）
ミレーネル・リンケ
声 - 岡村明美 / デザイン - 結城信輝 / 初登場 - 『2199』第14話
中央情報部特務官。中尉。ジレル人。18歳相当。
セレステラの直属の部下で、超能力者の情報部員。セレステラと同じジレル人で、当初は彼女とともに同族最後の生き残りとされていた。
アケーリアス文明が残した超空間ネットワークを介し、事前に特殊な粒子を散布しておいた空間に自らの思念体を半実体化させて送り込み、その場にいる人間たちに幻覚を見せることのできる超能力を持つ。この能力を活かし、ヤマト乗組員を幻惑させて捕獲する作戦を実施したが失敗し、思念体を失って死亡する。後に回想シーンで幼少期の姿が登場する。
漫画版
セレステラとは同性愛の関係にあり、デスラーに嫉妬ないし嫌悪感を示している。乗組員への幻覚はアニメ版の楽しい思い出から辛い思い出に変更されており、アニメ第11話や第17話の回想エピソードが当エピソードに組み込まれている。また、時系列がドメルの赴任前であることからフラーケンが登場しておらず、UX-01の代わりに旧作でのリレー衛星が使われている。
小説版
自身は登場しないが、ドメルがバラン鎮守府に到着した際には、セレステラが死体袋を伴って出ていくシーンがある。

ネレディア・リッケ
声 - 園崎未恵 / デザイン - 結城信輝 / 初登場 - 『星巡る方舟』
第8警務艦隊の指揮官で、同艦隊旗艦「ミランガル」艦長。大佐。27歳相当。
ドメルと同じく体にフィットしたコンバット服を着用した女性軍人。バーガーとは同年代かつ同期だが、過去の武勲により異例の昇進を果たしている。妹・メリアの死以来、バーガーとは確執がある。バーガーのことはファーストネームの「フォムト」と呼び、バーガーからは「ネレディ」と呼ばれている。
七色星団海戦を生き残ってなおヤマトへの復讐を断念しないバーガーに、ガミラス本星の攻撃中止命令を伝えて引き止める。その矢先、謎の惑星シャンブロウに、バーガー、バーレン、メルヒとともに囚われるが、それは自身に化けたジレルの巫女レーレライであり、本物の自身はランベアで待機していた。
『2202』最終話にデスラーが戦闘空母に移乗した際に出迎える将校達の中に参列している。
メリア・リッケ
声 - 中村繪里子 / デザイン - 結城信輝 / 登場 - 『星巡る方舟』
ネレディアの妹で、バーガーの恋人。故人。
メッセージ映像と回想シーンにのみ登場。容姿は肌の色以外が桐生美影と酷似している。バーガーと同じ部署に配属されたが、ガトランティスとの戦いで戦死している。バーガーの左頬の傷はメリアを助けようとした際の爆発に巻き込まれ、その破片が当たって負傷したものである。
バシブ・バンデベル
マイゼル・ドラム

オルト・ドルメン
ランス・ラーキン

ルッツ・カーゼット
声 - 小野塚貴志 / デザイン - 山岡信一 / 初登場 - 『2202』第8話
ガミラスと地球を結ぶ定期便艦隊を指揮する士官。
デスラー体制派に属する人物で、キーマンの血筋に対して敬意を払っている。
惑星シュトラバーゼにてヤマトと接触し、第十一番惑星からの避難民を預かることになる。その際に、キーマンに波動エンジンを制御下に置くことができる「反波動格子」を渡す。さらに、キーマンに反波動格子を仕掛けさせるため、テロリストである「反ガミラス統治破壊解放軍」を誘い込んでヤマトに混乱を引き起こした。しかし、解放軍の想定外の大戦力に困惑する。

### 反体制派
デスラー政権に反旗を翻す勢力。現体制に不満を持つ点は共通だが、思想や求めるものは異なる。

#### ゼーリック派
旧貴族社会の復権を志すゼーリックに賛同した勢力。ゼーリックの死後、関係者は秘密警察の摘発により一掃された模様で、逃亡したバンデベルの一派もゴラン・ダガーム率いるガトランティス艦隊の襲撃により全滅する。
ヘルム・ゼーリック

バシブ・バンデベル
声 - 田坂浩樹 / デザイン - 山岡信一 / 初登場 - 『2199』第17話
旧バンデベル。ヘルム・ゼーリック専用艦「ゼルグートII世」艦長。ゼーリック派将軍。准将。
『2199』第18話におけるゼーリックのクーデター失敗以降、ガミラス本星へ向かうゲール率いる艦隊から離反。『星巡る方舟』において再登場し、大マゼラン外洋を彷徨う中、デスラー戦死の報を受けてようやく帰国を決定する。だがその直後、ガトランティスのダガーム艦隊に襲撃され、指揮下の艦隊もろとも宇宙の藻屑と化す。
なお、名前については「バシブ」と「パシブ」で表記揺れがある。
マイゼル・ドラム
声 - 宇垣秀成 / デザイン - 結城信輝 / 登場 - 『星巡る方舟』
旧マイセル・ノムドラム。ゼーリック派将校。大佐。
バンデベルとともにゼルグートII世に乗艦して宇宙を彷徨っていたところ、ガトランティス艦隊に遭遇し、乗艦ごと火焔直撃砲の炎に包まれる。火焔直撃砲による攻撃に対しては終始うろたえるばかりで、まともな活躍はない。
小説版
貴族出身のバンデベルに対して平民出身と設定されており、彼に敬語を使う。状況を的確に把握できる有能な将校であり、火焔直撃砲の存在にもすぐ気付いたが、蛮族とされるガトランティスの新技術をバンデベルが認めなかったため、対応が遅れる。最終的にドラムの指示で一時的に難を逃れるが、直後に火焔直撃砲の攻撃を受けて戦死する。

#### ディッツ派
ディッツは元々反体制派ではなかったが、レプタポーダの一件以降反体制派をまとめる立場になる。デスラー政権崩壊後はヒスやユリーシャらと協力して混乱状態の帝国の再建を指導していくことになる。
ガル・ディッツ

メルダ・ディッツ

エリーサ・ドメル

オルト・ドルメン
声 - 菊本平 / デザイン - 出渕裕（原案）、山岡信一（クリンナップ） / 初登場 - 『2199』第17話
ディッツ派将校団。大尉。
肥満体形の男性。惑星レプタポーダに収監されたガル・ディッツの救出を目的としており、娘のメルダを引き入れるべく秘密警察へ連行されるエリーサを心配げに見ていたメルダを車の中からラーキンと共に監視し、後に接触して、結託する。
ランス・ラーキン
声 - 茂木たかまさ / デザイン - 出渕裕（原案）、山岡信一（クリンナップ） / 初登場 - 『2199』第17話
ディッツ派将校団。中尉。
片目に眼帯を着けた長身の男性。ドルメンと共に行動する反体制派の一員。

### 収容所惑星
デバルゾ・ボーゼン
声 - 丸山壮史 / デザイン - 出渕裕（原案）、山岡信一（クリンナップ） / 登場 - 『2199』第21話
惑星レプタポーダの第十七収容所の所長。大佐。
自らのコレクションである銃を使って囚人を狩猟感覚で射殺するなどの虐待を行ったり、物資の横流しを行ったりするなど、収容所を私物化して私腹を肥やしていた。現在の立場に不満を持っており、中央に返り咲く機会をうかがっている。
収容所を訪れたユリーシャ（雪）にエリーサを世話役としてつけるなど、自分より身分の高い者にはひたすら媚びへつらう一方、二等ガミラス人であるノラン・オシェットを寄生虫扱いする。
反乱分子による大規模暴動が起きた際には、監察官に化けたメルダたちに拘束されて部屋へ監禁されたうえ、そこに乱入してきたガトランティス人の囚人たちにより、袋叩きにされる。その後は不明。
ニーゲル・ルバッカ
声 - 松本忍 / デザイン - 出渕裕（原案）、山岡信一（クリンナップ） / 登場 - 『2199』第21話
惑星レプタポーダの第十七収容所の副所長。少佐。
ボーゼンとともに物資の横流しを行っている。反乱分子による大規模暴動が起きた際にはボーゼンと共に拘束されたことがうかがえるが、彼と同じ部屋には監禁されておらず、その後は不明。

### 民間人（ガミラス）
エリーサ・ドメル
声 - たかはし智秋 / デザイン - 結城信輝 / 初登場 - 『2199』第12話
エルク・ドメル夫人。29歳相当。
夫婦仲は悪くはないが、夫が軍人として最前線にいたため息子の葬儀に来られなかったことをきっかけにすれ違いが生じており、現在でも軍務で多忙な夫と共に過ごす時間は少ない。
自邸に逃げ込んできた反政府活動家を匿ったことで反政府運動加担の嫌疑を掛けられてしまい、親衛隊隷下の秘密警察に身柄を拘束され、惑星レプタポーダにある第十七収容所に収監される。外交官である父親に幼少時からイスカンダルの儀礼一般に関する教育を受けていたため、収容所に来たユリーシャ（雪）の身辺の世話を任される。しかし、その直後に発生した暴動で離れ離れになり、それ以降はガル・ディッツらと行動を共にする。
劇中では喪服のような黒を基調とした外出着を着ていたが、息子の死亡以前のホログラム写真では白が基調の外出着を身に着けている。
花束の少女
声 - 本多真梨子 / デザイン - 出渕裕（原案）、山岡信一（クリンナップ） / 初登場 - 『2199』第12話
バレラスに住むガミラス人の少女。ドメルを「我らが将軍」と呼び、敬愛している。ドメルの叙勲式中、大衆の面前で警備陣を掻い潜ってドメルに花束を贈り、彼に礼を言われて花束を受け取ってもらえた。ドメルの追悼式にも参加した後、墓地の少年とともに第二バレラス633工区がヤマトの波動砲で破壊される瞬間を目撃する。
墓地の少年
声 - 佐藤利奈、三浦綾乃 / デザイン - 出渕裕（原案）、山岡信一（クリンナップ） / 初登場 - 『2199』第12話
ガミラスの2人組の少年。片方が半ズボンでお坊ちゃま風、もう片方が長ズボンに帽子をかぶっている。墓地の奥の池の辺でドメルのロクロック鳥を追いかけており、ドメルに気づくと敬礼をしている。ドメル夫妻の息子も、生きていれば少年たちと同年代になっていた模様。
なお、デザインを担当した山岡信一によると、「片方がお屋敷のお坊ちゃんで、もう片方が使用人である庭師の息子」というイメージでデザインされているとのことである。
ヒルデ・シュルツ
声 - 三浦綾乃 / デザイン - 出渕裕（原案）、山岡信一（クリンナップ） / 初登場 - 『2199』第3話
ヴァルケ・シュルツの一人娘。13歳相当（『2199』）→19歳相当（『2205』）。ザルツ人。
ヴァルケが高齢になってから生まれた娘であるため、溺愛されている。デスラーを惑星ザルツの救世主として信奉している。
母のライザ（第8話の回想にのみ登場）とともにガミラス本国で父の帰りを待っていたが、父が戦死したために再会は叶わなかった。父の戦死により名誉ガミラス臣民の権利を得た後、総統府でユリーシャ（雪）の身辺の世話を任されていたが、バレラスに633工区が落下してきた際、逃げ惑う群衆に突き飛ばされて気を失う。その後、ヒスに助けられた際、父の仇であるヤマトが帝都を救う瞬間を目撃する。ヒスの侍女として娘同然に育てられ、『追憶の航海』のエンディングでは、その後ヒスとともに戦災孤児施設を慰問するシーンが描かれている。『2205』では、崩壊するガミラス星からヒスによって脱出させられている。
元々はシュルツの人間性を深めるためだけの存在であり、登場もシュルツ宛のホログラムレターのみの予定だったため、表情集なども描かれていなかった。第8話でデスラーの演説に歓喜するシーンも本来は名無しの一等ガミラス人だったが、同話がシュルツの戦死回であるため、ヒルデに変更された。第二章公開後に予想外の人気が出たため、物語終盤に再登場することとなった。
漫画版では、第6巻のドメル夫妻の墓参りのシーンで上記の少年たちに代わり登場している。
ヴァンス・バーレン
退役軍人。

バルナ・スケルジ
声 - 園崎未恵 / 初登場 - 『2205』第1話
ヤーブ・スケルジの妻。ザルツ人。オッド（長男、声 - 村中知）、リーザ（長女、声 - 森永千才）、レーザ（次女、声 - 中村繪里子）の3人の子を持つ。ヤーブ・スケルジと子連れで再婚し、ヤーブの子を身籠っている。ガミラス本星からの避難民の例として登場している。

### その他（ガミラス）
オルタ
声 - 岡本信彦 / デザイン - 出渕裕（原案）、山岡信一（クリンナップ） / 登場 - 『2199』第9話
『2199』第4話におけるエンケラドゥスでの戦闘で鹵獲したガミロイド3体のうち、破損個所の少なかった1体に他の2体のパーツを移植し、脚部以外を復元したもの。復元はデータ収集のためであり、修復の際にはアナライザーに「異星文明使役型アンドロイド・再起動オルタナティブ」を略して「オルタ」と名付けられた。アナライザーには地球の言葉を教えられ、将棋を指すなどかなり打ち解けたが、後に自身の存在意義を求めて自ら脚部を不完全ながら修復して脱走したため、アナライザーに機能停止させられる。
周囲の全存在を敵と感知した場合は自爆（自殺）するようにプログラミングされていたが、保安部員たちに追いつめられてもプログラムは作動しなかった。真田曰く「少なくとも1人以上は艦内に味方がいると認識していた」ということであり、アナライザーを味方ないし友達と認識していたことが間接的に述べられたため、かなり高度な自律性から自我や魂の存在さえうかがわせた。
後のガミロイド兵との白兵戦では、オルタから入手したデータを元に作成されたコンピュータウイルスがヤマトを救うこととなった。
漫画版では上記エピソードはカットされており、代わりに第6巻においてリンケがヤマトへ侵入する際の端末として利用され、アナライザーに機能停止させられる。
エーリク・ヴァム・デスラー
声 - 井上和彦 / デザイン - 結城信輝 / 初登場 - 『2202』第15話
過去のデスラー家当主。アベルト・デスラーの叔父。故人。
ガミラス帝国の前身であるガミラス大公国の統一を成し遂げた人物。容姿は茶髪で口髭と顎鬚を生やした壮年といったもの。
ガミラス統一から間もなくガミラス星の寿命が近いという事実を知り、甥のマティウスや一部の側近といった「血の誓い」を交わした者の間でのみでその事実を共有し、解決策を模索する。
『2199』時点では、ガミラスの歴史設定の中に「かつてガミラスを統一したデスラーの叔父」として登場する設定上だけの人物だった。
マティウス・デスラー
声 - 草尾毅 / デザイン - 結城信輝 / 初登場 - 『2202』第15話
アベルト・デスラーの年の離れた兄で、ランハルト（クラウス・キーマン）の父。故人。
アベルトと同じ金髪で、クセ毛をしている。「統一戦争の英雄」と称えられるほどの天才的な戦術家で、優れた人徳も合わさってエーリクの後継者と目されていた。しかし、統一戦争の名残から起こった抗争によって死亡する。
少年期のアベルトがガミラス星の寿命の秘密を知ってしまった際、彼の命を助けるために血の誓いを交わさせる。その後、マティウスが死亡したためにアベルトがエーリクの跡を継ぎ、ガミラス民族の存続のために尽力することになる。
アデルシア・デスラー
声 - 池田昌子 / デザイン - 結城信輝 / 初登場 - 『2202』第15話
マティウス、アベルト兄弟の母。
夫と死別したため、その面影を残すマティウスにのみ期待を寄せ、愛情を注いでいた。マティウスの死亡により、心が壊れる。その後の動向は描写されていないため不明。
エリザ・デスラー
声 - 野首南帆子 / デザイン - 結城信輝 / 初登場 - 『2202』第15話
マティウスの妻で、ランハルト（クラウス・キーマン）の母。故人。
総統となったアベルトを独裁者と見なして暗殺を謀るが失敗し、彼の温情により処刑を偽装されて息子ともども追放される。その後、貧困生活の中で死亡する。
ランハルト・デスラー
マティウスとエリザの息子。

## 帝星ガトランティス
大帝ズォーダーを頂点とした戦闘民族国家。

### 国家元首（ガトランティス）
ズォーダー
声 - 手塚秀彰 / デザイン - 結城信輝 / 初登場 - 『2202』第1話
大帝。
ガトランティスの長。なお、『2199』や『星巡る方舟』では名前や「大帝」の敬称のみが登場している。ズォーダーは戦闘用人工生命としての型式名であり、同じタイプとしては、先代にはガイレーン、次世代にはミル、他にガトランティス反乱時に殺された幼生体がいる。世代交代時にすべての記憶を受け継ぐということもあり、過去回想シーンのズォーダーが今世代のズォーダーであるとは限らない。

### 最高位幕僚
シファル・サーベラー
声 - 甲斐田裕子 / デザイン - 結城信輝 / 初登場 - 『星巡る方舟』
丞相。二つ名は「白銀（しろがね）」ないし「白銀の巫女（はくぎんのみこ）」。23歳相当。
諸侯の頂点に立って権力を振るう、妖しい美貌を持つ女性官吏。
ゲーニッツ
声 - 梅津秀行 / デザイン - 結城信輝 / 初登場 - 『2202』第1話
帝国機動艦隊総司令長官。
ラーゼラー
声 - はらさわ晃綺 / デザイン - 山岡信一 / 初登場 - 『2202』第1話
支配庁軍務総議長。最高位幕僚内で官僚的な発言の目立つ狡猾な人物。
ガイレーン
声 - 柴田秀勝 / デザイン - 結城信輝 / 初登場 - 『2202』第1話
諜報記録長官。
眉間以外は前頭部半ばまで後退した白髪や、目を覆う四つ穴のゴーグルが特徴の老人。様々な情報を収集および管理している。先代のズォーダーであるため輪郭や髪形はズォーダーに酷似している。大帝玉座の間にいるとき以外はズォーダーの傍で行動を共にしている事が多く、彼に意見を述べたり、サーベラーが純粋体のコピーである事を知っており、彼女の複製を任されるなど、ズォーダーの腹心的存在である。ズォーダーが滅びの方舟を発見した900年前には彼の傍にいた。
第10話にてズォーダーにヤマトがテレサの祈りでやってきたこと、ズォーダーの中に何かに対する恐れがあることを直言した。さらに、第18話では第七機動艦隊と互角に渡り合う地球艦隊の物量を調査したときに、「時間断層」の存在に気づく。第23話では先代までの記憶をすべて引き継ぐことが「タイプ・ズォーダー」の定めとしたうえでミルの話を千年待ち続けた言葉かもしれないとし、ズォーダーとともにミルの話を聞く。その途中でミルが射殺されると頭を抱え、これまで見せたことのない悲しみとも思える叫びをあげた。
第24話で制御を失ったニードルスレイブが発射したニードルからズォーダーを守るため、盾となり死亡する。このことがきっかけで、ズォーダーは自分達が人間であることを認め、「ゴレム」を起動させることとなる。

### 軍
バルゼー
声 - 西村知道 / デザイン - 結城信輝 / 初登場 - 『2202』第1話
第七機動艦隊司令長官。
第17話にて第七機動艦隊を率いて土星圏へ侵攻し、太陽系の中央突破を目論む。
メーザー
声 - 喜山茂雄 / デザイン - 山岡信一 / 初登場 - 『2202』第7話
旧メーザー。第八機動艦隊の指揮官。提督。
太陽系侵攻を命じられた後、第十一番惑星宙域において、人工太陽をエネルギー源とする集合兵器「レギオネル・カノーネ」を使用して地球を攻撃しようとするが、その直前に波動砲で人工太陽を撃ち抜いて敵艦隊をすべて行動不能にしたうえに生かしたまま立ち去るという、ガトランティスの思想とは異質な行動をとったヤマトに対し、理解できない怒りの感情を抱く。その後、自らの感情に任せてヤマトを追撃しようと艦隊を強引に動かしたことから「感情に支配された汚染艦隊」と見なされ、始末を命じられたデスラーによって乗艦もろとも粛清される。
旧作では『ヤマト2』第9話のみに登場するゴーランド艦隊の工作員でしかなかったが、『2202』ではバルゼーと同じく機動艦隊指揮官という立場になっており、デザインも一新されている。
コズモダート
声 - 河相智哉 / デザイン - 山岡信一 / 初登場 - 『2202』第3話
旧コズモダート・ナスカ。第八機動艦隊の前衛艦隊司令官。
第八機動艦隊の先達として第十一番惑星を襲撃した後、メーザーと共に粛清される（明確な死亡シーンはない）。
旧作ではバルゼーの部下だったが、『2202』ではメーザーの部下に変更されている。容貌は旧作と同じだが、服装はゲーニッツやラーゼラーと共通点のあるデザインとなっている。また、旧作劇中では「ナスカ」とのみ呼ばれており、「コズモダート」は設定上だけのものだったが、『2202』ではそちらが名前となっている。
ゴーランド
声 - 山路和弘 / デザイン - 結城信輝 / 初登場 - 『2202』第10話
ゴーランド艦隊司令長官。
テレザート星の守備任務に就いている。テレザート星への上陸を目指すヤマトの波動砲を受け、戦死する。ノルを後継者として育てていることはあくまでもガトランティスのためであり、親子の愛というものは存在しない旨を述べていたが、最期の瞬間には彼を庇いながら消滅する。
ノル
声 - 比上孝浩 / デザイン - 山岡信一 / 初登場 - 『2202』第10話
次代のゴーランドとなることを定められた、彼のクローンである幼生体の青年。親子の概念はないとするガトランティスの在り方に疑問を持っており、ゴーランドを思慕している。第10話では頭髪を生やした姿で登場するが、第13話では出撃前に剃毛してゴーランドと同様のスキンヘッドとなり、最期の瞬間には波動砲の光の中で彼に抱きしめられ、穏やかな表情を浮かべたまま消滅する。
ザンツ・ザバイバル
声 - 屋良有作 / デザイン - 結城信輝 / 初登場 - 『2202』第10話
陸戦師団師団長。
テレザート星に駐留している。降下してきた空間騎兵隊と交戦し、斉藤との一騎打ちに敗れて戦死する。

#### グタバ遠征軍
小マゼランにたびたび侵入を試み、ガミラス軍と衝突を起こしている勢力。「グタバ」は小マゼランのガトランティス呼称。
ゴラン・ダガーム
声 - 大友龍三郎 / デザイン - 結城信輝 / 登場 - 『星巡る方舟』
グタバ方面大都督。二つ名は「雷鳴」。42歳相当。
鎧の上に陣羽織を羽織った姿をした2.2メートルの巨躯で、右目に獣創（獣による傷）、腰には短剣、手には大剣を携えている。傲慢粗野にして、「天佑神助」、「怒髪衝天」など文語体で言葉を発するといった芝居がかった口調を常とする。元は賊の首領だったが大帝の目に留まって成り上がり、現在の地位を得た。人望は比較的あるが、その粗暴さと横柄さのため、メイスなど一部の部下からは嫌悪を露わにされ、自身の行動を密告されている。大帝への忠誠心が高い一方、上司であるサーベラーのことは「小娘」と呼び嫌っている。目先の利益に固執する傾向もあり、本来の目的を無視した行動をサーベラーに叱責されていた。
大帝からの「静謐の星」探索の勅命を受け、座乗艦メガルーダをはじめとする艦隊を率いて大マゼラン銀河へ侵攻する。その途上、ヤマトに遭遇すると、ガミラスへ甚大な被害を与えた波動砲の技術奪取を考える。ヤマトに艦の明け渡しを要求するも断られたために攻撃して逃走された後、追ってたどり着いた「静謐の星」の宙域にて用無しのヤマトを始末するためにさらなる攻撃を開始するが、ヤマト・ガミラス艦隊の共同戦線の前に劣勢となる。「静謐の星」の中枢を制圧すべく部下を見捨ててメガルーダを「静謐の星」に向かわせ、その途上で座礁していたランベアを撃沈しようとするが、そこに急速接近してきたヤマトと交戦。最期は一騎打ちの末にヤマトが放った三式融合弾がメガルーダ艦橋下部に命中・起爆したことで戦死、直後にメガルーダもヤマトが放った三式融合弾第二射により撃沈された。
名前の由来は短剣のダガー。
ボドム・メイス
声 - 石井康嗣 / デザイン - 結城信輝 / 登場 - 『星巡る方舟』
ダガーム艦隊旗艦・戦艦「メガルーダ」艦長。
後頭部で髪を結い、中央のみ剃り上げた髪型をしている。ダガームの専横と暴力行為に憤り、サーベラーに「静謐の星」の発見を密告して彼の更迭を画策するが、密告行為とサーベラーの言動に逆上したダガームによって斬殺される。
名前の由来は打撃武器のメイス。
イスラ・パラカス
声 - 田中正彦 / デザイン - 結城信輝 / 登場 - 『星巡る方舟』
ダガーム艦隊所属のキスカ遊撃隊指揮官で、同隊旗艦「キスカ」艦長。二つ名は「疾風」。36歳相当。
ドジョウ髭を生やした容貌で、ガトランティス軍人の中では比較的細身。戦士としての誇りに生きる古武士然とした人物。
最終決戦時にダガームが戦線を離脱した際にはひどく憤慨し、大義が無くなったと見なして戦闘を中止しようとするが、その直後にメルヒの爆撃を受けて乗艦キスカが機能停止する。
『星巡る方舟』総監督の出渕に気に入られており、再登場する余地を残すために明確な戦死描写はされていない。
キチェ・トールギン
声 - 浜田賢二 / デザイン - 出渕裕（原案）、山岡信一（クリンナップ） / 登場 - 『星巡る方舟』
ダガームの副官で、キスカ副長。

### その他（ガトランティス）
ミル
声 - 内山昂輝 / デザイン - 結城信輝 / 初登場 - 『2202』第11話
デスラーに随伴する青年将校。ズォーダーのクローンであり、次期大帝でもある。

## ジレル
精神感応者が多いゆえに多種族から忌み嫌われ、滅ぼされた種族。劇中ではわずかな生き残りが登場する。
ミーゼラ・セレステラ

ミレーネル・リンケ

レーレライ・レール
声 - 岩男潤子 / デザイン - 結城信輝 / 登場 - 『星巡る方舟』
ジレルの巫女。28歳相当。
ジレル人の巡礼者たちを束ねるリーダー格の女性。ガミラスへ下ることで生き延びたセレステラやリンケとは別に、彼女らの祖であるアケーリアス文明の遺跡・惑星シャンブロウに詣でていたことで難を逃れており、それ以後も同惑星に身を潜めて外界との関係を絶ちながら暮らしていた。来訪した古代ら地球人とバーガーらガミラス人を、過去の来訪者たちと同様に争わせて自滅させるべく、バーガーの記憶から引き出したネレディアの姿を偽って古代らとバーガーらの疑念を煽るが、彼女の言動までは完全に倣えていなかったため、バーガーに正体を看破される。その後、古代の説得を受けて明日を信じ、古代やバーガーと手を取り合ってシャンブロウの封印を解き、巡礼者たちとともに宇宙の彼方へ旅立つ。

## デザリアム
マザー・デザリアムを頂点とする人造人間の集団。1000年後の地球人類の末裔を自称する。

### 首脳部（デザリアム）
マザー・デザリアム
声 - 潘恵子 / 初登場 - 『2205』第6話
デザリアムの頂点に立つ存在。正式名称は無制限自律型総合管理AI・Mother DEZARIAM。
デザリアム人が生き延びるために生み出した人工知能で、実体を持たず彼らが装着する「コムメダル」を通じて語り掛ける。『2205』においては『新たなる旅立ち』におけるグレートエンペラーの立ち位置を担う。
「デザリアム千年の夢」と呼ばれる悲願の成就に向けて、イスカンダル文明に関する文物の回収をデザリアム人に対して命じる一方、イスカンダル文明そのものや根幹にある波動エネルギーは「呪われた力」などと強く忌避する。
スカルダート
声 - 内田直哉 / 初登場 - 『3199』第2話
旧スカルダート。聖総統。
マザー・デザリアムにより任命された社会集団としてのデザリアムの代表者。本来の姿は他のデザリアム人と同じ青い肌だが、地球人との外交用に地球人に似たホログラムを纏っている。
地球人に対してデザリアムの歴史を語り、協調を呼びかける。
サーダ
声 - 井上麻里奈 / 初登場 - 『3199』第3話（後ろ姿のみ第2話）
旧サーダ。聖総統補佐官。
ブレソールと共に、コスモリバースシステムのコントロールを試みる。

### デザリアム軍

#### マゼラン派遣軍
メルダーズ
声 - 黒田崇矢 / 初登場 - 『2205』第3話（セリフのみ）
旧メルダーズ。マゼラン派遣軍総司令官。自動惑星ゴルバに座乗する。
邪魔な存在を針が飛ぶ原因として「ノイズ」と蔑む、作戦中の変動を「針が飛ぶ」と述べるなど、音楽や蓄音機の動作に準えた表現を使い、部下のデーダーの昂る感情をも「ノイズ」と表現するなど、かなり冷徹な性格である。ガミラス人たちの存在も「歴史に残らぬ弱者」と蔑むが、彼らが次元潜航技術を有していることを知った際には、冷静に対処しつつも己の迂闊さを認めている。マザー・デザリアムと同様にイスカンダル星や波動エネルギーを使う者を「忌むべき存在」と表現しているものの、波動掘削弾によるゴルバの被害に驚愕するなど、詳細を理解していないとうかがえる様子も見せている。
当初は声のみの登場で、ガミラス星を破壊してイスカンダル星の移送を開始するが、当初は戦闘に参加せず、デスラー艦隊の相手をデーダーに一任する。第5話でゴルバを使ってイスカンダル星をヤマトの波動砲射線上に移動させ、ガルマリオ星の破壊を一度は妨害すると、デーダー艦隊の敗北後にはゴルバと共に姿を現して地球・ガミラス艦隊を圧倒し、スターシャを降伏に追い込む。地球・ガミラス艦隊との戦端が再び開かれた後には、イスカンダル王族を救出していたコスモハウンドをゴルバのキャプチャーフィールドで捕獲しようと目論むが、コスモハウンドから囮として切り離されたユニットを捕獲した結果、それに搭載された波動掘削弾の爆発でゴルバが大被害を受けてしまう。最後はマザー・デザリアムの「デザリアムに殉ぜよ」という声に従い、ヤマトをデスラー艦隊や移民船団もろとも葬り去ろうと砲門を向けるが、イスカンダル星の自爆に巻き込まれてゴルバと共に消滅した。
デーダー
声 - 天田益男 / 初登場 - 『2205』第3話
旧デーダー。戦艦グレートプレアデス艦長。指揮官として冷静に振る舞う一方、戦闘中は感情が昂りやすい傾向がある。
デザリアム軍人の多くと同様に平時には地球のクラシック音楽を傾聴する趣味を持つが、戦闘服のホログラムを解除して裸体で瞑想に耽るという奇特な姿勢を見せる。
デザリアム艦隊を指揮してガミラス星を破壊した後、イスカンダル星に退避したガミラス民間人や、イスカンダル星を追走するデスラー艦隊の排除を目論む。イスカンダル星の周囲では戦闘を優位に進めるが、第5話でヤマト率いる第65護衛隊が参戦した際にはメルダーズの指示に応じて撤退し、態勢を立て直す。その後、ガルマリオ星を破壊しようとする地球・ガミラス艦隊との再戦に臨み、終盤にはヤマトへの猛攻に出るが、波動砲の直撃に遭って艦隊ごと消滅した。

#### 地球2207進駐軍
カザン
声 - 青山穣 / 初登場 - 『3199』第4話（後ろ姿のみ第2話）
旧カザン。地球2207進駐軍統括総司令。大将。戦艦ガリアデスに座乗する。
デザリアム軍の統括者であり、地球進駐計画を押し進める。藤堂平九郎やローレン・バレルなどの要人との折衝を受け持つことも多い。
アルフォン
声 - 古川慎 / 初登場 - 『3199』第2話
旧アルフォン。情報部将校。少佐。
地球進駐計画に置いて極東地区を担当する。「イスカンダルの欠片」の捜索という特別任務を受けており、戦艦グロデーズに設置されているスペアボディを活用して地球と宇宙を自在に往還することができる。
イジドール
声 - 堀江瞬 / 初登場 - 『3199』第3話
アルフォン付き士官。少尉。
アルフォンの身の回りの世話を行う。少年そのものの風貌をしているが、その肉体は戦闘用に調整されており、成人女性の身体を片腕だけで一本背負いのように投げ飛ばすなど身体能力は高い。
アルフォンの官舎に軟禁されている雪の監視も仕事であるが、彼女に対しては時々厳しい目線を向けている。
アフレコにあたっては「小姑に」「雪をいじめて」といった演出指示が出ている。雪役の桑島からは「イジドール役は堀江にぴったり」というコメントが出ている。
ランベル
声 - 江口拓也 / 初登場 - 『3199』第3話
戦艦グロデーズ艦長。少佐。
「イスカンダルの欠片」を手に入れるため、ヤマトを追い続ける。
デザリアム人としては珍しく感情を大きく表現している。戦闘を単なる任務ではなく、「生きる充実を得る大切な場」と捉えており、その資質はヤマトとの戦いによってさらに研ぎ澄まされて行く。
アルフォンおよびマクシムとは「親友」であるとされる。
ブレソール
声 - 赤城進 / 初登場 - 『3199』第5話（後ろ姿のみ第2話）
技術部将校。大佐。
白髪をオールバックにまとめた男性。位相エネルギー技術に長けた技術将校。
第5話ではサーダの下でコスモリバースシステムと同調した神崎恵を生体デバイスとして活用することで、銀河に設置されているコスモリバースのコントロールを試みる。
アズール
声 - 角田雄二郎 / 登場 - 『3199』第4話
ゴルバ・エナム司令官。
カザンより命令を受けイカルス天文台に隠匿されたヤマトの捕獲に動くも、発進直後のヤマトからの波動カートリッジ弾による攻撃でゴルバが破壊され戦死する。

### 民間人（デザリアム）
マクシム
声 - 川島得愛 / 初登場 - 『3199』第5話
技術者。
地球進駐計画に基づき入植したデザリアム市民の一人。アルフォンおよびランベルとは「親友」であるとされる。
フルール
声 - 井坂瞳 / 初登場 - 『3199』第5話
マクシムに「娘」としてあてがわれた幼体。
加藤翼が通う小学校に転入してきて、同学級、翼の隣の席となる。

## ボラー連邦
ベルム・フォン・ベムラーゼ
初登場 - 『3199』第3話
旧ベムラーゼ。ボラー連邦最高管理委員長。
ボラー連邦の権力の頂点に座す男性。かつて帝政ボラー政権を革命闘争により打破し、現在の連邦国家体制を築き上げた。
リュドミ・ダーリヤ
声 - 沢海陽子 / 初登場 - 『3199』第3話
一等書記官。
ベムラーゼの副官を務める女性で、口数の少ないベムラーゼに代わって、彼の意思を汲みとって部下に命令をする。肌の色が他のボラーのキャラクターと異なる。「ウラリアの光」を見たというボローズの報告を信じがたいとしつつも、可能な限りの艦艇を投入して真相究明をボローズに命じる。
ヴィルキ・ボローズ
声 - 滝知史 / 初登場 - 『2205』第1話
旧ボローズ。ガルマン星総督(『2205』)→辺境巡視艦隊584所属政治将校(『3199』)。
「ボラー連邦永久管理機構」から派遣された人物。他種族に対する差別意識が強いようで、ガルマン人を家畜と嘲る他、『3199』では地球人を「劣等民族」「成り上がり」と評していた。
ガルマン星の譲渡を申し入れてきたデスラーと現地で対面。盟友としてボラーの発展に貢献することを対価とし、膝を折って懇願したデスラーに対し、盟友ではなく奴隷となるように強要し、ガルマン人にも装着させている毒殺機能付きの首輪を彼の足元へ放り投げる。しかし、交渉決裂を見たデスラーの合図をきっかけにガミラス艦隊による総攻撃が始まり、ガルマン星を制圧されてしまう。更にデスラーを射殺しようとした警備兵がガルマン人に紛れて潜入していた複数の親衛隊員によって返り討ちに遭い、激昂してガルマン人の首輪の毒殺機能を起動しようとするが、デスラーに撃たれて失敗する。
『3199』ではガルマン星をガミラスに奪われたことで左遷され、ガミラスの友好国である地球に対して領海侵犯を繰り返す辺境巡視艦隊584所属の政治将校となっている。失脚の原因となった地球とガミラスへの苛立ちを抱えて酒浸りの日々を過ごしているが、艦隊と共に領海侵犯を行っていた最中、地球に向けて進行するデザリアムの巨大移動要塞グランドリバースと遭遇。グランドリバースが放った赤い光を見て「ウラリアの光」と畏れ慄く。
チェフ・レバルス
声 - 丸山壮史 / 初登場 - 『2205』第1話
旧レバルス。ガルマン星総督付き秘書官(『2205』)→辺境巡視艦隊584所属政治将校付き秘書官(『3199』)。
ボローズの子飼いの秘書官で、ガルマン星において資源徴用計画を立案。また、総督の身辺警護も担当している。
ボローズの差し出した首輪に対し無言で立ち上がったデスラーへ、彼の乗艦を自軍の艦隊で完全包囲しているため抵抗は無意味であると脅迫する。ガルマン星制圧後、デスラーに撃たれたボローズに駆け寄ろうとするが、威嚇射撃を受けて近づけなかった。
『3199』ではボローズと共に左遷され、政治将校付き秘書官となり、酒浸りになったボローズに手を焼きつつも中央復権を狙っている。領海侵犯に対する地球の退去勧告を無視するボローズに諫言するが、聞き入れられなかった。
ジェルバ・グダン
声 - 稲田徹 / 初登場 - 『3199』第1話
辺境巡視艦隊584の旗艦、ガノンダ型航宙母艦ラブロコフの艦長。

## ガルマン・ガミラス
アベルト・デスラー
総統。

ガデル・タラン

キール・キーリング
声 - 水島大宙 / 初登場 - 『2205』第1話
旧キーリング。ガルマン人。本星防衛遊撃艦隊 隊司令（『3199』）。特務大佐（『3199』）。27歳相当（『3199』）。
ガルマン星を数千年に亘って納めてきた神官一族の長老の孫で、ボラーによる圧政下で生まれ育つ。ガルマン星を解放したデスラーに対して「2つの民族を束ねる真の王」と強い畏敬の念を抱く。
『3199』では建国されたガルマン・ガミラスに一族を伴って参じ、ガルマン人とガミラス人の融和のためガルマン側の若き旗手として立場と責任を与えられ、本星防衛遊撃艦隊の隊司令の任に就いている。いる。
ユーリ・ダゴン
声 - 赤城進 / 初登場 - 『3199』第10話
旧ダゴン。ガミラス人。本星防衛遊撃艦隊 旗艦デウスーラIII世艦長。大佐。41歳相当。
ガル・ディッツを長く支えた古参将校で、ガミラス軍人としての誇り、戦果への拘りが一際強い。ガミラス星消滅の際は、ディッツ艦隊としてガルマン星防衛に務めていたため、難を逃れた。
旧作ではガルマン人だったが、本作ではフラーケン同様にガミラス人に変更されて登場する。
フォムト・バーガー
ランベア艦長。

ヴォルフ・フラーケン
次元潜航艦ゼランダル 艦長。

ローレン・バレル
在地球大使。

ヤーブ・スケルジ
次元潜航艦ゼランダル 機関科副長。

## 本編未登場キャラクター
制作途中では存在していたが、最終的に未登場となったキャラクター。そのうち、派生作品で登場したものを記載している。
マスさん
アニメ版では『2199』第7話に登場する予定だった、設定上のみ存在する人物。佐渡が住んでいるアパートの大家で、イスカンダルへの航海に出た彼に代わり、ミーくんを預かっている。シナリオでの名前は単に「おばさん」であり、それ以外でも公式の商業商品において「マスさん」という名前は登場しない。
漫画版では第4巻に登場。設定はアニメ版に準拠しており、太陽系赤道祭における佐渡の交信相手としてミーくんを抱いて登場する。家賃を1年分しか払ってもらっていないため、それを過ぎたらミーくんを三味線屋に売ると脅し、必ず帰るよう涙ながらに念を押す。
松本零士作品に登場する大家のマスさんを結城流にアレンジして設定し、漫画版でむらかわが使用している。結城による設定では、佐渡の奥さんというわけではないが、かつては佐渡の永年の腐れ縁である腕利きのナースであった（そのページのイラストによると、若かったころの佐渡はアフロヘアーに描かれている）。
ダス・ルーゲンス
アニメ版では『2202』第1話に登場する予定だった人物。ガミラス軍・辺境警備第38任務部隊の指揮官。
浮遊大陸戦冒頭での芹沢の演説は元々このキャラクターのセリフであり、「前衛の栄誉を任せる」とのたまって地球艦隊に敵本隊の相手をさせ、自艦隊を後詰めとして配置するなど、地球とガミラスの微妙な関係を表す人物として描かれていた。
小説版『2202』では第1巻の同エピソードに登場。立場はアニメ版と同じであるが、装甲突入型ゼルグート級のケルベロスIを乗艦としているという小説版独自の点もある。
リメイクキャラクターかは不明だが、『2202』の原作の1つである『ヤマト2』に登場するガミラス残存艦隊の将軍と同名である。